# Bernburg (Saale)
Bernburg (Saale) ist die Kreisstadt des Salzlandkreises in der Mitte Sachsen-Anhalts. Bernburg liegt an der Saale etwa 40 Kilometer südlich von Magdeburg und 35 Kilometer nördlich von Halle (Saale). Bernburg ist historisch ein Teil Anhalts und war Residenzstadt der askanischen Nebenlinie Anhalt-Bernburg.

## Geografie

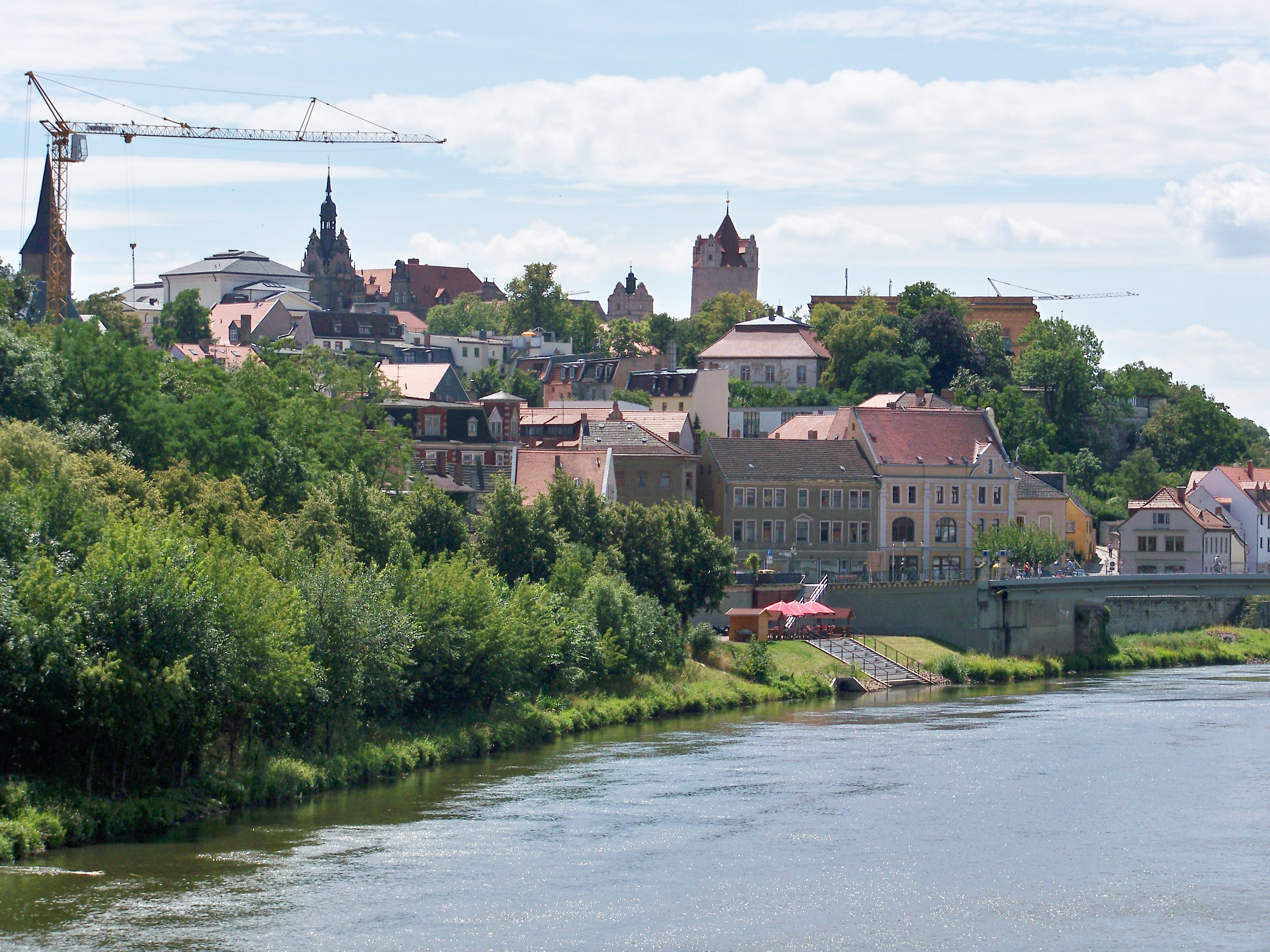
Stadtansicht 2009

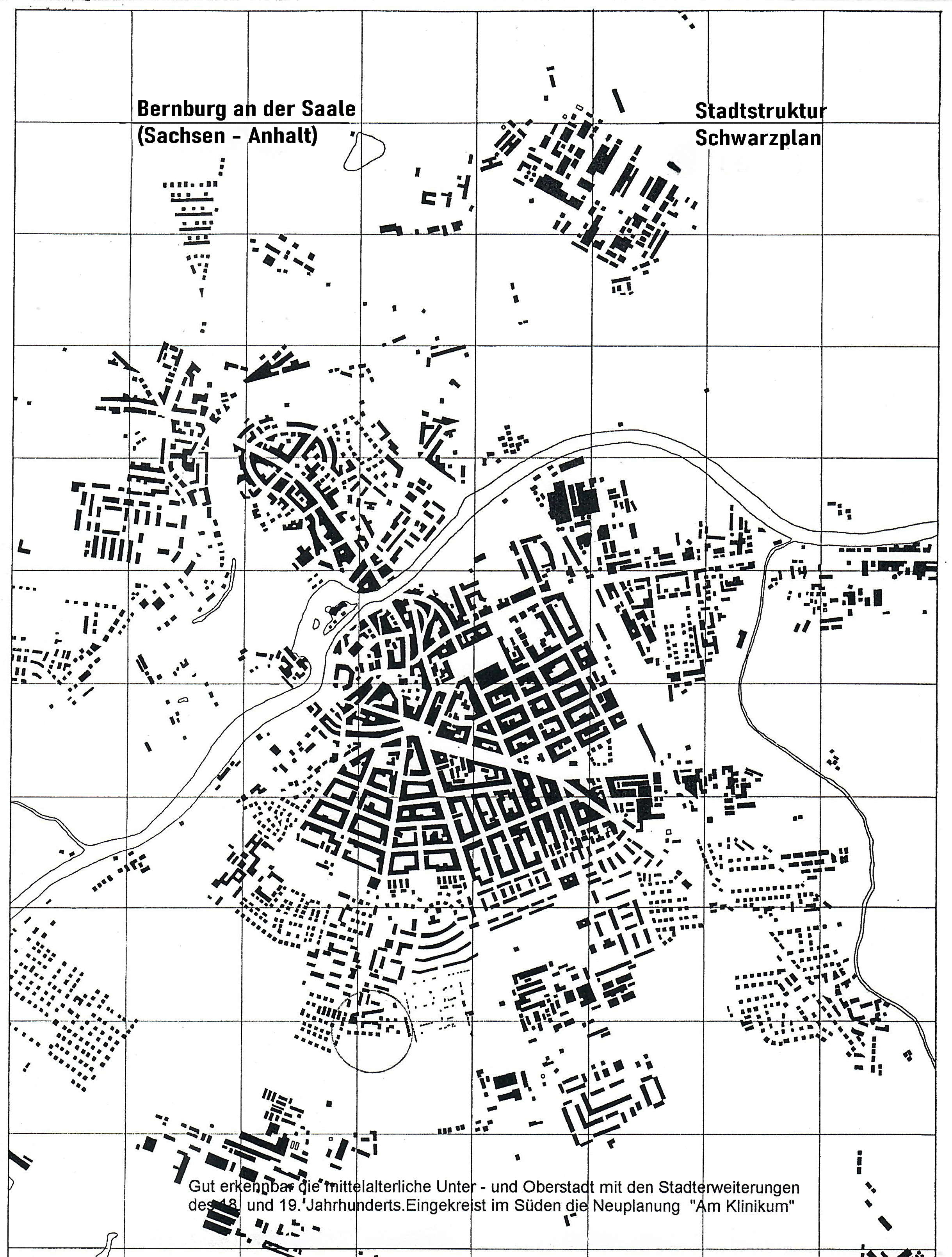
Stadtstruktur der Stadt Bernburg, 1995

### Geografische Lage
Bernburg liegt an der Saale südlich der sachsen-anhaltischen Hauptstadt Magdeburg und nördlich von Halle (Saale). Seine Lage südlich der Gletschervorstöße der letzten Eiszeit (vor etwa 12.000 Jahren) mitten im Schwarzerdegebiet der Magdeburger Börde bietet landwirtschaftlich gute Voraussetzungen. Im Gletschergarten am Stadtrand befinden sich noch Gesteinsplatten mit eiszeitlichen Schrammen.

### Stadtgliederung
Die Stadt Bernburg setzt sich zusammen aus der Berg- und der Talstadt (Zusammenschluss der beiden Städte am 21. März 1825). Die Talstadt Bernburg wiederum ist in die Alt- und die Neustadt Bernburg gegliedert (am 26. März 1561 vereinigt). Hinzu kommen noch weitere Wohngebiete, wie z. B.:
- Anton-Saefkow-Siedlung. Die von Architekt Leopold Fischer geplante Gartenstadt zwischen John-Schehr- und Horst-Heilmann-Straße wurde Ende der 1920er-Jahre erbaut. Sie wird im Volksmund „Zickzackhausen“ genannt, da die um 90 Grad gedrehten einzelnen Reihenhäuser in ihren Fronten versetzt sind.
- Friedenshall (früher Solvayhall)
- Harnack-Siedlung (früher Friedhofssiedlung)
- Schulze-Boysen-Siedlung (früher Junkerssiedlung; Kopernikus-, Galilei-, Bunsen- und Nernststraße) Die meisten Mehrfamilienhäuser aus den 1930er-Jahren wurden ab 2010 abgerissen. Der verbleibende Rest wird saniert und modernisiert.

Zu Bernburg gehören die acht Ortsteile:
| Ortschaft | Einwohner | Ortsteile                   | Die Ortschaften von Bernburg (Saale) (anklickbare Karte) |
| --------- | --------- | --------------------------- | -------------------------------------------------------- |
| Aderstedt | 495       | Aderstedt                   | Die Ortschaften von Bernburg (Saale) (anklickbare Karte) |
| Baalberge | 1.266     | Baalberge, Kleinwirschleben | Die Ortschaften von Bernburg (Saale) (anklickbare Karte) |
| Biendorf  | 678       | Biendorf                    | Die Ortschaften von Bernburg (Saale) (anklickbare Karte) |
| Gröna     | 517       | Gröna                       | Die Ortschaften von Bernburg (Saale) (anklickbare Karte) |
| Peißen    | 1.122     | Peißen                      | Die Ortschaften von Bernburg (Saale) (anklickbare Karte) |
| Poley     | 543       | Weddegast, Poley            | Die Ortschaften von Bernburg (Saale) (anklickbare Karte) |
| Preußlitz | 599       | Leau, Plömnitz, Preußlitz   | Die Ortschaften von Bernburg (Saale) (anklickbare Karte) |
| Wohlsdorf | 406       | Crüchern, Wohlsdorf         | Die Ortschaften von Bernburg (Saale) (anklickbare Karte) |

Die fünf Stadtteile sind:
- Dröbel (1. Oktober 1926 eingemeindet)
- Neuborna (Baubeginn: Anfang 1933)
- Roschwitz (1. Oktober 1927 eingemeindet)
- Strenzfeld (Erschließung der „Strenzer Flur“: 1935)
- Waldau (1871 eingemeindet)

Weitere Wohnplätze sind:
- Vorwerk Gnetsch (bis 1927 zu Roschwitz)
- Vorwerk Zepzig mit Mülldeponie Zepzig (bis 1927 zu Roschwitz)

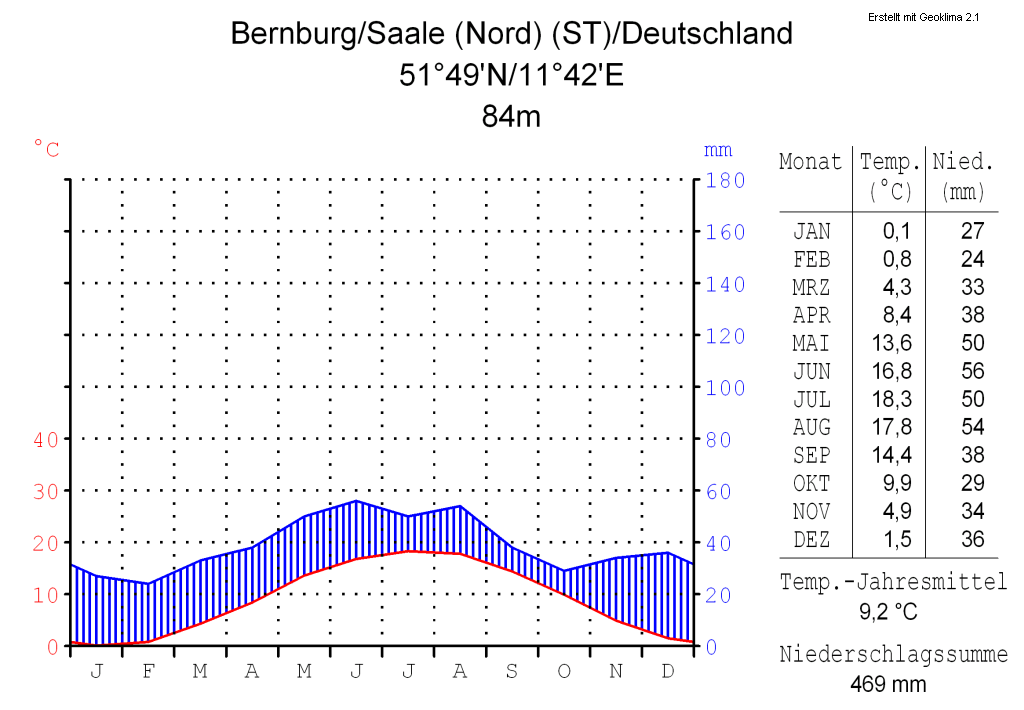
Klimadiagramm von Bernburg

### Klima
Bernburg liegt inmitten des Mitteldeutschen Trockengebietes im Regenschatten des Harzes und ist dem Klimaraum des östlichen Harzvorlandes zugeordnet, dem trockensten Gebiet Deutschlands. Auf der Basis von Daten des Deutschen Wetterdienstes befindet sich Bernburg in einer Rangliste von 50 untersuchten deutschen Städten mit einer mittleren jährlichen Niederschlagsmenge von nur 469 Millimeter (Regenschatten des Harzes) auf dem letzten Platz. Die Lage in diesem Klimaraum bedingt auch höhere Sommertemperaturen, so wurde am 31. Juli 2018 mit 39,5 °C die höchste Jahrestemperatur in Deutschland gemessen. Die durchschnittliche Lufttemperatur in Bernburg beträgt 9,2 °C.
|                        | Jan  | Feb  | Mär  | Apr  | Mai  | Jun  | Jul  | Aug  | Sep  | Okt  | Nov  | Dez  |   |       |
| Mittl. Temperatur (°C) | 1,2  | 1,9  | 5,3  | 9,8  | 13,8 | 17,1 | 19,5 | 19,5 | 15,3 | 10,4 | 5,4  | 2,2  | ⌀ | 10,2  |
| Mittl. Tagesmax. (°C)  | 4,1  | 5,4  | 9,7  | 15,5 | 19,8 | 23,1 | 25,7 | 25,6 | 20,7 | 14,8 | 8,5  | 4,9  | ⌀ | 14,9  |
| Mittl. Tagesmin. (°C)  | −1,6 | −1,6 | 0,9  | 4,0  | 7,9  | 11,1 | 13,3 | 13,3 | 9,9  | 5,9  | 2,3  | −0,6 | ⌀ | 5,4   |
|                        |      |      |      |      |      |      |      |      |      |      |      |      |   |       |
| Niederschlag (mm)      | 34,2 | 22,9 | 33,6 | 29,1 | 58,7 | 47,9 | 69,2 | 58,1 | 49,7 | 36,3 | 38,7 | 36,5 | Σ | 514,9 |
|                        |      |      |      |      |      |      |      |      |      |      |      |      |   |       |
| Sonnenstunden (h/d)    | 1,9  | 2,9  | 4,1  | 6,3  | 7,4  | 7,7  | 7,5  | 7,1  | 5,3  | 3,8  | 2,0  | 1,6  | ⌀ | 4,8   |

| −1,6 |

| −1,6 |

| 0,9 |

| 4,0 |

| 7,9 |

| 11,1 |

| 13,3 |

| 13,3 |

| 9,9 |

| 5,9 |

| 2,3 |

| −0,6 |

| −1,6 |

| −1,6 |

| 0,9 |

| 4,0 |

| 7,9 |

| 11,1 |

| 13,3 |

| 13,3 |

| 9,9 |

| 5,9 |

| 2,3 |

| −0,6 |

| N i e d e r s c h l a g | 34,2 | 22,9 | 33,6 | 29,1 | 58,7 | 47,9 | 69,2 | 58,1 | 49,7 | 36,3 | 38,7 | 36,5 |
|                         | Jan  | Feb  | Mär  | Apr  | Mai  | Jun  | Jul  | Aug  | Sep  | Okt  | Nov  | Dez  |

## Geschichte

### Etymologie des Stadtnamens
1138 tauchte der Name Berneburch auf, sicherlich eine Entwicklung aus dem brandanburg von 961 (nach germanisch branda „Brand“). Wie zu fast allen Ortsnamen gibt es aber auch hierzu weitere Etymologien: der Name kann auf den Personennamen 'Bero' als Kurzform zu Vollnamen wie Bernhard zurückgehen, wird aber auch von altsächsisch bero = Bär oder altsächsisch brannjan = brennen abgeleitet. Demnach stammt Bernburg höchstwahrscheinlich von dem Begriff abgebrannte Burg (vgl. auch Brandenburg an der Havel).

### Urgeschichte

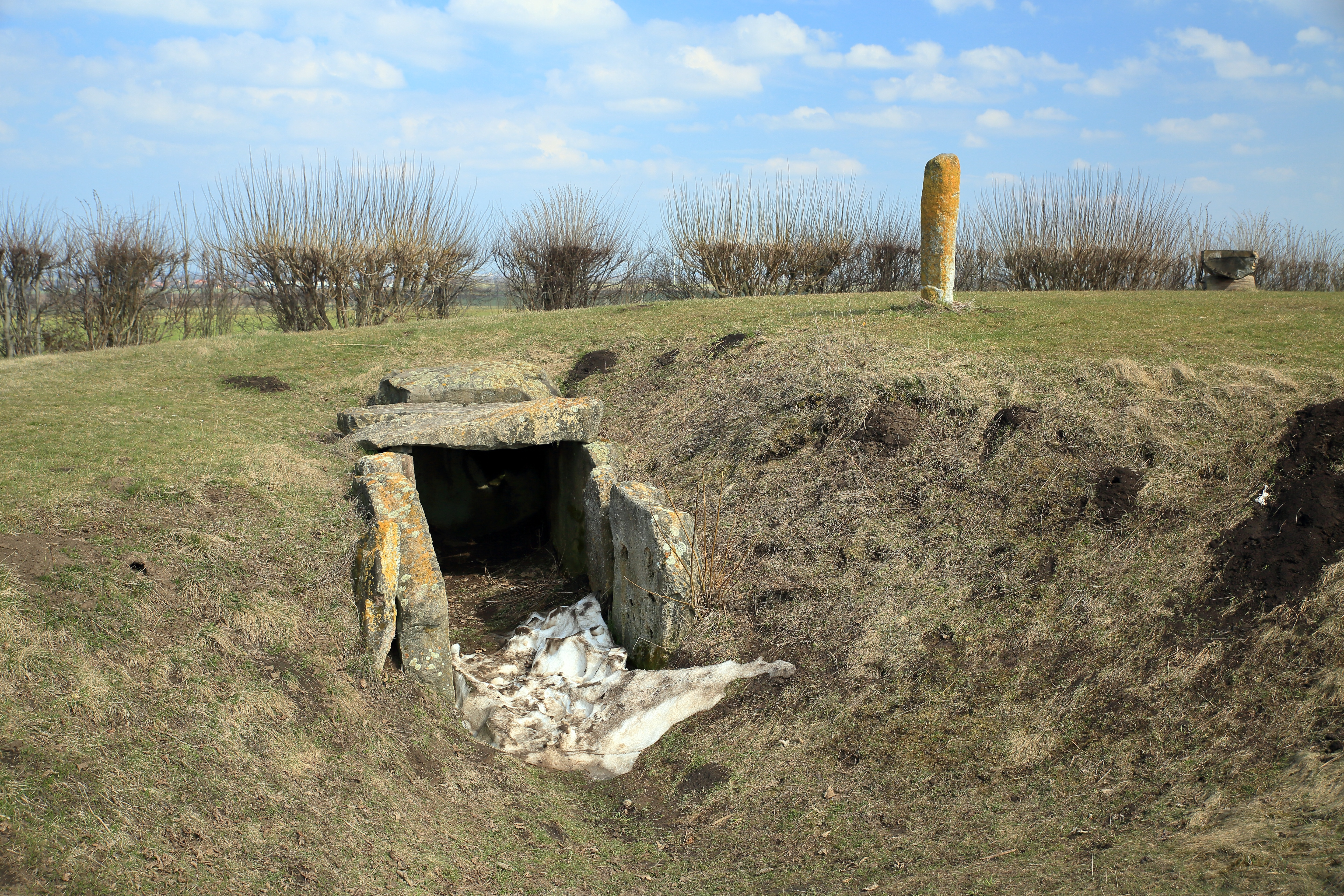
Großsteingrab und Dolmengöttin der Bernburger Kultur

Bernburg ist namengebender Fundort für Siedlungsbelege der Bernburger Kultur (3100 v. Chr. bis 2700 v. Chr.), einer Untergruppe der jungsteinzeitlichen Trichterbecherkultur.

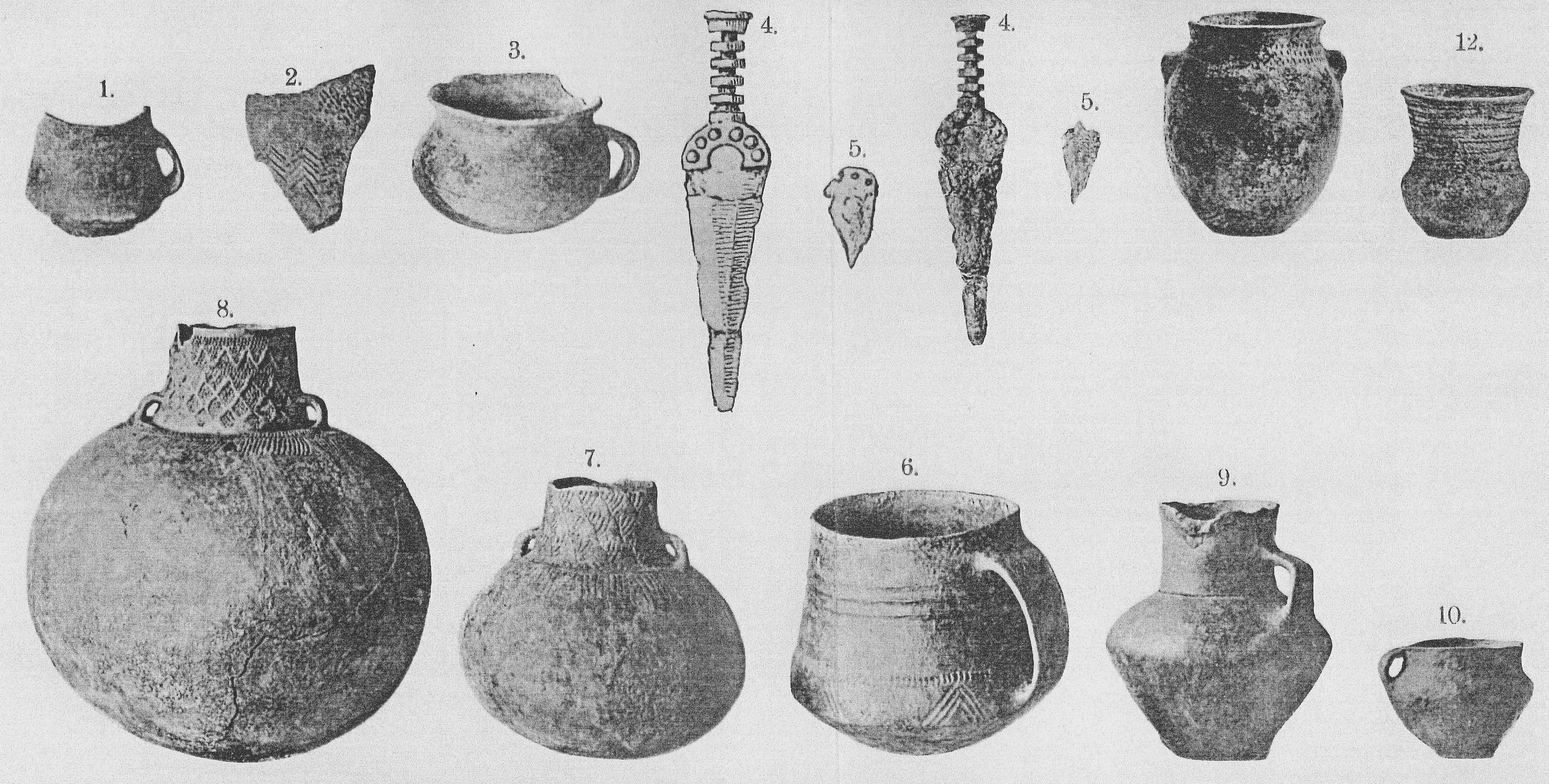
Funde aus dem Schneiderberg

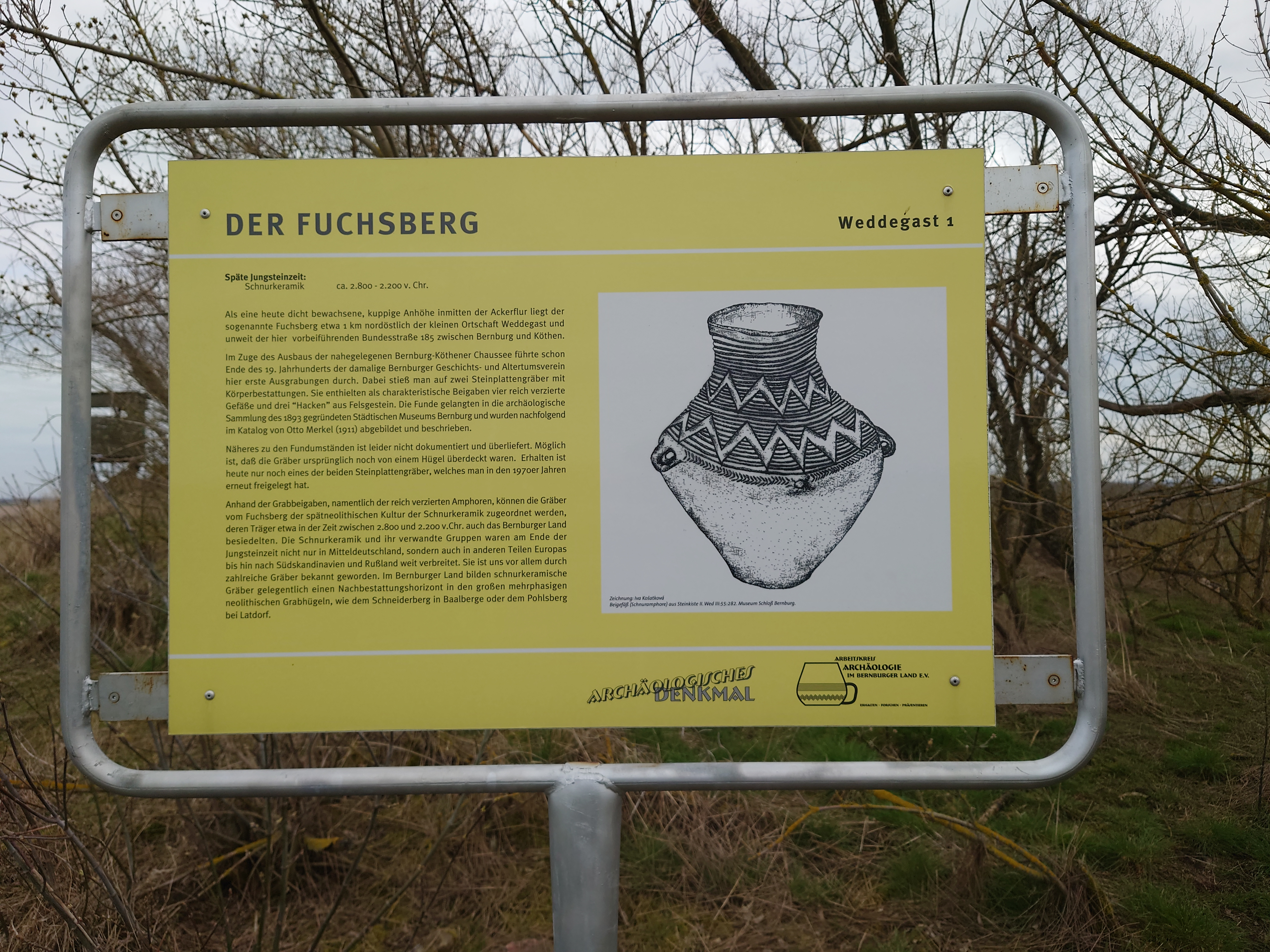
Grabhügel Fuchsberg (Weddegast) mit Funden der Schnurkeramik (ab 2.800 v. Chr.)

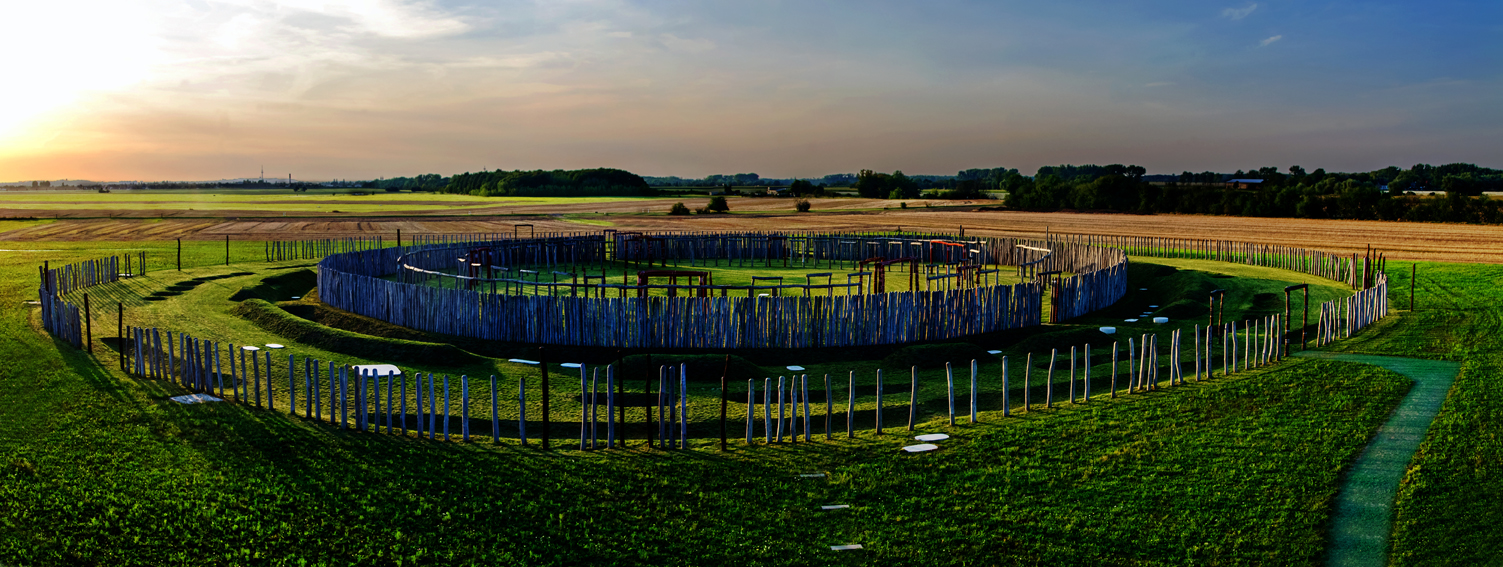
Doppelte Kreisgrabenanlage von Pömmelte (nahe der Saalemündung) aus der Glockenbecherkultur (ab 2600 v. Chr.) und der Aunjetitzer Kultur (2300 v. Chr.–1550 v. Chr.) - vermutlich das kulturelle und vielleicht auch religiöse Zentrum der Region

Das 2010 zu Bernburg eingemeindete Baalberge ist namengebender Fundort für Siedlungsbelege der Baalberger Kultur (4000 v. Chr. bis 3150 v. Chr.), einer weiteren Untergruppe der Trichterbecherkultur, deren fundreichste Erscheinung sie in Deutschland ist. Sie wurde benannt nach dem Erstfund im Schneiderberg von Baalberge.

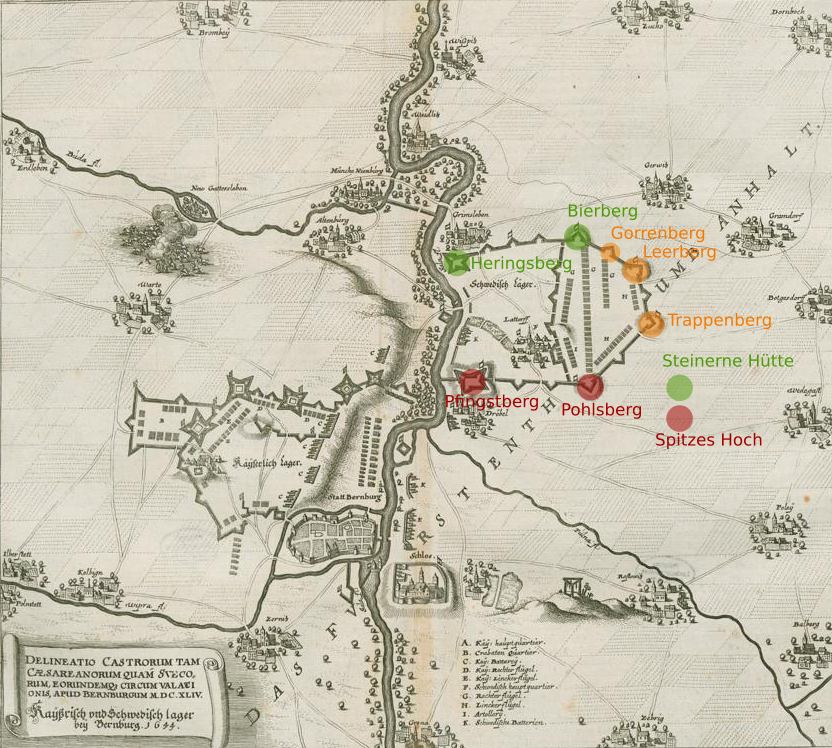
Prähistorische Grabmonumente bei Bernburg, die 1644 in die Befestigung eines schwedischen Heerlagers integirert wurden. Grün: Großsteingräber, rot: Grabhügel, orange: heute zerstörte Anlagen (vermutlich Grabhügel).

Die Häufung von jungsteinzeitlichen Siedlungsbelegen beweist, dass der Raum Bernburg damals ein Zentrum der Trichterbecherkultur war. Dies lag daran, dass um die Elbe-Saale-Mündung die größte frühgeschichtliche Siedlungsfläche Mitteldeutschlands existierte.

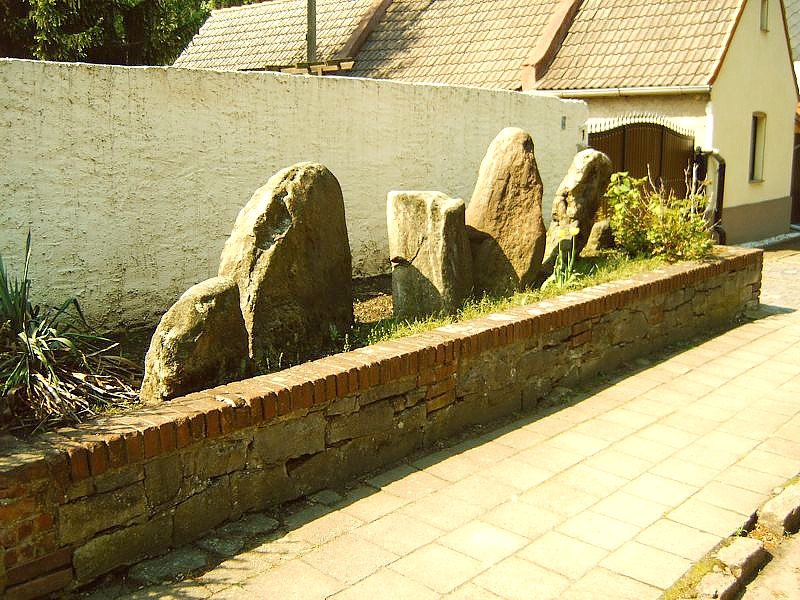
Die Sieben Steine von Preußlitz

Auf die ehemals hohe dreistellige Anzahl urgeschichtlicher Hügelgräber, die im 18. Jahrhundert und vor allem im 19. Jahrhundert der landwirtschaftlichen Nutzung zum Opfer fielen, verweisen auch die Sieben Steine von Preußlitz. Diese Menhire wurden lange vor 1800 von den eingeebneten Hügeln und Hügelgräbern der Preußlitzer Flur zusammengetragen. Einer der Steine wurde in den letzten Jahrzehnten entfernt. Bei einer Untersuchung durch Waldtraut Schrickel in den 1950er Jahren waren aber noch alle sieben vorhanden. Die ungewöhnliche Menhirsammlung regte Anfang des 19. Jahrhunderts zur Entstehung einer lokalen anhaltischen Sage an (1844 gedruckt).

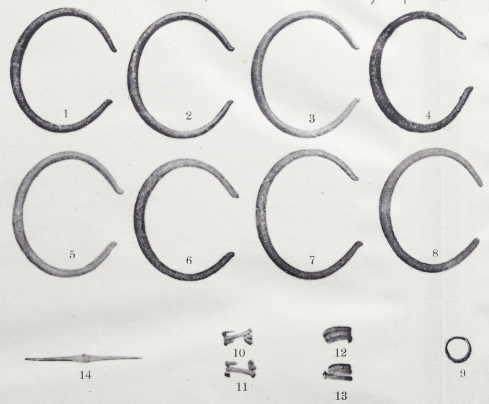
Die Bronzegegenstände aus dem Depot von Hoym.

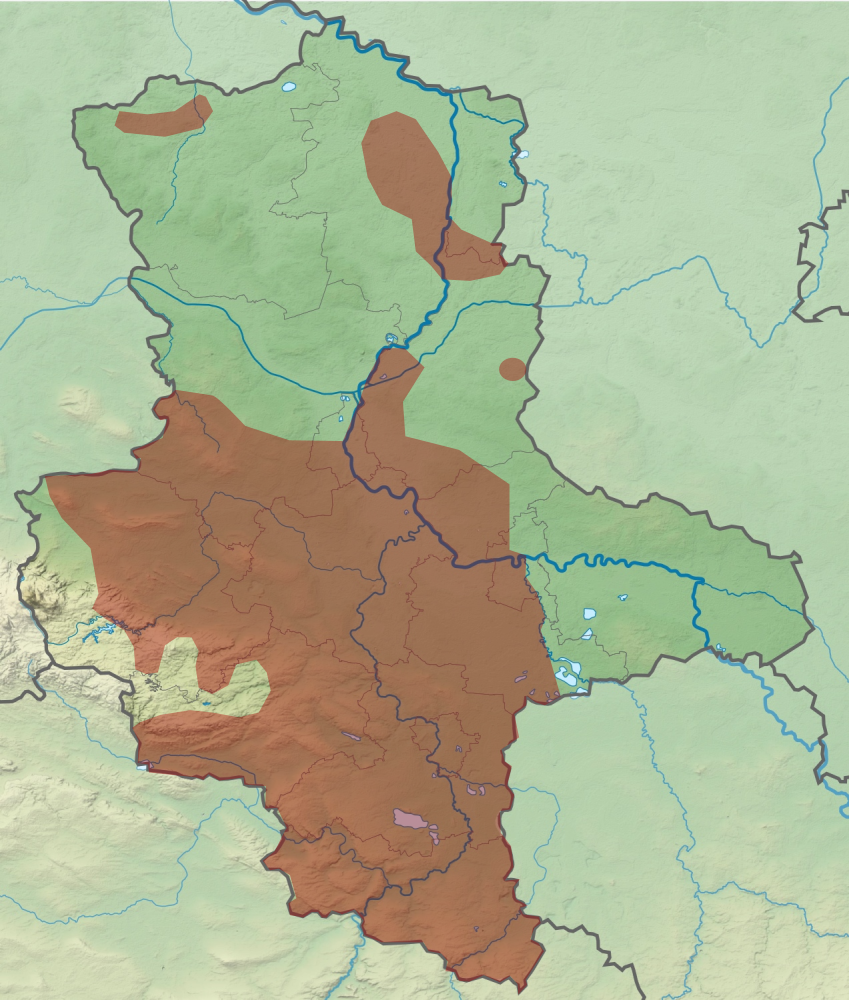
Verbreitung der Aunjetitzer Kultur im heutigen Sachsen-Anhalt.

Auf bronzezeitliche Spuren weist das Depot von Bernburg/Köthen aus vier schweren ovalen geschlossenen Bronzeringen aus der Aunjetitzer Kultur hin. Die Ringe haben gerippte Schauseiten. Im Salzlandkreis fanden sich des Weiteren das Depot von Belleben (vier schwere ovale geschlossene und gerippte Bronzeringe in einer Tasse mit geglätteter Oberfläche), das Depot von Giersleben (acht bronzene Randleistenbeile in einem Keramikgefäß) und das Depot von Hoym (acht massive Armringe, sechs Noppenringe und eine Tätowiernadel in einer Keramikkanne mit Deckel).
Der jungsteinzeitlichen Schneiderberg der Baalberger Kultur wurde von den Aunjetitzern zu Nachbestattungen benutzt, sogar ein Steinkistengrab wurde von den Aunjetitzern nachverwendet. Hier wurden wahrscheinlich nur Häuptlinge begraben, die „sich offenbar auf eine lange Abstammungslinie, die bis ins Neolithikum hineinreicht“, beriefen. „Der Restbevölkerung, die in nicht-neolithischer Weise bestattet wurde, wurden diese Abstammungsrechte scheinbar abgesprochen.“
Im Stadtgebiet von Bernburg wurde bedeutendere Aunjetitzer Keramik auf dem Rößeberg und auf dem Friedhof II gefunden, in der Nähe der Stadt im Solvay-Steinbruch und beim Flugplatz in Bernburg-Strenzfeld.
Am Krakauer Berg in Gröna wurde eine Aunjetitzer Tasse zusammen mit einem Skelett gefunden, in Hahndorfs Kiesgrube bei Baalberge eine Tasse und zwei unverzierte Gefäße und in Cörmigk-Sixdorf eine Tasse in Hockergrab 7 sowie eine weitere unverzierte Tasse und ein unverziertes Näpfchen aus hellbraunem Ton.
Bernburg lag damals (2300 v. Chr.–1550 v. Chr.) im Zentrum des mitteldeutschen Verbreitungsgebietes der Aunjetitzer Kultur (siehe Karte).

### Frühgeschichte

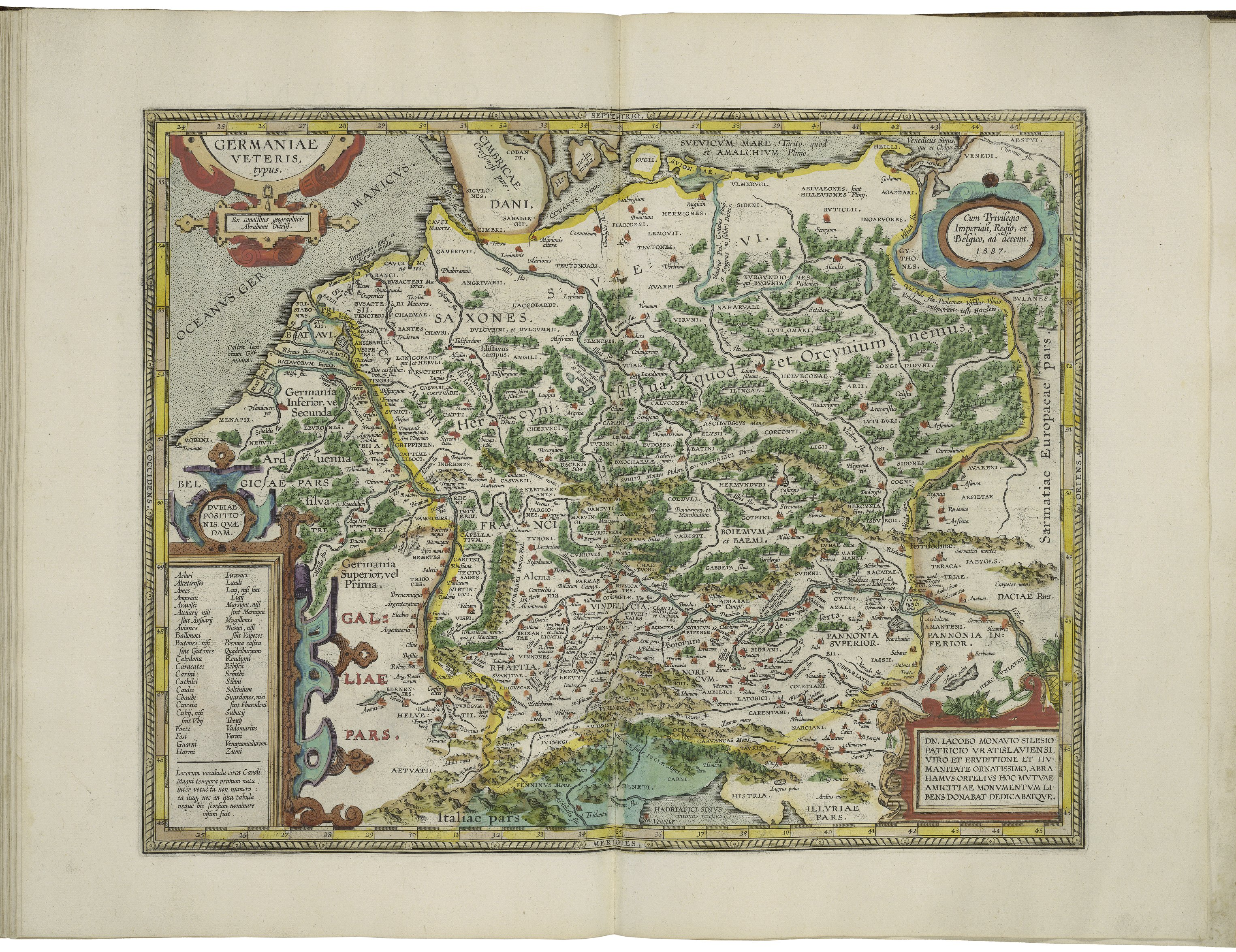
Abraham Ortelius (1527 bis 1598): Theatrum Orbis Terrarum. London 1606 (i. e. 1608?). Platte xv xvi. - Die Orte sind alle sehr weit westlich verortet: Tropæa Drusi, allgemein an der Elbe lokalisiert, liegt auf dieser Karte an der Weser, dadurch verschiebt sich alles nach Westen: Luppia (heute im Raum Bernburg an der Saale lokalisiert) liegt auf dieser Karte südlich des Harzes zwischen Saale und Weser, Luphurdum (heute im Dresdner Elbtalkessel lokalisiert) liegt auf dieser Karte näher an der Saale als an der Elbe usw.

Das Gebiet um Bernburg ist durch fruchtbare Lössböden gekennzeichnet und zählte daher schon in früher Zeit zu den bevorzugten Siedlungsgebieten. Forschungsergebnisse von 2010 verorten die Siedlung Luppia (griechisch Λουππία), die Ptolemäus um das Jahr 150 n. Chr. in seinem Atlas Geographia verzeichnet hatte, im Raum Bernburg. Die entzerrten Koordinaten der Technischen Universität Berlin sind 51°59' und 11°34'. Das ist 3,1 km südöstlich von Sülzetal. Der umgerechnete Ort ist 23,2 km entfernt von Bernburg. Aufgrund der archäologischen Fundsituation wurde Luppia dennoch auf das Gebiet des heutigen Bernburg festgelegt. Luppia war nach Claudius Ptolemäus einer der drei Hauptorte in der Germania magna und wurde traditionell südlich des Harzes verortet.
- Siehe nebenstehende Karte aus dem Parergon von 1597 des Abraham Ortelius (1527 bis 1598) in einem Londoner Nachdruck von 1606/1608.

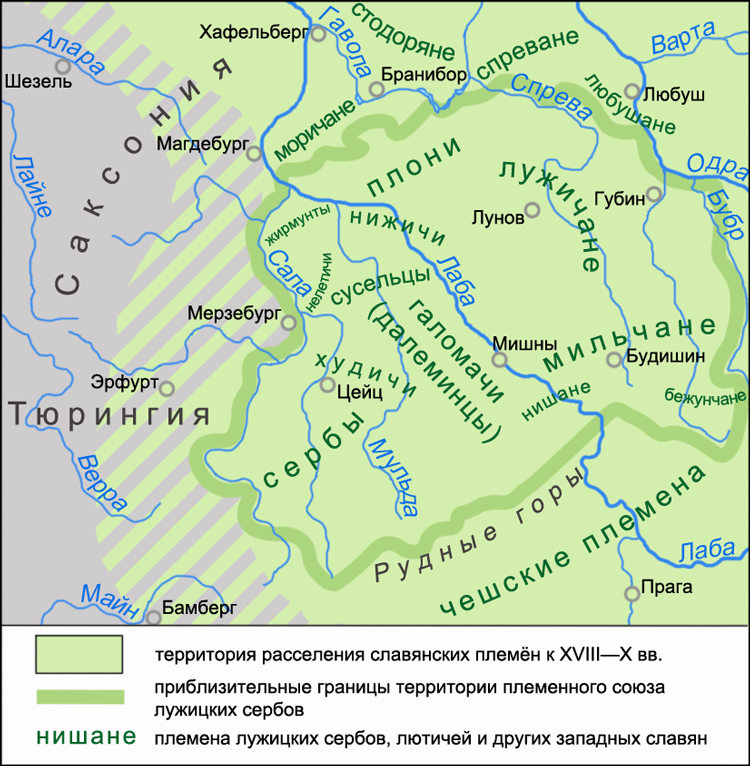
Das sorbische Siedlungsgebiet vom 8. bis zum 10. Jahrhundert - das grün-violett gestreifte Gebiet westlich der Saale zeigt an, wie weit sorbische Siedlungen existierten (z. B. bis in die Gegend des heutigen Eisenach).

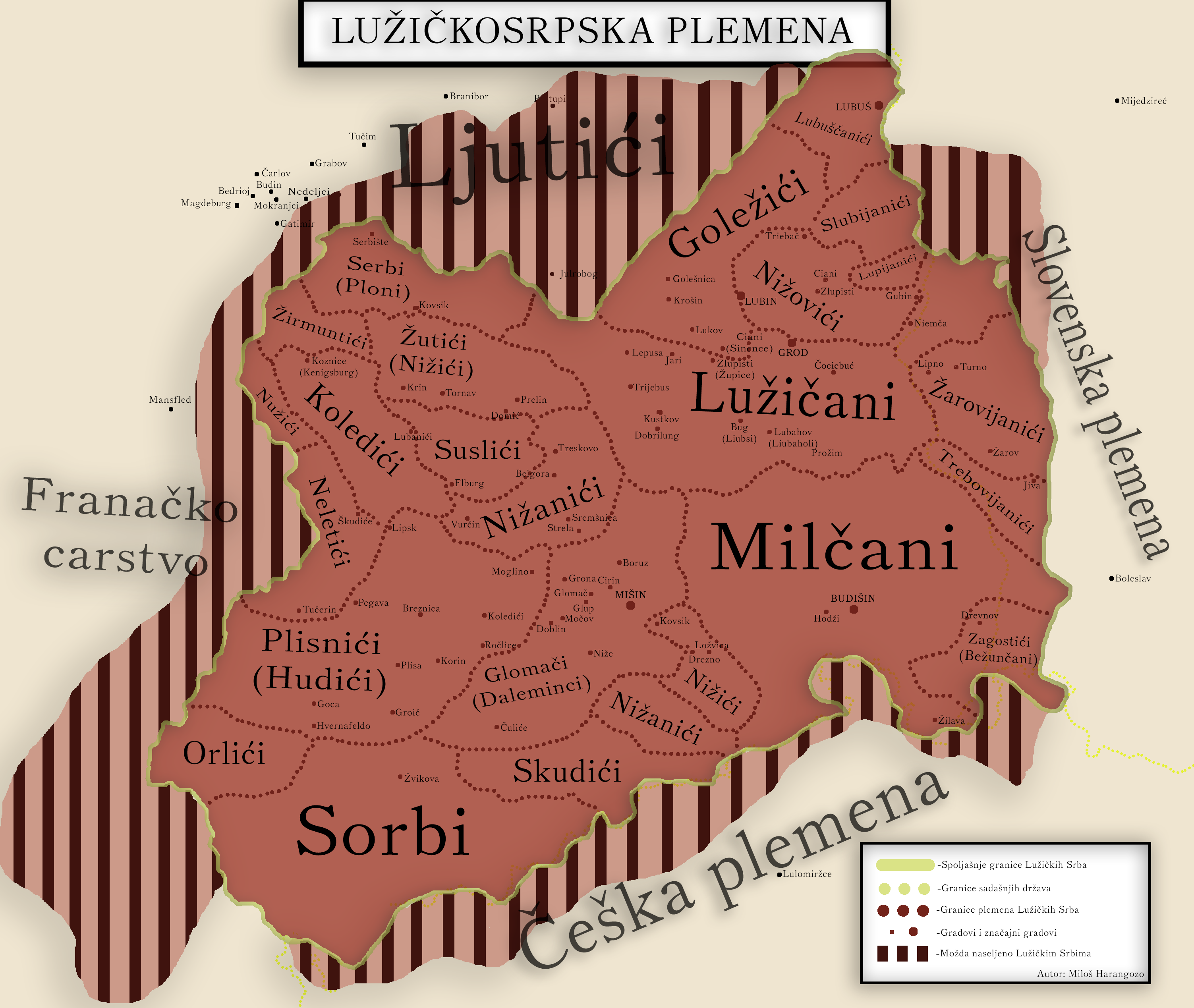
Die sorbischen Stämme im 8./9. Jahrhundert nach den westslawischen Quellen (in Slowenisch)

Ab dem Ende des 6. Jahrhunderts wanderten Stämme der Surbi (Elbsorben) in den Bernburger Raum ein und überschritten stellenweise auch die Saale. Viele Ortsnamen insbesondere im Ostteil der heutigen Stadt Bernburg wie Roschwitz, Preußlitz und Plömnitz erinnern noch heute an diese elbsorbische Landnahme.

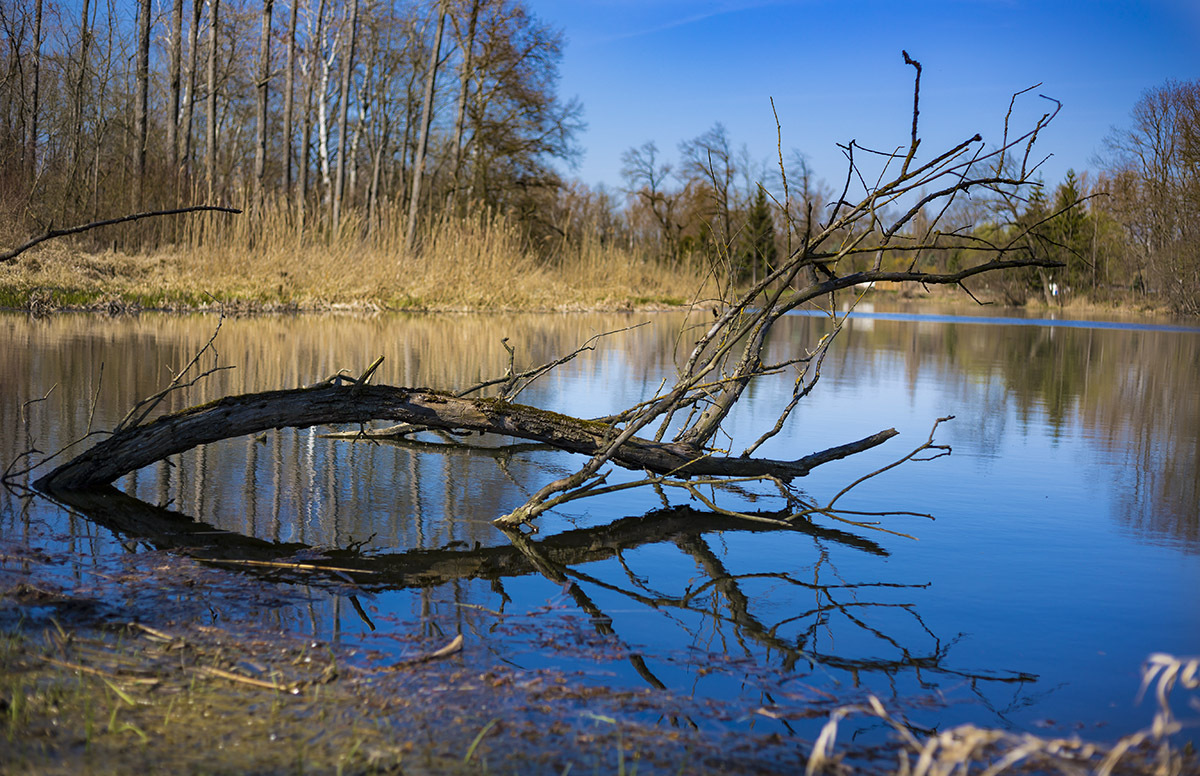
Toter Saalearm bei Aderstedt, der Bläs genannt

Da die Saale im Unterlauf wegen des geringen Gefälles recht stark mäanderte, verlief der Fluss damals durch den heutigen Altarm der Röße am Fuße des Waldauer Berges. Hierdurch lag nicht nur das Gebiet der heutigen Bergstadt östlich der Saale, sondern auch das Gebiet der heutigen Talstadt. Hiervon zeugt der Name der alten slawischen Siedlung Dupzk im Bereich der heutigen Talstadt. Dupzk wurde nach dem slawischen dub für 'Eiche' benannt. Die Eichen im Krumbholz erinnern noch an diese Zeit. Sprachlich verwandt ist Dubí (deutsch Eichwald) im südlichen Erzgebirge, eine keltische Handelsniederlassung des 4. Jahrhunderts v. u. Z. zwischen den Oppida Dux und Dohna. Der alte mäandernde Flussverlauf des Saale-Altarms der Röße ist auch auf der Karte der Stadtstruktur von 1995 als sehr breite halbkreisförmige Lücke in der Bebauung zwischen der Bernburger Talstadt und Waldau deutlich zu erkennen (siehe Abschnitt Geografie).

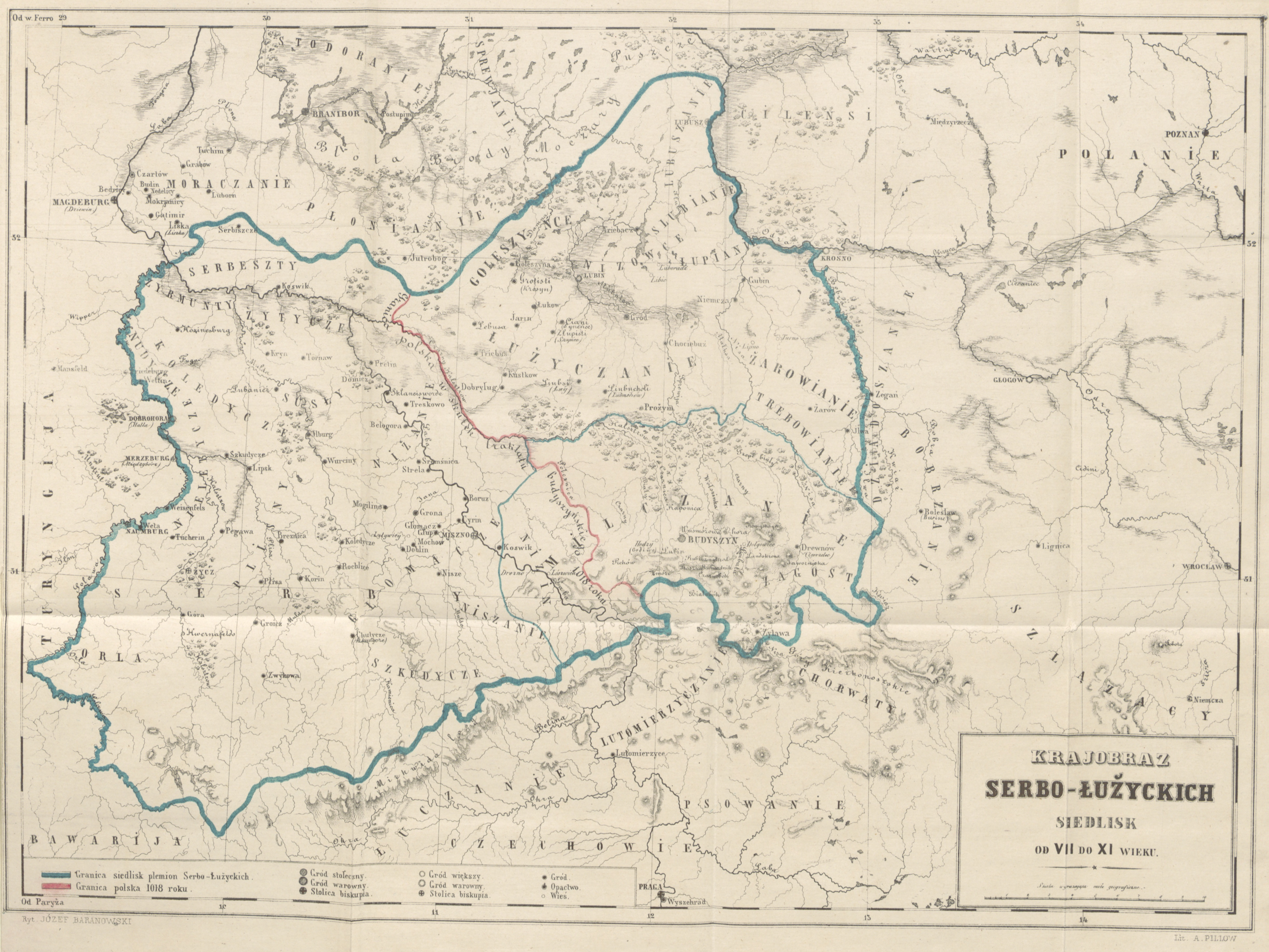
Das Siedlungsgebiet der Sorben vom 7. bis 11. Jahrhundert (Sachstand von 1861)

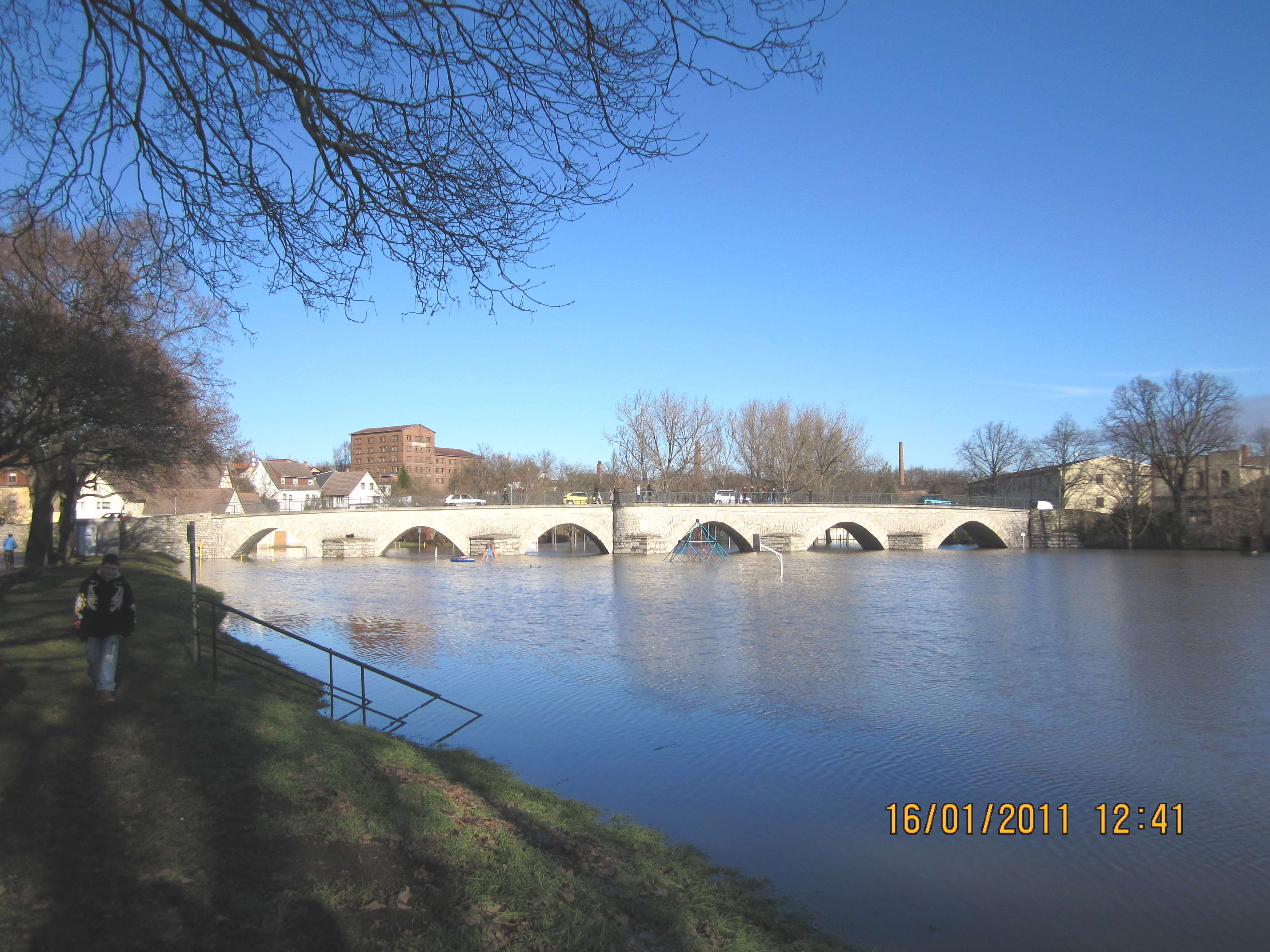
Die Saale in ihrem alten Bett der Röße beim Hochwasser von 2011 (zwei Jahre vor dem Jahrhunderthochwasser 2013). An der Stelle der Waldauer Flutbrücke befand sich im Frühmittelalter die Furt über die Saale (salfurt)

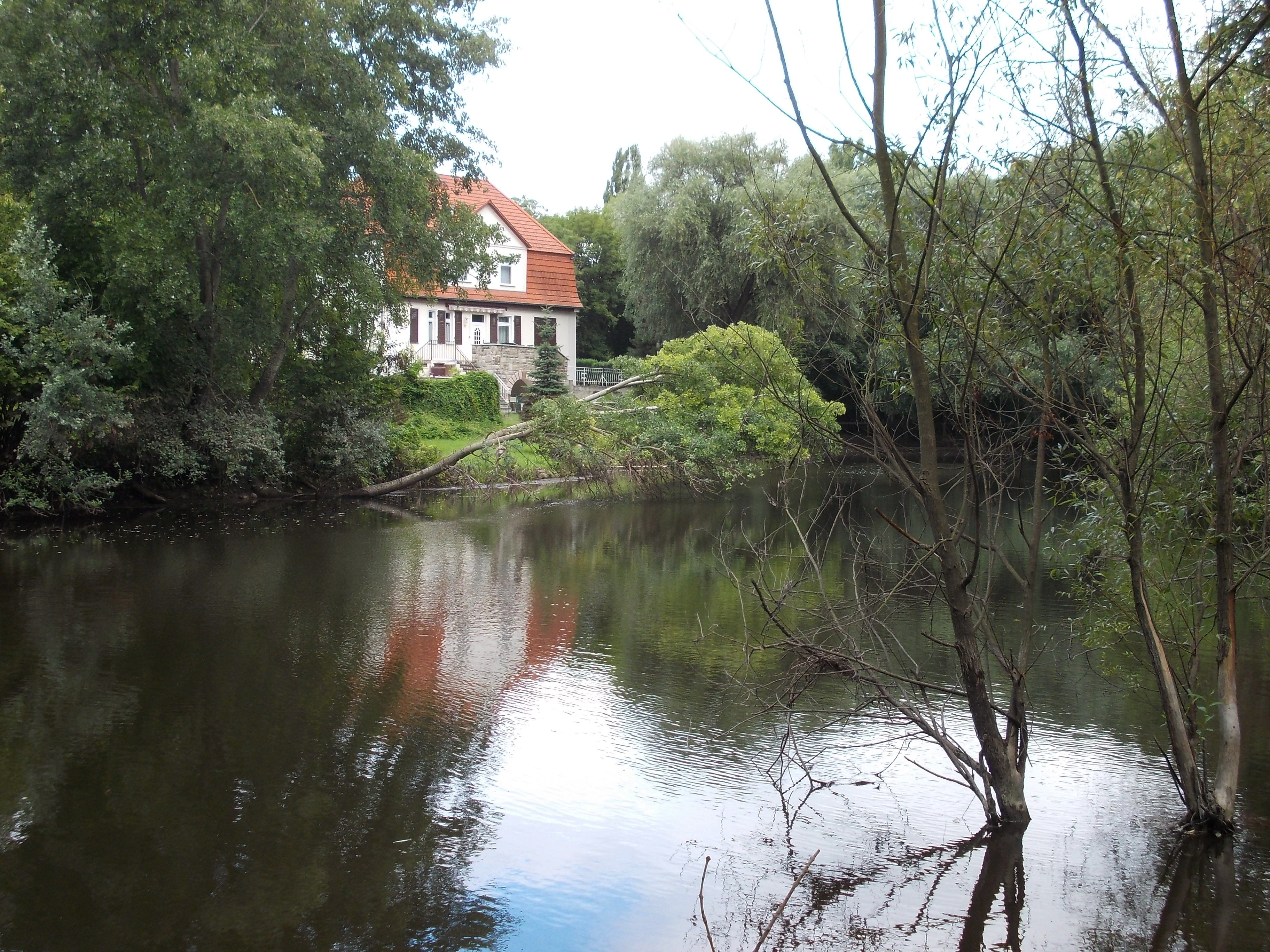
Rest der Röße außerhalb eines größeren Hochwassers

Im späteren Frühmittelalter trennte dann der Unterlauf der Saale die Herrschaftsgebiete der Germanen von denen der Slawen. Im Bereich der heutigen Stadt Bernburg lag ein günstiger Flussübergang (salfurt). Nach wie vor gab es aber nicht nur sorbische Siedler westlich der Saale, sondern auch noch sorbische Siedlungen. Ein sorbischer Hauptort war Lepenitz in der Nähe der späteren deutschen Gründung Altenburg. Die Lepenitzer wurden erst um 1450 zwangsweise in die sogenannte Freiheit umgesiedelt, um deren Grund und Boden an Bernburger Bürger verteilen zu können.
Nach dem Atlas des Saale- und mittleren Elbegebietes gab es einen Benediktinerweg nördlich des Harzes zum Saaleübergang bei dem damaligen Uualadala (= Waladala). Eine lokale Überlieferung schreibt die Weihe der alten Waldauer Kirche dem Missionserzbischof und päpstlichen Legaten für Germanien Bonifatius (um 673 bis 754 oder 755) zu. Das fränkische Reich war in den 740er-Jahren mehrfach im Gebiet nördlich des Harzes militärisch aktiv. Die Benediktiner errichteten zu dieser Zeit auf dem Huy eine Michaeliskapelle für die Militärseelsorge. Aschersleben wurde möglicherweise als „Aschershausen“ als ein 748 in der Auseinandersetzung zwischen Pippin dem Jüngeren (714–761) und seinem Halbbruder Grifo (726–753) verwüstetes Dorf erwähnt. Eine Schenkungsurkunde an den Heiligen Bonifatius (an das Kloster Fulda) erwähnt zu 748 Ascegereslebe. So ist es nicht ausgeschlossen, dass der 782 erwähnte Königshof, der zeittypisch mit einer Kapelle versehen war, schon vor 750 gegründet wurde. Damit wäre auch eine Weihe der Kapelle durch Bonifatius denkbar. Uualadala war nach der Karte der Benediktinerwege im Atlas des Saale- und mittleren Elbegebietes damals der wichtigste Übergang über die etwas spätere Elbe-Saale-Grenze zwischen dem fränkischen Reich und der Germania Slavica, weil er am nördlichsten lag. Alle anderen Saaleübergänge wie in Alsleben und in Halle lagen weiter südlich. Das Saalemündungsgebiet und erst recht das Gebiet der Elbe lagen um 750 noch weit außerhalb des Einflusses des Fränkischen Reiches.

### Historisches Frühmittelalter: ab 782

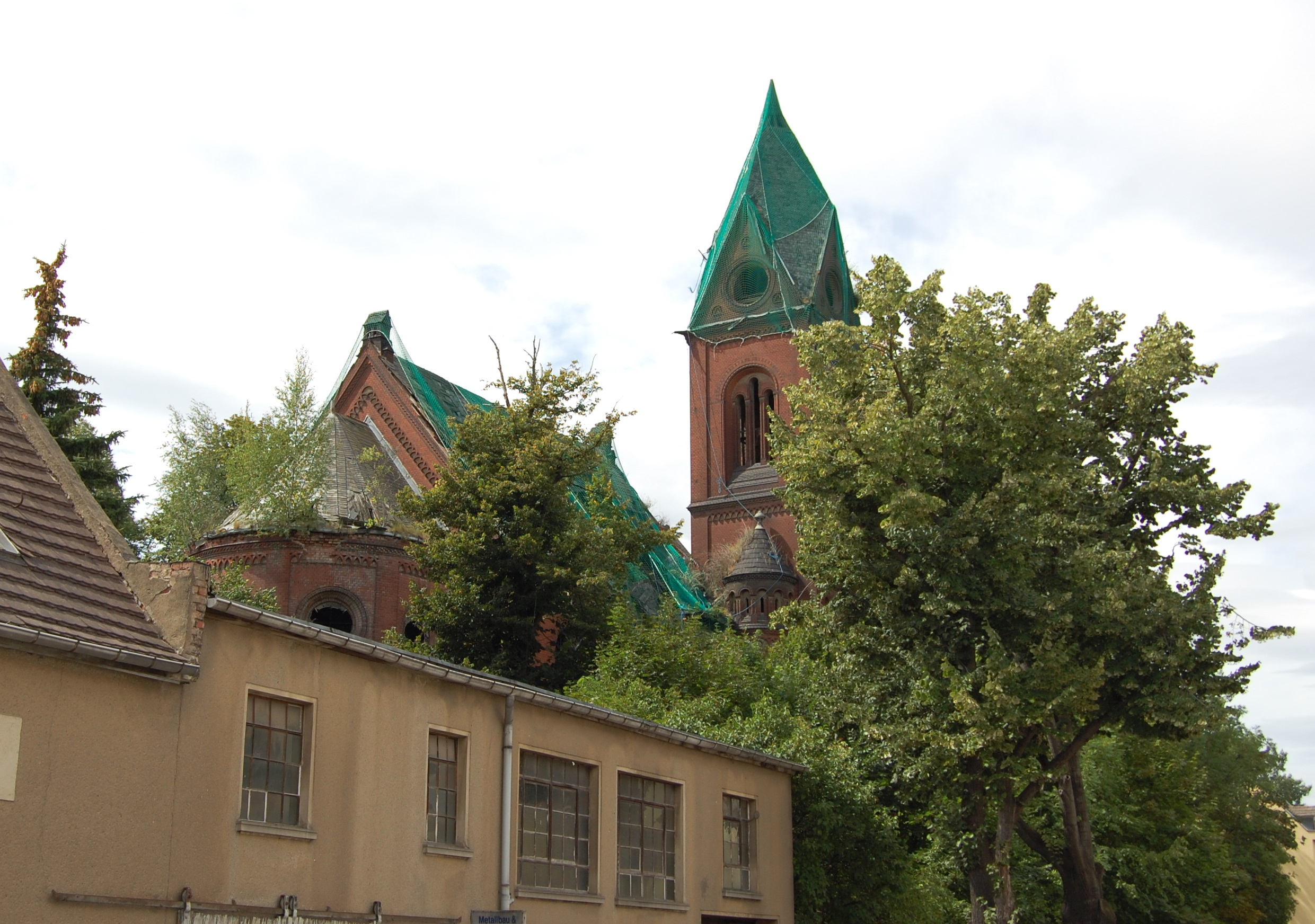
Mutmaßliches Gelände des ehemaligen fränkischen Königshofes Uualadala auf dem Martinsberg, südlich (links) der neuen Kirche Waldau

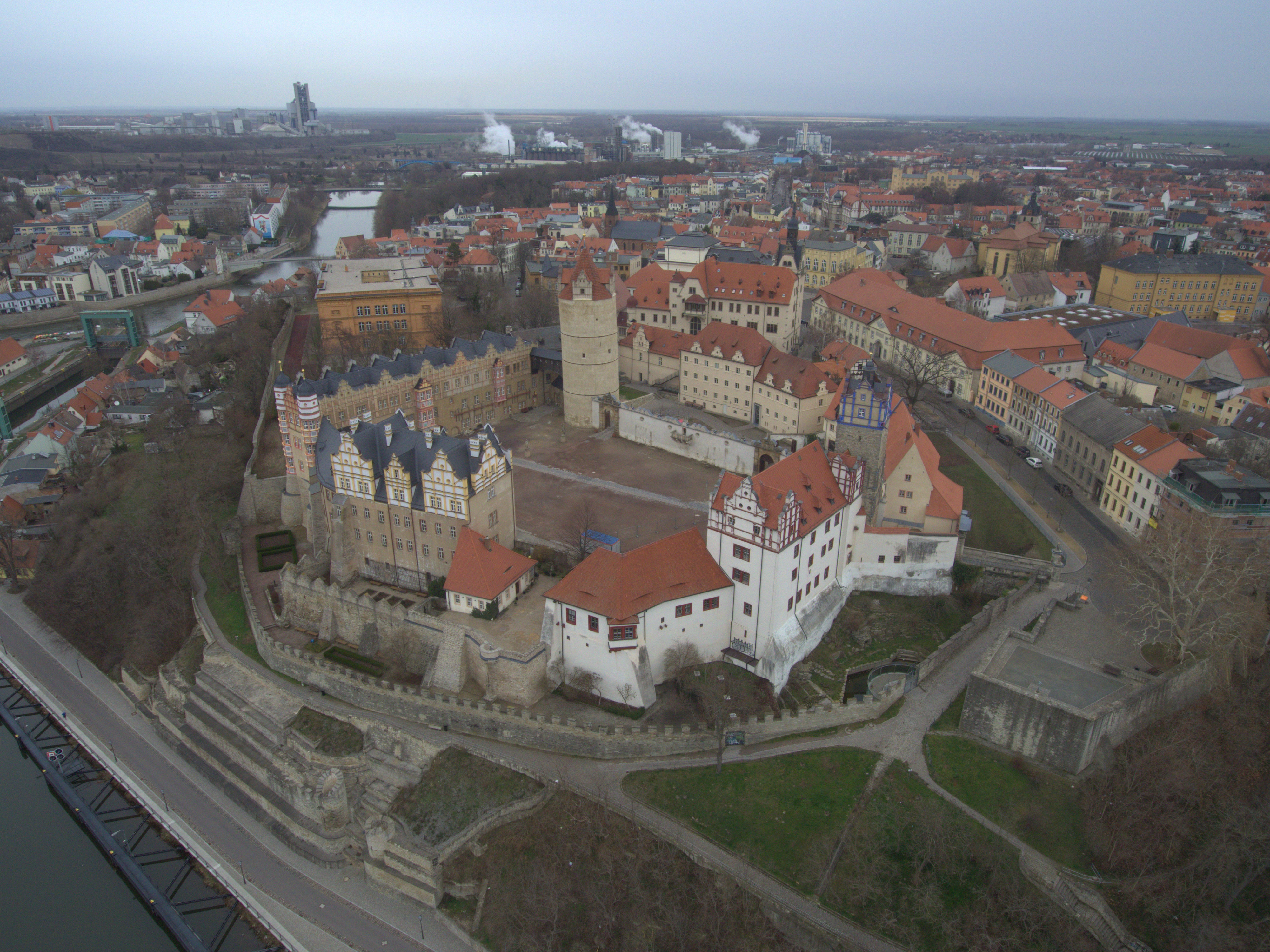
Schloss Bernburg an der Stelle der „civitas Brandanburg“ im Gau Nudzici. Deutlich erkennbar ist noch der erste, innere Ring der ehemals dreifachen Wallburg.

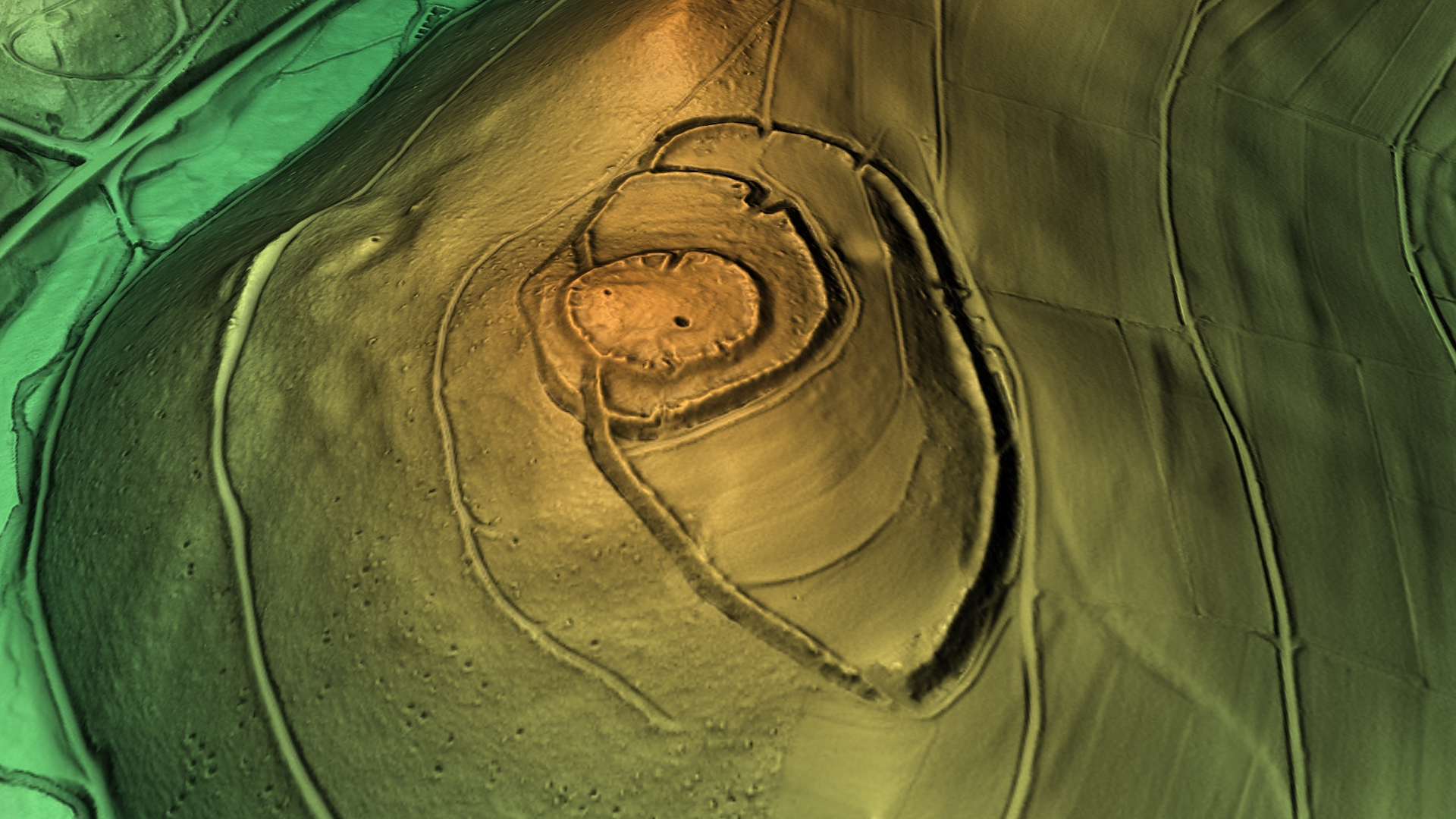
Eine frühmittelalterliche Wallburg mit drei Wallringen aus der Entstehungszeit der brandanburg

Der jetzige Stadtteil Waldau wurde im Jahre 782 erstmals und 806 als Uualadala (= „Waladala“) in der Chronik von Moissac (heute in der Bibliothèque nationale de France in Paris), benannt nach dem gleichnamigen Kloster Moissac, erwähnt.
782 wurde auf dem Reichstag zu Lippspringe das damalige Sachsen in fränkische Grafschaften aufgeteilt und damit Teil des Frankenreichs. Der damals erwähnte fränkische Königshof Uualadala lag vermutlich auf dem Martinsberg, südlich des Areals der heutigen, 1893 erbauten neogotischen Backsteinkirche St. Stephan.
Nach anderer Meinung lag er auf dem benachbarten Schäferberg, möglicherweise aber auch auf Martinsberg und Schäferberg. Eine Königspfalz dieser Größe wäre für die exponierte Grenzlage nicht ungewöhnlich. Lokalisiert ist sie wie so viele frühmittelalterliche Königspfalzen noch nicht.
- „Der Sachzusammenhang, in dem Waldau genannt wird, erlaubt die Schlußfolgerung, daß es hier zu dieser Zeit einen fränkischen Königshof gab, den wir mit großer Wahrscheinlichkeit auf dem Schäferberg zu suchen haben. Dieser Waldauer Königshof deckte eine alte Heer- und Handelsstraße, die hier die Saale querte und deren Verlauf durch eine Reihe zum Teil noch heute erkennbarer naturräumlicher Gunstfaktoren vorgezeichnet war. Ein flaches Seitental ermöglichte einen relativ bequemen Abstieg von der Hochfläche hinab ins Saaletal, das sich im Gebiet der heutigen Stadt Bernburg auf wenige hundert Meter verengt, und Furten erleichterten die Querung des Flusses, dessen Hauptarm damals dicht an Waldau vorbeiführte. Jenseits des Waldauer Angers, der nichts anderes als das alte Flußbett der Saale ist, markiert die heutige Breite Straße den weiteren Verlauf, ehe man auf der gegenüberliegenden, östlichen Seite über den Kugelweg wieder die Hochfläche erreichte.“[27]

Zu dieser Zeit wurde die Region durch eine rückwärtige fränkische Militärstation auf der Huysburg gegen die Slawen gesichert. Dort gab es eine durch Glaubensboten aus dem Benediktinerkloster Ohrdruf in den 740er-Jahren errichtete Michaelskapelle. Der Erzengel Michael gilt als Schutzpatron des Militärs. Als Anführer der himmlischen Heerscharen wählte man ihn mit Vorliebe zum Kirchenpatron an Plätzen ehemaliger heidnischer Heiligtümer. Die Reste eines Ringwalls sind noch heute im Wald erkennbar.

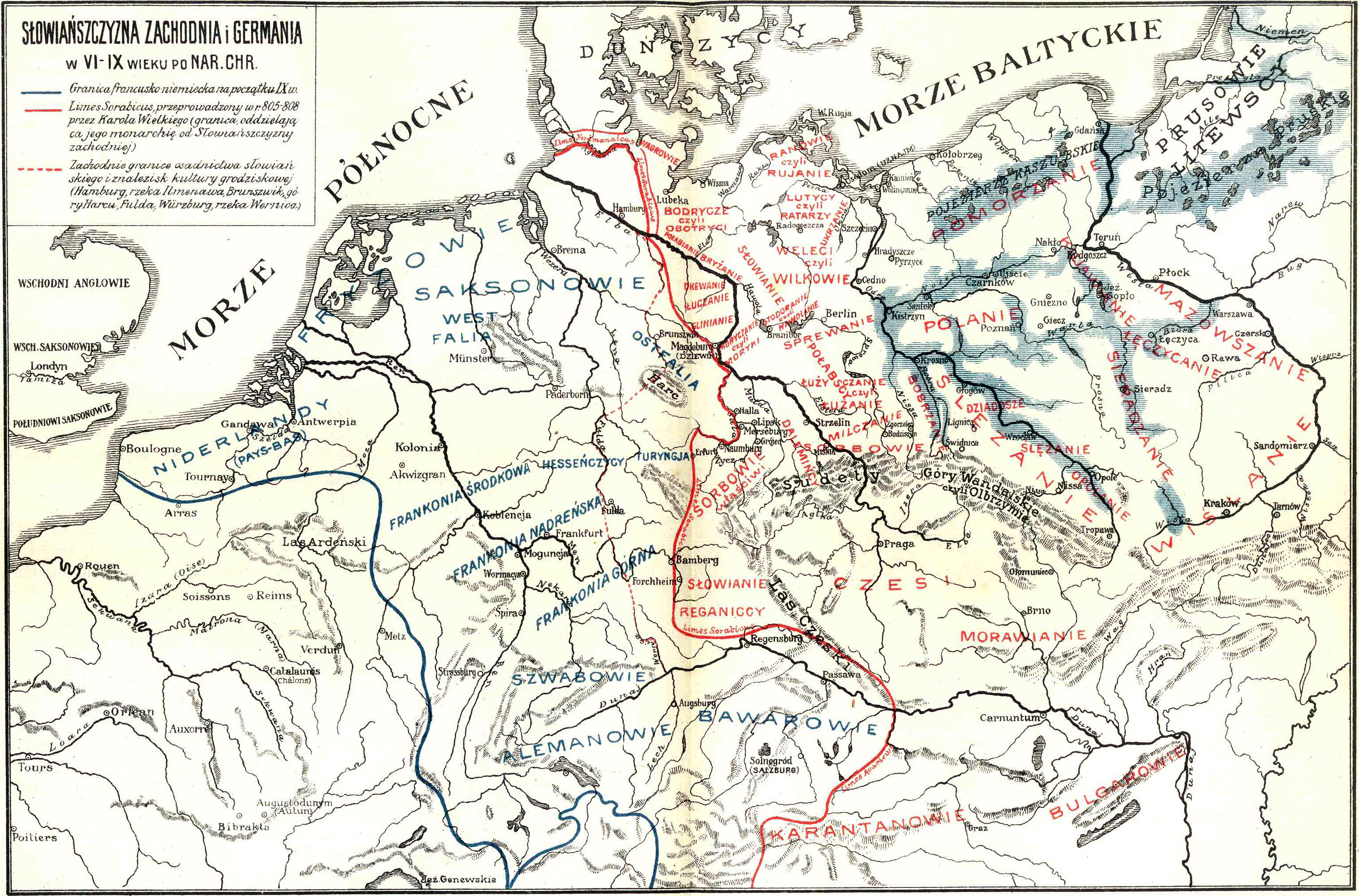
Der Limes Sorabicus im Jahr 808. Das heutige Bernburg wurde damals durch diese fränkisch-sorbische Grenze zweigeteilt.

Karte der Ausdehnung des Fränkischen Reichs 481 bis 814. Bernburg liegt an der grau gestrichelten Elbe-Saale-Grenze, welche das Fränkische Reich 814 von den "Abhängigen Gebieten" trennt. Sorben und Böhmen werden ab 805 als "abhängig" (durch Tributherrschaft, Geiselstellung und Kriegsfolgepflicht) bezeichnet.

806 hielt König Karl (der Jüngere), der Sohn Karl des Großen, in Uualadala einen Heertag (= eine Heerschau) ab, rückte von dort aus über die Saale in das Gebiet der Sorben vor und schickte Heerscharen auch über die Elbe. Im Verlaufe dieses Feldzuges wurden auf Befehl König Karls zwei fränkische Burgen errichtet, die eine 40 km nördlich an der Elbe gegenüber von Magdeburg (805 im Diedenhofener Kapitular ersterwähnt) und die andere 40 km südlich von Waladala östlich der Saale bei Giebichenstein (Ersterwähnung von Halle). Bei diesem Feldzug wurde in der Schlacht an der Elbe der stolze König Milito, der im Gebiet der Sorben herrschte, getötet (Chronik von Moissac). Ein Großvater Erwins von Merseburg gleichen Namens hätte sich nach einer nicht zeitgenössischen Legende hierbei so sehr hervorgetan, dass er die civitas Mersiburc zum Schutze gegen die Sorben überantwortet bekam. Dieser Großvater wäre dann "marchio" (Markgraf) der Sorbenmark noch vor Thakulf gewesen, der von 849 bis 873 für dieses Amt belegt ist. Bei aller Unsicherheit zur Lage und Geschichte der Sorbenmark gibt es auch die Theorie, dass diese bereits mit den Feldzügen von 805 (eine Heersäule zog über das Werinofeld (zwischen Saale und Weißer Elster) und Glomaci (das Land der Daleminzier um Lommatzsch zwischen Strehla und Meißen) nach Böhmen) und 806 eingerichtet wurde und lediglich temporär wegen der Innerdynastischen Kämpfe der Karolinger 830–842 an Funktionalität einbüßte. Bernburg lag demnach seit 805/806 an der Grenze zur Sorbenmark, spätestens aber seit den späten 840er-Jahren.
Am 29. Juli 961 erscheint in einer Zehnt-Schenkungsurkunde des rex Francorum (Königs der [ Ost-]Franken) Otto I. (Römisch-deutscher Kaiser ab 962) an das Mauritiuskloster Magdeburg eine „civitas Brandanburg“ im Gau Nudzici. Es war lange Zeit strittig, ob es sich dabei um Bernburg handelt, obwohl die Lage der Bernburg zu den anderen erwähnten Burgwarden dies bereits als sehr wahrscheinlich erscheinen ließ. Aber erst im Jahre 1960 fand der Heimatforscher Franz Stieler den eindeutigen Beweis: die Abschrift der Urkunde von 961 in einem Copiar des 15. Jahrhunderts enthält für „Brandanburg“ die erläuternde Randglosse „Berneburg“, die der Schreiber damals (etwa 500 Jahre nach dem Original) aus Verständnisgründen einsetzen musste. Ein Copiar aus dem 11. Jahrhundert mit diesem Diplom benötigte diese Erläuterung noch nicht. Die „civitas Brandanburg“ besaß wie die benachbarte sorbische Burg Budisco, deutsch Grimerlovo (Grimschleben) genannt, drei Ringwälle. Budisco weist auf den sorbischen Flussnamen buda hin, weil diese wichtige Burg genau gegenüber der Bodemündung lag. Während die Ringwälle im dörflichen Grimschleben besser erhalten sind, tauchten von den äußeren Ringwällen der brandanburg im dicht besiedelten Bernburger Burgareal erst in den letzten Jahren Spuren auf, welche zurück bis in das 8. Jahrhundert reichen.
Das Mauritiuskloster Magdeburg erhielt mit dieser Urkunde den Zehnten aus einem riesigen Gebiet an Saale (Wettin, Rothenburg, Halle-Giebichenstein) und Mulde (Wurzen, Eilenburg) bis hin in die heutige Niederlausitz (damals Lusici, Selpoli und Chozimi). Zeittypisch muss es im Schutz der dreifachen Wallburg brandanburg eine Zehntscheune gegeben habe. Der Transport des Zehnten nach Magdeburg wird über die Wasserstraßen Saale, Mulde und dann Elbe erfolgt sein. So ist eine Überführung des Magdeburger Erzbischofs Tagino von der Rothenburg über Saale und Elbe zur Beisetzung im Magdeburger Dom zeitgenössisch überliefert.
Seit dem Sieg über die Ungarn am 10. August 955 verfolgte Otto I. das Ziel, in Magdeburg ein Erzbistum zu errichten. Am 23. April 961 übertrug Otto I. dem Mauritiuskloster den Zehnt, den die zu Magdeburg, Frohse, Barby und Calbe ansässigen Slawen zu entrichten hatten. Spätestens 963 verließen die Mönche das Kloster und siedelten sich ca. zwei Kilometer südwärts neu an im Kloster St. Johannes der Täufer auf dem Berge, da in unmittelbarer Nachbarschaft des alten Klosters der Bau des ersten Magdeburger Domes begonnen hatte und die Klosteranlage als provisorische Zentrale des bald darauf gegründeten Magdeburger Erzbistums benötigt wurde. Der Zehnt aus brandanburg ging nach offizieller Gründung des Erzbistums Magdeburg im Jahr 968 direkt an den neuen Erzbischof Adalbert von Magdeburg, den Abt des Klosters Weißenburg im Elsass, dem als ehemaligen Missionsbischof (Vagantenbischof) für das Reich der Kiewer Rus die Missionierung der Slawen östlich der ehemaligen Elbe-Saale-Grenze noch am ehesten zugetraut wurde. So wurde Erzbischof Adalbert auch sofort römisch-katholisches Oberhaupt über den Bernburger Raum.
Gegenüber der brandanburg bestand vermutlich auch auf dem Westufer des Saale-Urstromtales eine weitere frühmittelalterliche Befestigungsanlage, die aus dem in der zweiten Hälfte des 10. Jahrhunderts zum Gernroder Klosterhof gewordenen ehemals fränkischen Königshof „Waladala“ hervorgegangen sein könnte. Diese als Königshof bezeichnete Befestigung wird allerdings weniger auf dem Rosinenberg (westslawisch: Boryń) vermutet, wo die Stephanskirche entstand, sondern auf dem Martinsberg und/oder dem Schäferberg. Zuvor gehörte das Klostergut zum Reichskloster Fulda, welches auch in Magdeburg und Alsleben über weitere Klostergüter direkt an der damaligen Ostgrenze des fränkischen Reiches (der Elbe-Saale-Linie) verfügte.

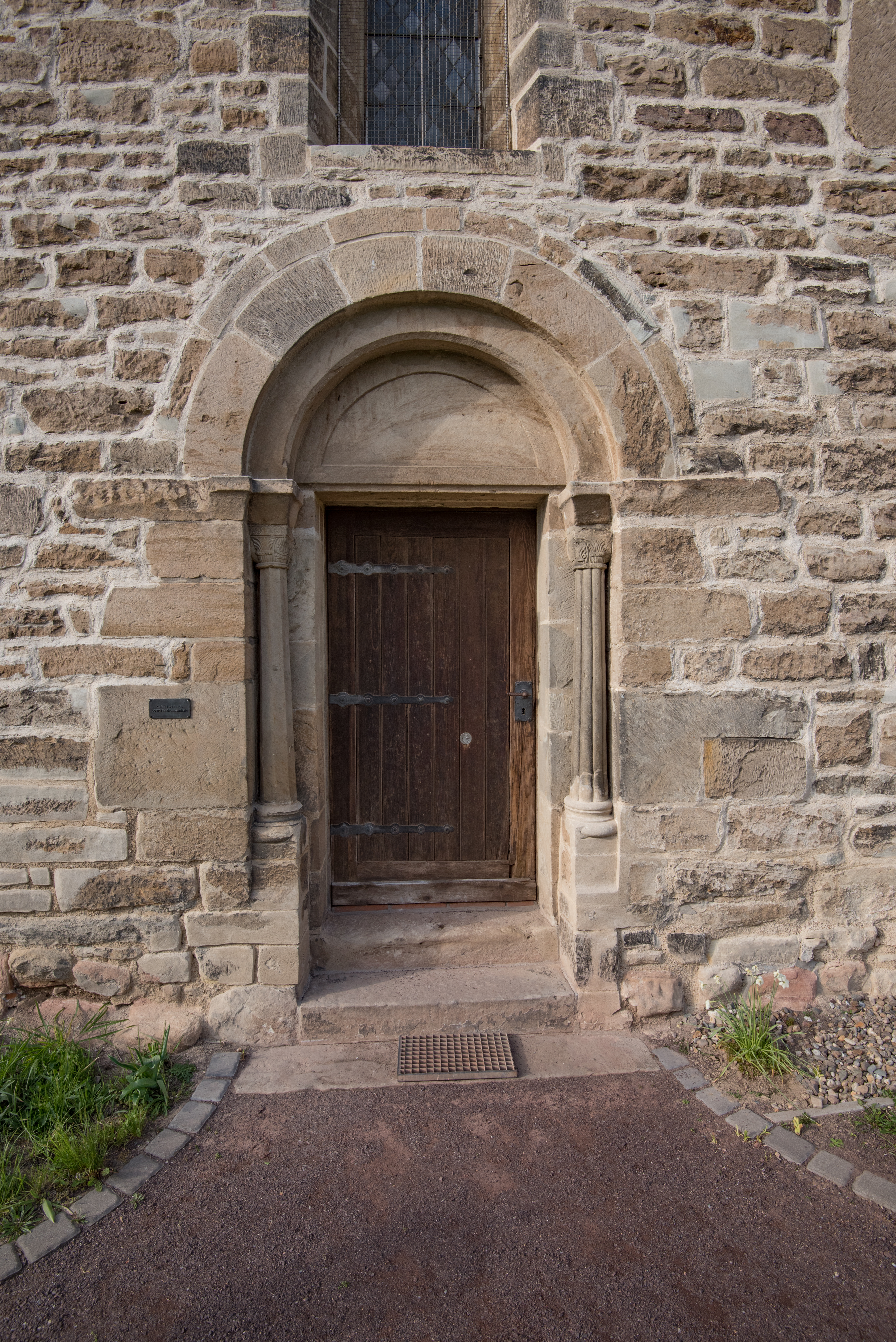
Stephanskirche in Waldau: die zwei ottonischen Grabsteine befinden sich als Zargen hinter dieser romanischen Tür.

Spätestens seit dem Jahr 964 gehörte die Stephanskirche in Waldau auf dem Rosinenberg als Parochie zur Memorial-Stiftung des durch Gero 959 gegründeten Hausklosters Gernrode. Ähnlich wie in Gernrode wird der mächtige Markgraf, der sich durch den frühen Tod seiner beiden Söhne Siegfried (der Ehemann von Hathui) und Gero in den Jahren bis 959 (spätestens 961) auf seine Stiftung konzentrierte, hier nun den Bau einer ottonischen Steinkirche (an der Stelle der fränkischen Holzkirche) gefördert haben. Von diesem Bau zeugen noch Spolien in der Tür des Turmes: zwei ottonische Grabsteine als Zargen und ein Reliefstein mit erhobener Hand als Sturz.

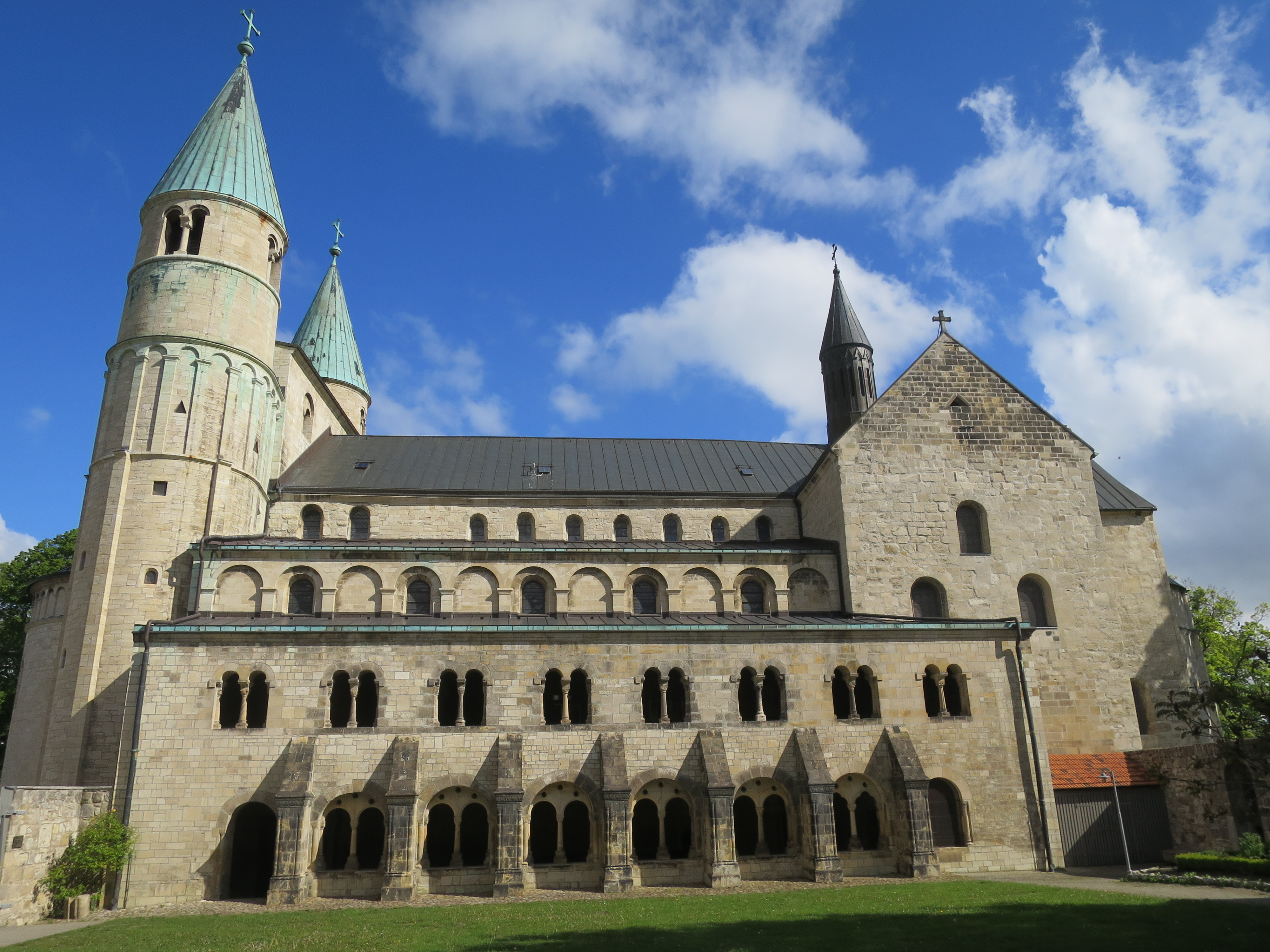
Ottonische Stiftskirche St. Cyriakus (Gernrode)

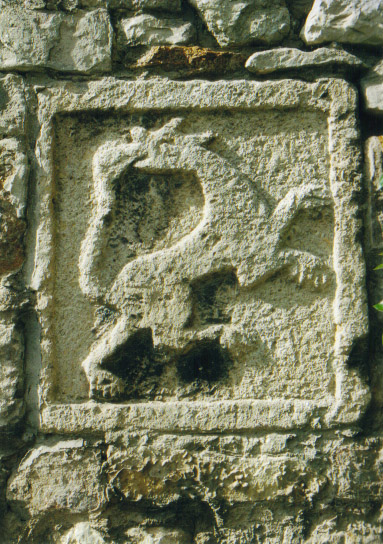
Ottonisches Relief in der Stiftskirche St. Cyriakus (Gernrode)

Hathui wurde als Witwe erste Äbtissin von Gernrode. Markgraf Gero verstarb bereits im folgenden Jahr 965. Seine sogenannte „Sächsische Ostmark“, zu der auch Nudzici gehörte, wurde angeblich aufgeteilt. Die Sächsische Ostmark, auch Geromark, Elbmark oder Sorbenmark, oder auf Latein Marca Geronis, galt in geschichtswissenschaftlichen Hypothesen des 19. und 20. Jahrhunderts als ein von Elbslawen besiedeltes Gebiet östlich der mittleren Elbe und der Saale, das von 937 bis 965 von dem Markgrafen Gero im Auftrag Ottos I. erobert und verwaltet worden sei. Nach heutigem Forschungsstand hat eine derartige Markgrafschaft mit Gero als königlichem Amtswalter nicht existiert.
Dieser sorbisch besiedelte Gau Nudzizi mit dem Burgward brandanburg kam zusammen mit den Burgwarden Loponoh (Laublingen), Tribunice/Trebonizi (Trebnitz), Spiutni/Zputinesburg (Rothenburg), Vitin (Wettin) und Liubuhun (Löbejün) an die sogenannte Mark Lusica (Lausitz).
Tatsächlich wurde Hodo I., ein naher Verwandter Geros, Markgraf der Lausitz und verwaltete als solcher im Namen der deutsch-sächsischen Könige und Kaiser bis 993 die von ihm beherrschten Gebiete. Mit der Ernennung zum Markgrafen war aber keine Übertragung eines Amtsgebietes verbunden. Ein Markgrafschaft Lausitz im Sinne eines fest umrissenen Territorium existierte damals noch nicht. Ausgehend von verfassungsrechtlichen Thesen des Rechtshistorikers Georg Waitz (1813–1886) erklärte die Geschichtswissenschaft im 19. und 20. Jahrhundert die staatliche Ordnung mittelalterlicher Reiche, indem die verfassungsrechtliche Situation des 19. Jahrhunderts auf das Mittelalter übertragen wurde. Danach verfügten Kaiser und Könige als unumschränkte Herrscher über einen Beamtenapparat aus ihnen untergeordneten, weisungsunterworfenen Grafen und Herzögen, die im königlichen Auftrag fest umrissene Gebiete verwalteten. Insbesondere die ottonischen Herrscher hätten die dem Reich vorgelagerten östlichen Grenzzonen ihres Reiches erobert und systematisch in Marken unterteilt. Anschließend seien diese Grenzgebiete der Verwaltung eines Markgrafen unterstellt worden, den der Herrscher mit besonderen militärischen Befugnissen ausgestattet hätte. Alle diese Annahmen treffen auf Frühmittelalter (bis 1050) aber nicht zu.
Hodo fand auch 974 als Graf im Schwabengau Erwähnung, zu dem Waldau und Aderstedt gehörten. Damit war Hodo I. Herr über das Bernburger Land nicht nur östlich, sondern auch westlich der Saale. Bis 978 musste er sich im Schwabengau die gräflichen Rechte noch mit Thietmar, seit 944 im Schwabengau nachgewiesen, teilen.
Am 2. November 974 wurde Biendorp (der heutige Bernburger Stadtteil Biendorf) im Gau Serimunt ersterwähnt. Auch im Gau Serimunt besaß Thietmar (ab etwa 970) Grafenrechte. Nach Thietmars Tod scheint Rikdag, der Markgraf von Meißen, in dessen Rechte eingetreten zu sein (nachweislich 985 im Schwabengau). Zu Hodos Zeit wurden 979 das sorbische Roschwitz im Gau Nudzici, am 26. April 983 das sorbische Dorf Sarauna (Sabrau bei Gröna) ebenfalls in Nudzici und 986 der heutige Bernburger Stadtteil Wohlsdorf im Gau Serimunt erstmals erwähnt. Offenbar begann nun auch östlich der Saale eine deutsche Herrschaft im Sorbenland.
Auf Hodo I. folgte von 993 bis 1015 Gero als Markgraf der Lausitz und damit auch über den Burgward brandanburg, der einzige Sohn des Markgrafen Thietmar I. von Meißen (und von Merseburg) und Enkel des Grafen Christian vom Schwabengau (und Serimunt). Gero musste die Grafenrechte im Schwabengau noch mit Rikdags Sohn Karl teilen, der von 992 oder 993 bis 1010 als Graf dort nachgewiesen ist und 1014 starb.

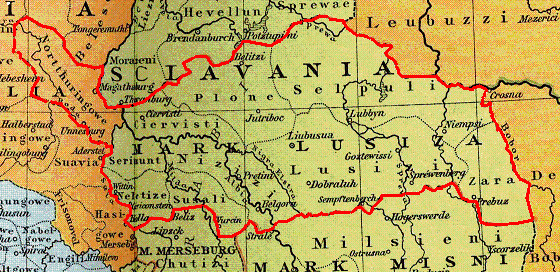
Die Mark Lusica (Lausitz) um das Jahr 1000. Der Markgraf der Lausitz Gero besaß im Altsiedelland eine Basis als Graf im Nordthüringgau – im Schwabengau musste er sich die Grafenrechte teilen. Der Gau Nudzizi mit der brandanburg ist in diesem Maßstab nicht eingezeichnet – er war nur ein schmaler Streifen östlich der Saale bis vitin und vor allem durch seine sechs Burgwarde von Bedeutung.

Die nebenstehende Karte umreißt nur das Herrschaftsgebiet des marchio Gero. Er herrschte aber eher punktuell als flächendeckend - insbesondere an den Wasserstraßen wie Elbe, Saale und Mulde. "Seine" Bevölkerung war fast ausschließlich sorbisch.
Eine direkte Herrschaft von Gero, einem Neffen des Erzbischofs Gero von Köln, im Gau Nudzizi ist urkundlich nicht belegt. Gero war aber Graf im Altsiedelland
- im Nordthüringgau,
- im Schwabengau und
- seit 992 auch im Hassegau.

Ab 993 war er marchio von lusici (der Lausitz). Allein der Gau lusici reichte weit über die Oder bis an die Bober. Darüber hinaus war er durch Erbschaft Graf
- in Zitizi und
- im Gau Coledizi.

Die ältere Geschichtswissenschaft zählte zum Herrschaftsgebiet des Gero unbegründet noch:
- den Gau Neletici direkt östlich der Saale
- den Gau Nizizi zwischen Serimunt und Lusici
- den Gau Siusili zwischen Neletici und Nizizi
- den Gau Plone nordwestlich von Lusici und
- den Gau Selpuli nordöstlich von Lusici

Der Burgward brandanburg gehörte um 1000 demzufolge zu einem sehr weit ausgedehnten sächsischen Herrschaftsbereich mit elbsorbischer und Lausitzer Bevölkerung. Ab 1002 gingen die östlichen Teile dieses Gebietes an Polen verloren.
Nach Geros Tod 1015 wurde dessen Sohn Thietmar bis 1030 Markgraf der Lausitz. Dieser musste sich die Grafenrechte im Schwabengau mit dem Grafen Dietrich II. von Wettin teilen.
Dem Markgrafen Thietmar von der Lausitz folgte dessen einziger Sohn Hodo II., der am 30. Juli 1032, hundert Jahre nach dem Tode seines bedeutenden Ahnen Thietmar von Ostfalen, letztmalig urkundlich erwähnt wurde. Mit ihm starb das Geschlecht des Asig von Ostfalen aus, welches so berühmte Männer wie den Legaten Siegfried und den Markgrafen Gero hervorgebracht hatte.
In der Markgrafschaft Lausitz folgte Dietrich II. von Wettin, so dass das Gebiet des heutigen Bernburgs westlich wie östlich der Saale erstmals wieder in einer, nämlich der wettinischen Hand, vereinigt wurde. Dietrich II. starb am 19. November 1034.
Nach Dietrichs Tod wurde der Ekkehardiner Ekkehard II. Markgraf der Lausitz, welcher 1038 auch noch die Markgrafschaft Meißen erhielt. Im Schwabengau setzten sich nach den Wettinern die Askanier mit Esico von Ballenstedt durch, der um 1059 oder 1060 verstarb. Da Esico auch Graf im Gau Serimunt war, bildete seine Herrschaft die Keimzelle des späteren Anhalt.
1046 folgte auf Ekkehard II. erneut ein Wettiner, Dedo I., als Markgraf. Damit wurde die Saale bei Bernburg erneut Grenze – zwischen den Askaniern im Westen und den Wettinern östlich des Flusses.

### Hochmittelalter: ab zirka 1050
Auf dem Gebiet der Talstadt kann im Bereich der Neustädter Pfarrkirche St. Nikolai eine frühstädtische Fernhandelskaufmannssiedlung angenommen werden. Nach der Zurückdrängung des Einflusses der Askanier auf das Kloster Nienburg und den dort befindlichen bedeutenden Saaleübergang im Jahr 1166 kam der Errichtung eines sicheren Flussüberganges in Bernburg eine erhöhte Bedeutung zu.
Auf Esico folgte bis 1080 dessen Sohn Adalbert II., überdies Graf im Nordthüringgau und den beiden Gauen Nicici. In dieser Zeit wurde Aderstedt im Schwabengau am 20. August 1063 ersterwähnt. Heinrich IV. schenkte dem Halberstädter Bischof Burchard II. diesen ökonomisch wichtigen Ort. Burchard gab diesen wertvollen Besitz am 5. Mai 1086 an das Benediktinerkloster Ilsenburg weiter, welches ihn bis zur Reformation behielt. Seit 1087 sind auch Gottesdienste in Aderstedt überliefert.
Die Askanier blieben bis in die Neuzeit die Herren des ehemaligen Schwabengaues, vom militärischen Verlust von Aschersleben an den Bischof von Halberstadt im 14. Jahrhundert abgesehen. Die Wettiner konnten sich bis 1123 im Besitz der Mark Lausitz behaupten, die 1124 an Albrecht den Bären und damit ebenfalls an die Askanier ging. Sie hatten sich aber zu dem Zeitpunkt bereits in den Besitz der Mark Meißen gebracht, welche sie bis in die Neuzeit behielten.
Um 1100 ist vermutlich Albrecht der Bär auf der Bernburg geboren worden, welche damals zum Herrschaftsbereich des Ballenstedter Grafen Otto des Reichen gehörte. Nach dem Historiker Lutz Partenheimer hingegen wäre Bernburg erst 1106 an die Askanier über das Billungsche Erbe gefallen – zusammen mit Halle und weiteren Orten bei Weißenfels. Es existieren leider keine urkundlichen Nachrichten über Bernburg aus dem 11. Jahrhundert. 1112 war der damalige Herr über Bernburg, Otto der Reiche, für wenige Monate sogar der Herzog von Sachsen.
1128 wird die Altstädter Kirche St. Marien erstmals urkundlich erwähnt.
Die nächste sichere Erwähnung einer Bernburger Burg erfolgte zum Jahre 1138: Zwei Chroniken – die des Annalista Saxo und die Magdeburger Annalen – berichteten, dass die Feinde Albrechts des Bären die „Berneburch“ ansteckten, auf der seine Mutter Eilika residierte.
Die damals 57-jährigen Eilika Billung von Sachsen war als verheiratete Gräfin von Ballenstedt Mutter Albrecht des Bären. Ihr Sohn war als Parteigänger des Staufers Konrad III. 1138 mit dem Herzogtum Sachsen belehnt wurden, worauf der konkurrierende Welfe Heinrich der Stolze gemeinsam mit sächsischen Widersachern Albrechts die Bernburg niederbrannte. Nach weiteren militärischen Niederlagen Albrechts 1139 wurde im Jahr 1142 der Welfe Heinrich der Löwe Herzog von Sachsen, der Sohn des 1139 in Quedlinburg verstorbenen Heinrich des Stolzen.
Gemeinsam mit dem Wiederaufbau der Burg ab der zweiten Hälfte des 12. Jahrhunderts wurde auch die Bergstädter Pfarrkirche St. Aegidien neu errichtet. Das Aegidien-Patrozinium und der aufwändige Bautyp dieser Kirche als romanische Basilika mit Vierungsturm deuten darauf hin, dass der Bau der Bergstädter Pfarrkirche Teil eines Ansiedlungsprojektes für Neusiedler aus den westlichen Teilen des Reiches war, die sich nun zur Intensivierung des askanischen Landesausbaus im Bereich der Bernburger Burg niederlassen sollten. Gleichzeitig entstand vor der Burg, im Bereich der heutigen Fischergasse, eine slawische Kietz-Siedlung. Der Verkauf landwirtschaftlicher Produkte an Fernhandelskaufleute schuf die Grundlage für die Entstehung einer Nahmarkt- und Dienstleistungssiedlung auf dem Gebiet der Bernburger Altstadt im Saaletal. Diese entwickelte sich dann in der ersten Hälfte des 13. Jahrhunderts durch die gezielte Ansiedlung von Handwerkern und Kaufleuten und die Einbeziehung von ortsfest gewordenen Händlern der Nikolaisiedlung – die nun in einer untergeordneten, aber selbstständigen Neustadt aufging – zur gotischen Marktstadt weiter.
Im Jahre 1157 wird der Bernburger Ortsteil Peißen als Buzene erstmals in einer Schenkungsurkunde an das Kloster auf dem Petersberg bei Halle erwähnt.
In der zweiten Hälfte des 12. Jahrhunderts entstand das heutige Kirchenschiff der Waldauer Stephanskirche. Der Turm jedoch ist zumindest im unteren Bereich älter als 1138, wie Funde bei der Sanierung von 1979 zeigten.
Wiederum gelang es dem Sohn Albrechts, Bernhard III., am 13. April 1180 auf dem Gelnhauser Reichstag mit dem Herzogtum Sachsen belehnt zu werden. Hier erhielt er auch von Friedrich Barbarossa den später so genannten Rautenkranz. 1190 nahm Bernhard an der Wahl Heinrichs VI. zum deutschen König teil, wobei ihm bei dessen Krönung erstmals das Amt des Erzmarschalls des deutschen Reiches zustand. Er begründete das sächsische Wappen und legte dazu über den alten Schild des askanischen Hauses die fünf schwarzen Balken im goldenen Felde und zum Zeichen der jüngeren Geburt und Linienabzweigs den schrägen Lilienbalken. Hierzu kam der später so genannte Rautenkranz.
In einer Urkunde des Papstes Innozenz II. aus dem Jahre 1205 wurde Bernburg erwähnt: dem Kloster Nienburg wird der Besitz von drei Hufen Bernburger Land bestätigt. Im Jahre 1207 gab es die Ersterwähnung des heutigen Bernburger Stadtteils Poley als Poleye als Besitz der Abtei Gernrode.
Bernhard verstarb am 9. Februar 1212 auf der erneut aufgebauten Bernburg nicht nur als Herzog von Sachsen, sondern auch noch als Graf von Askanien und Ballenstedt und Herr zu Bernburg und wurde im Benediktinerkloster Ballenstedt beigesetzt. Sein Land wurde nach den askanischen Gesetzen unter seinen beiden Söhnen aufgeteilt: Heinrich I. erhielt Anhalt und Albrecht das Herzogtum Sachsen. Dies war die Geburtsstunde des Fürstentums Anhalt. Für 1215 ist durch eine auf Burg Lopene bei Raguhn ausgestellten Urkunde Heinrich als „Fürst in Anhalt“ belegt. An den Reichstagen des Staufers Friedrich II. nahm er ab 1218 teil und verfügte seit dieser Zeit auch über das Münzregal für sein Land. Seit dieser Zeit sind rein anhaltische Münzen nachweisbar. Unter seinen Zeitgenossen besaß er den Ruf eines Minnesängers, so dass er Anfang des 14. Jahrhunderts mit fünf Minneliedern in die Heidelberger Manessische Liederhandschrift aufgenommen wurde. 1219 wurde durch erzbischöflichen Erlass für das Müllerhandwerk das „Bernburger Maß“ auch für die Stadt Halle eingeführt. Dies war die Ersterwähnung der damals fürstlichen Saalmühle. Das Gefälle der Bernburger Saalestufe war für den Mühlenbetrieb gut geeignet.
1228 wurde in einer Schenkungsurkunde Heinrichs I. der Bernburger Priester Waltherus als Zeuge genannt, der vermutlich in der alten Kirche St. Marien in der Talstadt seinen Dienst verrichtete. Für das Jahr 1239 ist erstmals eine Saalebrücke schriftlich belegt. Sie wurde bis ins 20. Jahrhundert immer wieder zerstört und erneuert.

### Spätmittelalter: Fürstentum Anhalt-Bernburg ab 1252

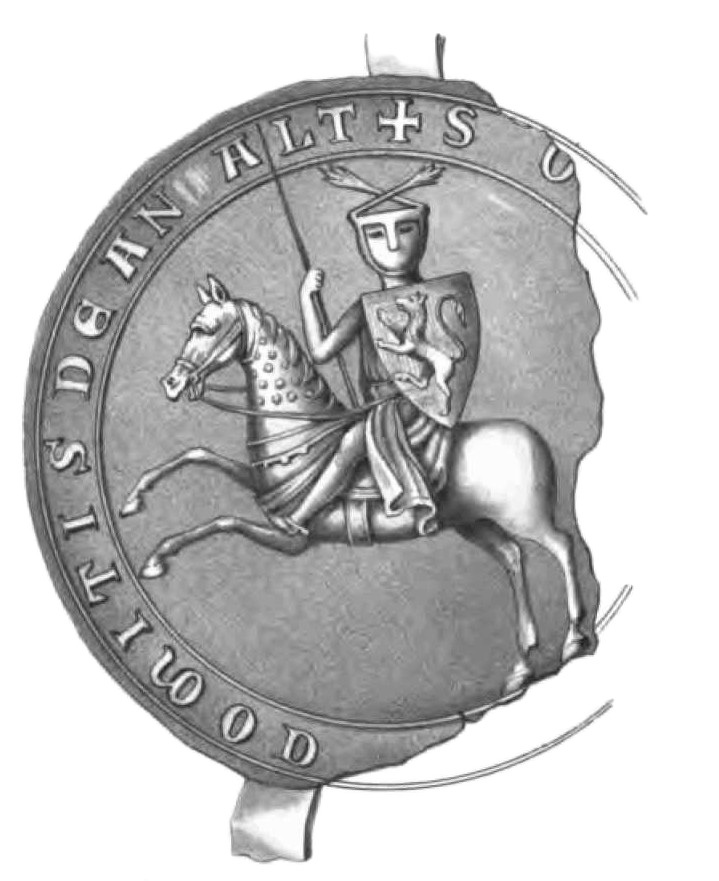
Siegel von Bernhard I. von Anhalt-Bernburg (reg. 1252–1287)

Nach dem Tode Heinrich I. im Jahre 1252 wurde dessen Land unter seinen drei Söhnen aufgeteilt, so dass neben Anhalt-Bernburg unter dem damals 34-jährigen Bernhard I. von Anhalt-Bernburg auch noch Anhalt-Aschersleben unter Heinrich dem Fetten und Anhalt-Köthen unter Siegfried I. entstehen. Bernhard I. machte die Bernburg zu seiner Residenz und begründete damit die Bernburger Linie der Askanier. Am 3. Februar 1258 heiratete er in Hamburg die dänische Prinzessin Sophie.
1278 erhielten Altstadt und Neustadt durch Bernhard I. von Anhalt-Bernburg das Stadtrecht.
Bernhard I. starb 1287. Nach askanischem Recht wurde das Land wiederum geteilt. Der älteste Sohn Johann I. regierte gemeinsam mit seinem jüngeren Bruder Bernhard II. das Bernburger Land. Die Brüder Albrecht (Bischof von Halberstadt) und Heinrich (Dominikanerprior in Halberstadt) verzichteten als Geistliche auf ihr Erbe.
Am 5. Juni 1291 starb Johann unverheiratet und kinderlos. Sein Bruder Bernhard trat die Alleinherrschaft über Anhalt-Bernburg an. Ab 1300 nannte er sich Graf von Bernburg.

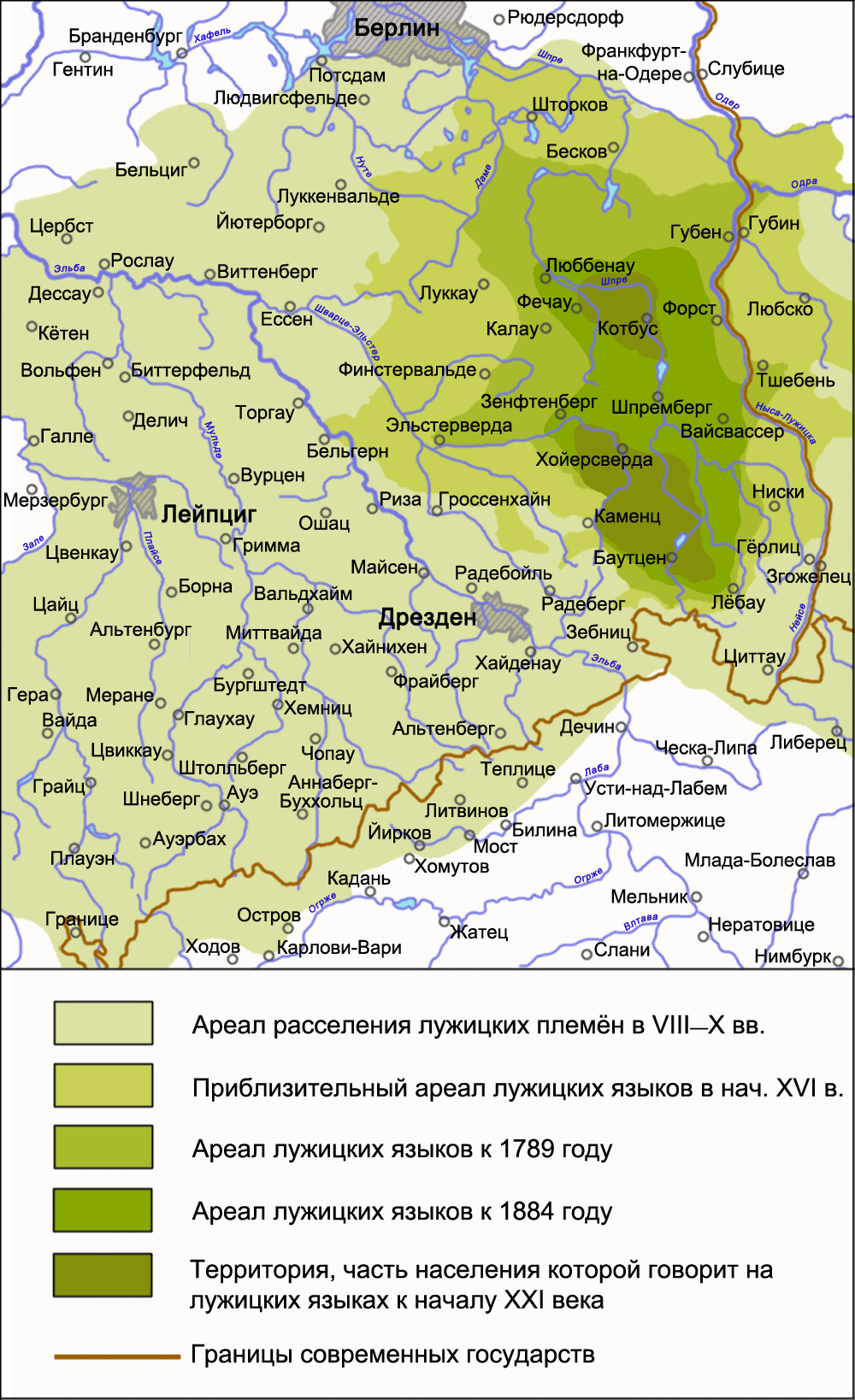
Die Zurückdrängung der sorbischen Sprache durch die Deutschen

Auf Betreiben des Abtes von Nienburg wurde 1293 in Anhalt-Bernburg die sorbische Sprache als Gerichtssprache verboten, woraus den sorbischen Muttersprachlern erhebliche rechtliche Nachteile erwuchsen. Dieses Verbot leitete die Marginalisierung und folgende vollständige Assimilierung der Sorben in ihrer eigenen Siedellandschaft ein. Hierin spielte die Region Bernburg wie später bei den Städtevereinigungen eine Vorreiterrolle. Woanders kamen diese Verbote erst später wie 1327 in Altenburg, Zwickau und Leipzig, und erst 1424 in Meißen in Zusammenhang mit den Hussitenkämpfen.

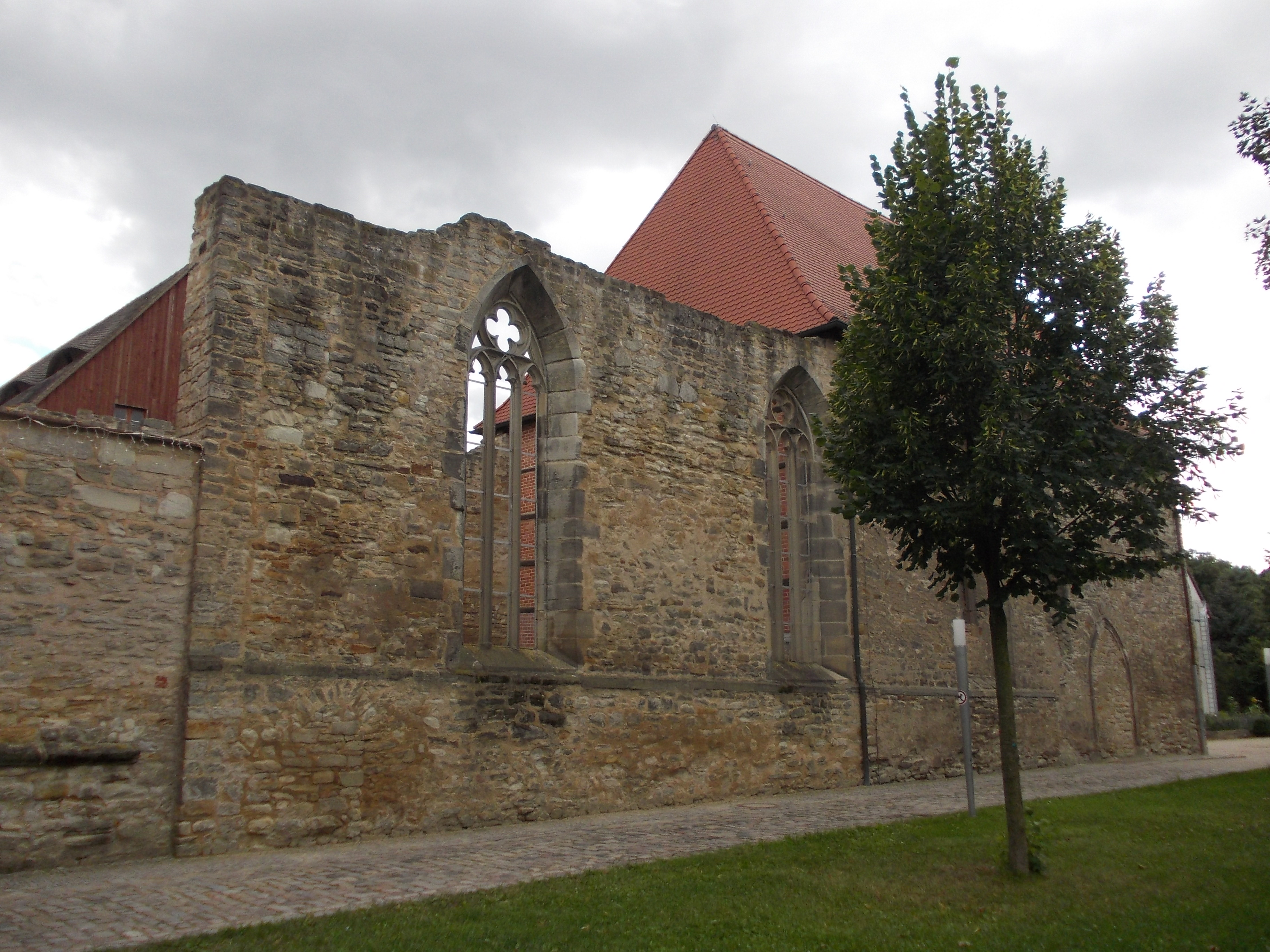
Servitenkloster der Marienknechte

Am 21. Juli 1308 wurde das vor den Mauern der Bernburger Neustadt liegende Servitenkloster der Marienknechte (heute St. Johannes-Hospital) erwähnt, welches vermutlich ab 1295/96 im gotischen Stil erbaut worden war.
1316 starb mit Otto II. von Anhalt-Aschersleben diese Linie der Askanier im Mannesstamme aus. Der fürstliche Titel ging auf Bernhard II. von Anhalt-Bernburg über, doch der Bischof Albrecht I. von Halberstadt, der Bruder Bernhards, machte ihm den Besitz der Stadt Aschersleben streitig. Die Fehden zwischen den Heeren der Askanier und der Halberstädter Bischöfe um Aschersleben zogen sich mit verheerenden Folgen bis 1468, dem Aussterben der alten Bernburger Linie, hin. Die Halberstädter Bischöfe blieben auch gegen mehrfache kaiserliche und erzbischöfliche Schiedssprüche im militärischen Besitze Ascherslebens. Damit war die für die Askanier namensgebende Stadt verloren, das Fürstentum und spätere Herzogtum Bernburg in ein oberes und unteres getrennt.
1320 wurde erstmals eine Bernburger Schule an der Marienkirche erwähnt, welche unter Aufsicht der Kirche stand. Im gleichen Jahr wurde Bernhard II. Pfalzgraf zu Sachsen und Graf zu Brehna. Damit hatte er den Höhepunkt seiner Macht erreicht. Er starb nach dem 26. Dezember 1323. Ihm folgte sein ältester Sohn Bernhard III. in der Regentschaft des Fürstentums Anhalt-Bernburg nach.
1326 wird die Siedlung am Berge erstmals urkundlich erwähnt. In der Folgezeit bestand für Slawen ein Verbot, dort zu siedeln oder die deutsche Burg auch nur zu betreten. Dasselbe galt dann auch für die deutschen Stadtgründungen der Altstadt wie der Neustadt. Neben dem schnell deutsch übersiedelten sorbischen Dupzk (dubzk = Eichwald) in der Talstadt bestanden lediglich nur noch zwei sorbische Fischerkieze im Bereich des heutigen Rosenhages und im Bereich des Werders. Auch die Siedlung am Berge war eine rein deutsche Gründung, die 1461 das Stadtrecht und ein eigenes Rathaus, das Haus an der Schenktreppe, erhielt. Damit stellt Bernburg eine der Ausnahmestädte Mitteldeutschlands dar, welche neben einer Alt- und Neustadt eine dritte Stadtgründung integrierten. 1825 erfolgte im Zusammenhang mit der Residenz des Prinzen Alexander Carl von Bernburg auf Schloss Bernburg die Vereinigung der bereits zweiteiligen Talstadt mit der Bergstadt. Nur noch in Magdeburg wurden 1867 und 1886, also sogar noch später als in Bernburg, mit Sudenburg und der Neustadt ebenfalls drei mittelalterliche Stadtgründung schon relativ zeitig in die Stadtentwicklung einbezogen.
1326 wird auch erstmalig das Hospital zum Heiligen Geist an der Saalebrücke vor dem Berge erwähnt.
Die regionale Legende bringt den Handlungsort jener Historie, in der sich Till Eulenspiegel als Turmbläser beim Grafen von Anhalt verdingt, mit dem Bergfried des Bernburger Schlosses in Verbindung. Da aber auf der Burg Bernburg im 15. Jahrhundert zwei Bergfriede vorhanden waren und der Eulenspiegelturm im Jahr 1497 noch als „keulichter thorm“ bezeichnet wurde, kann davon ausgegangen werden, dass diese Übertragung erst als Reaktion auf die Rezeption des Eulenspiegelstoffes am Bernburger Fürstenhof erfolgte. Im Jahr 1640 ist der Name „Eulenspiegel“ für den heute erhaltenen runden Bergfried der Kernburg erstmals im Bernburger Salbuch belegt. Wegen der Einfuhr unverzollter Waren auf dem Wasserweg kam es 1426 zum Heringskrieg, einem bewaffneten Zollstreit mit der Hansestadt Magdeburg.
1341 wird die Nikolaikirche aus dem 13. Jahrhundert ersterwähnt, 1375 die romanische Aegidienkirche aus dem späten 12. Jahrhundert. 1376 erhält die Waldauer Martinskapelle eine Hufe Land zu Roschwitz. 1384 erfolgt die Ersterwähnung des Rathauses auf dem Markt.
1408 wurde die hölzerne Saalebrücke durch Hochwasser mit starkem Eisgang zerstört. Die Kosten des Neubaus einer Steinbrücke belasteten die Altstadt so stark, dass schon am 28. September 1410 durch Rat und Bürgerschaft der Alt- und Neustadt eine „Ewige Vereinigung zu gemeinem Nutzen füreinander“ entstand. Diese Vereinbarung gestaltete sich zur Grundlage der ungewöhnlich frühen Städtevereinigung von 1561. Vom 9. Juni 1421 ist der älteste Innungsbrief der Handwerker erhalten. 1425 gab es einen ungewöhnlich warmen Winter, so dass im Dezember erneut Kornblumen, Erbsen, Bohnen und Pfirsichbäume blühten. 1426 brach der Heringskrieg aus, eine bewaffnete Fehde mit der Stadt Magdeburg um den Zoll auf der Saale. Aus dem Jahre 1433 ist ein ungewöhnlich starkes Hochwasser überliefert. Zur gleichen Zeit zerstörte eine Muldehochflut in Grimma alle Mühlen. Im Vergleich hierzu kam Bernburg noch glimpflich davon. 1454 wurde erstmals eine Judenschule erwähnt. Am 25. März 1461 erhielt die Siedlung am Berg von Fürst Bernhard VI. von Bernburg das bis heute erhalten gebliebene Grundstück „Zum alten Ratskeller“ an der Schenktreppe als Rathaus zur Grundlage einer eigenständigen städtischen Entwicklung mit dem Stadtrecht. Aus dem Jahre 1497 ist eine Schlossbeschreibung in einer Teilungsurkunde zwischen den askanischen Fürsten überliefert.

### Reformation und Renaissance

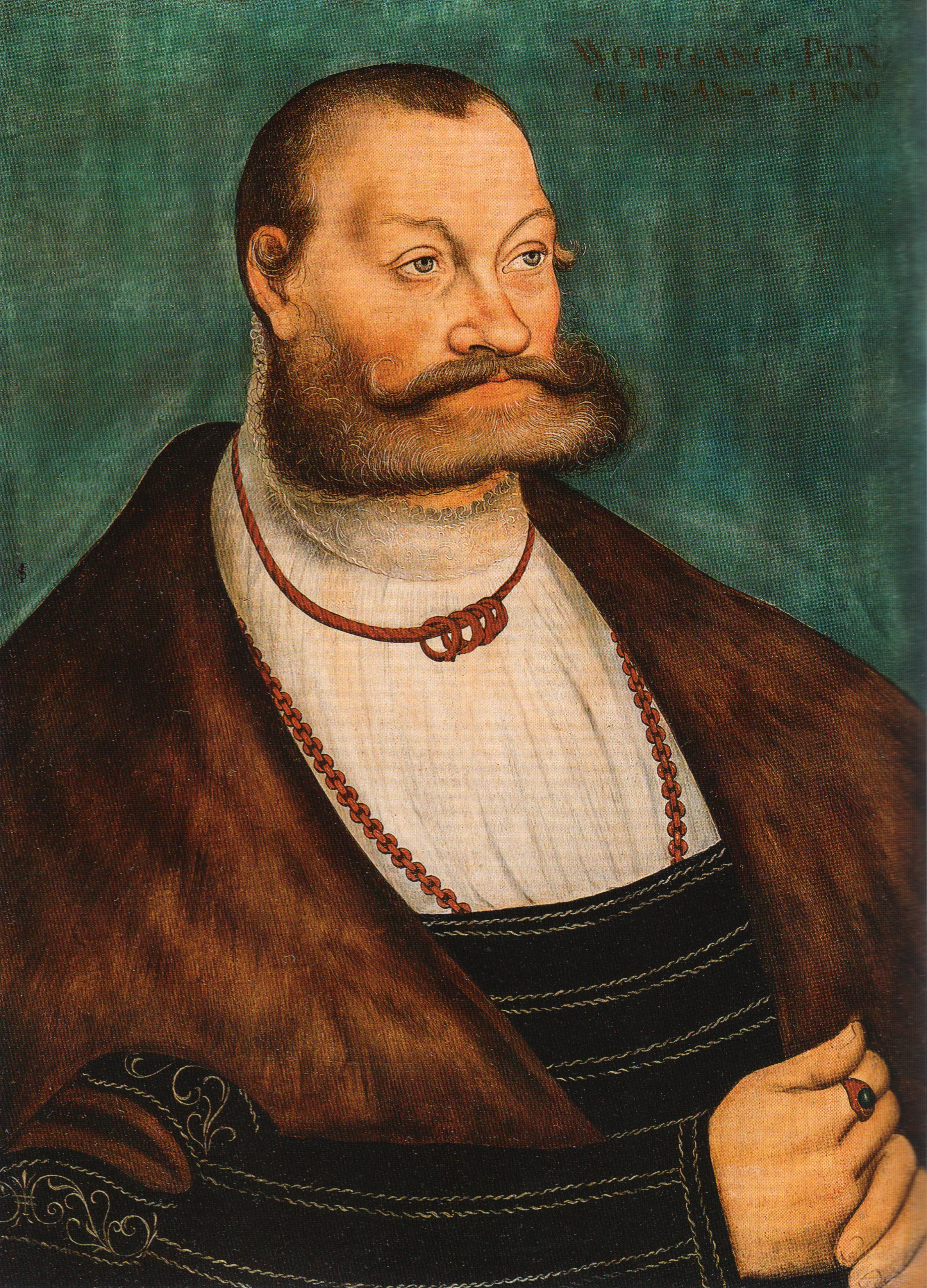
Meister I.S.: Wolfgang der Bekenner, Fürst von Anhalt (Puschkin-Museum, Moskau.)

1521 lernte Wolfgang, Fürst von Anhalt-Köthen (genannt „der Bekenner“ und „der Standhafte“) auf dem Reichstag zu Worms Martin Luther kennen und berichtete später: „Er hat mir das Herz abgewonnen.“ Mit Luthers Hilfe führte er die Reformation schon 1525 in Anhalt-Köthen und 1526 in Anhalt-Bernburg ein, als drittem und viertem Land der Welt nach dem Kurfürstentum Sachsen und Herzogtum Preußen (1525 säkularisiert, vormals Deutschordensstaat). Wolfgang trat dem 1526 zu Torgau geschlossenen Torgauer Bund der evangelischen Stände bei und war eines der hervorragendsten Glieder des Schmalkaldischen Bundes.
Nach der baldigen Vertreibung der Mönche des Klosters der Marienknechte (wohl schon 1526) wurde dort bereits 1530 ein Hospital errichtet.
1529 war Fürst Wolfgang einer der sechs fürstlichen Wortführer der Protestation auf dem Reichstag zu Speyer. 1530 unterzeichnete er auf dem Reichstag zu Augsburg die Augsburgische Konfession.
Am 21. Oktober 1530 erhielt das Erzstift Magdeburg ein Privileg des katholischen Kaisers Karl V. zur freien Saaleschifffahrt mit gleichzeitiger Erlaubnis, das Flussbett auszubauen. Als erste Maßnahme hierzu wurde noch im gleichen Jahr mit dem Bau des Wehres in Bernburg begonnen.

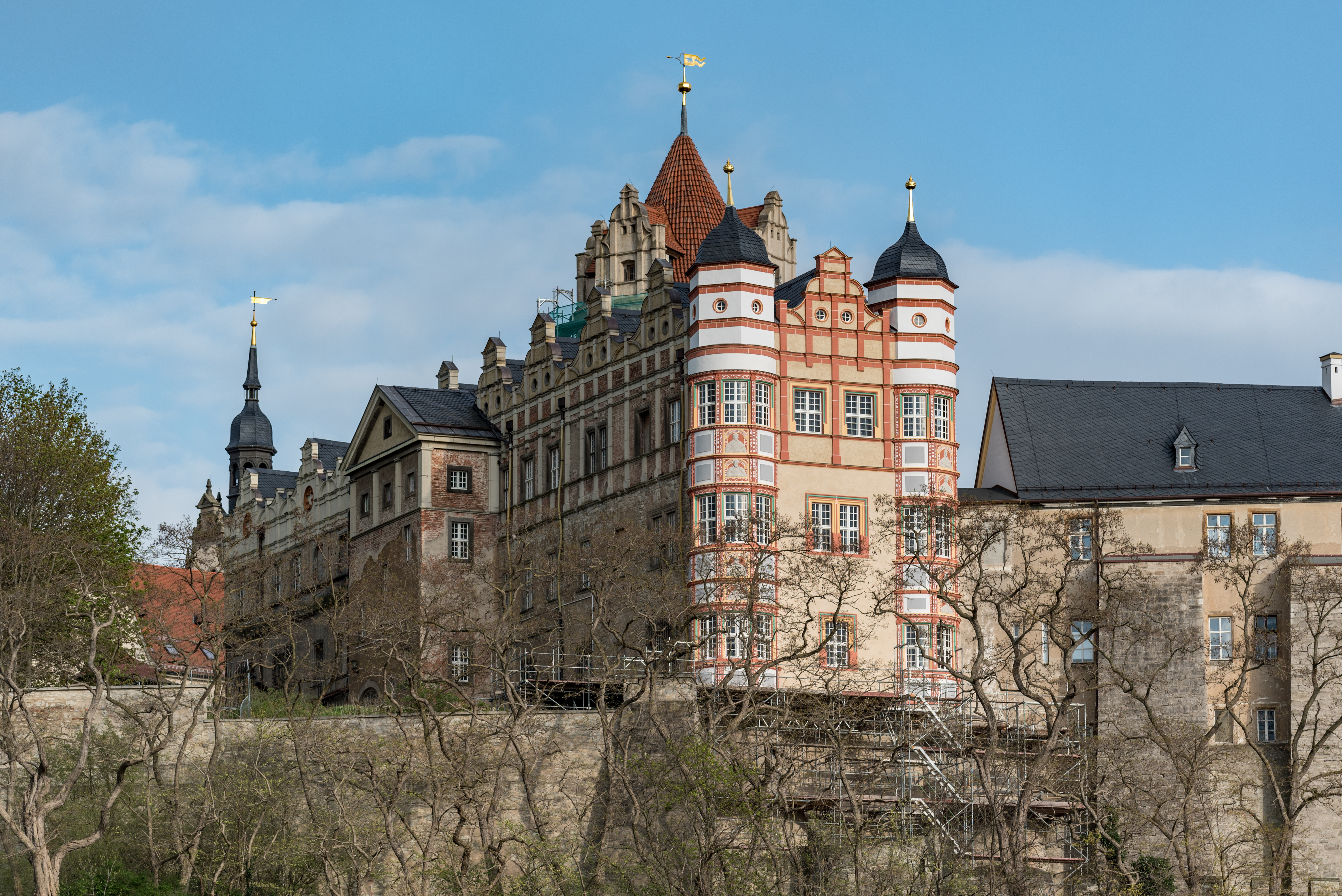
Die Doppel-Türme der „Leuchte“ und der sich nach hinten anschließende Wolfgangbau

1538 bis 1539 wurde auf Veranlassung des Fürsten Wolfgang der bedeutende Wolfgangbau errichtet, die sogenannte „Leuchte“, einer der ersten und wichtigsten Renaissancebauten Mitteldeutschlands. Dieser frühe Renaissancebau wurde durch Andreas Günther von Komotau († 1541), den Baumeister des Magdeburger Erzbischofs, gestaltet. 1544 tauschte Fürst Wolfgang seinen Anteil an Anhalt-Zerbst gegen Anhalt-Bernburg. Nach dem Brand der alten Burg in Köthen im Jahre 1547 verlegte er seinen Wohnsitz ganz nach Bernburg. Noch im gleichen Jahr nahm er an der Schlacht bei Mühlberg teil und wurde dafür vom Kaiser geächtet. Wolfgang hielt sich daraufhin im Oberherzogtum im Harz auf, wurde aber schon 1551 vom sächsischen Kurfürsten Moritz zum Gouverneur von Magdeburg ernannt und 1552 von der Reichsacht befreit, worauf er die Regierung wieder antreten konnte.
1552 wurde ein neuer Friedhof für die Bergstadt angelegt, die spätere Alte Bibel. Die ersten Beisetzungen fanden schon im gleichen Jahr statt. Bis dahin gab es für die Bergstadt einen Friedhof um die Schlosskirche.
In den Hexenverfolgungen wurden 1555–1664 in Stadt und Amt Bernburg mindestens 46 Personen angeklagt. Bekannt wurde der Hexenprozess 1617–1619 gegen die Frau des Bürgermeisters Meyhen, Barbara Meyhe. Am 9. Dezember 2015 fand am ehemaligen Pfarrhaus der Kirche St. Marien (Altstädter Kirchhof 10) die Enthüllung einer Gedenktafel für die Opfer der Hexenverfolgung in Bernburg (Saale) statt.
1559 kam es auf Initiative des begünstigten Erzstiftes zu einem Vertrag zwischen Erzbischof Sigismund und Fürst Wolfgang von Anhalt zwecks Ausbau und Sicherung der Saaleschifffahrt. Auf dieser Grundlage begann 1560 der Bau der ersten noch hölzernen Schleuse in Bernburg. Der Bereich flussabwärts der Schleuse bis zur Saalebrücke wurde seitdem als Klein-Venedig bezeichnet, der Hang oberhalb dieses Hafens als Schöner Winkel. Schon 1605 mussten wegen des damaligen Niederganges der Saaleschifffahrt Abgaben zum Unterhalt der Schleusen erhoben werden.
Am 26. März 1561 wurden Alt- und Neustadt auf Veranlassung des Fürsten Wolfgang von Anhalt-Köthen vereinigt. Lediglich in Dresden erfolgte eine derartige Vereinigung noch zeitiger (1550), in allen anderen größeren Städten im mitteldeutschen Raum später: 1583 in Hildesheim, 1709 in Berlin, 1713 in Salzwedel, 1715 in Brandenburg, 1747 in Wolfenbüttel, 1808 in Eisleben, 1817 in Halle, 1832 in Merseburg und sogar erst 1869/86 in der ehemaligen Festungsstadt Magdeburg.
Diese frühzeitige Vereinigung ließ den Wohlstand Bernburgs derart wachsen, dass der Rat der Stadt 1587 eine »Kleiderordnung« gegen die um sich greifende Prunksucht erlassen musste. Dennoch wurde trotz Geldbuße noch sehr oft dagegen verstoßen, weil die reichen Händler natürlich auch über genügend Geld verfügten.
1595 zerstörte eine Überschwemmung 160 Häuser der Talstadt.

### 1603 bis 1765: Residenz von Anhalt-Bernburg

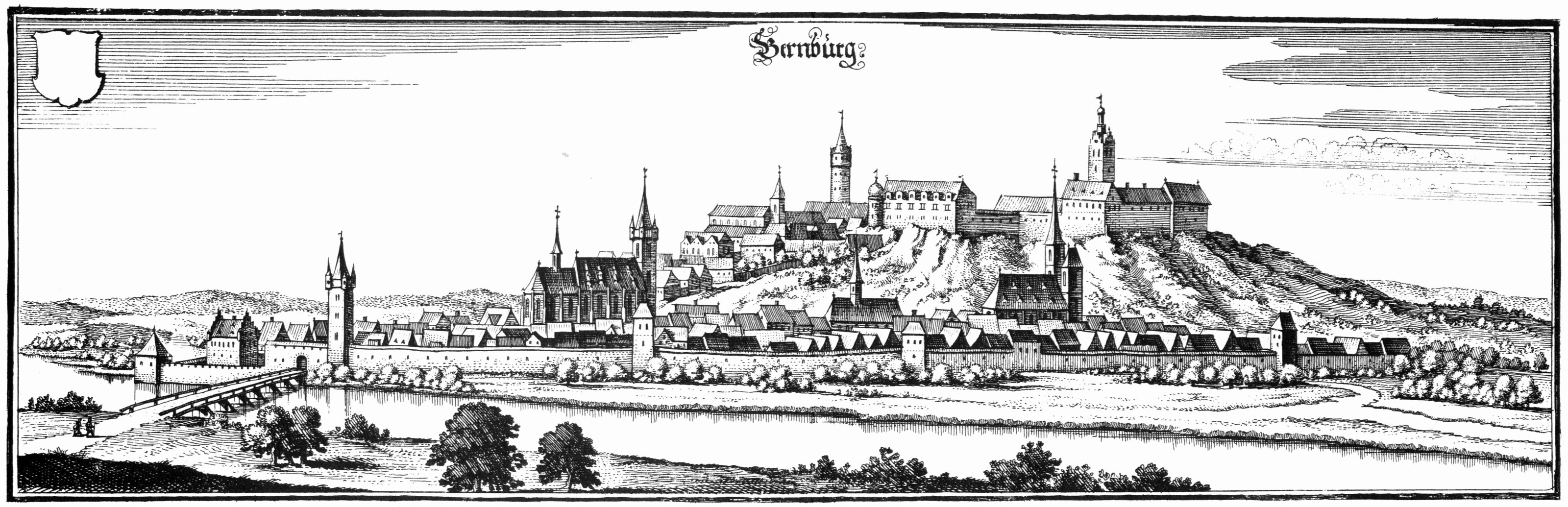
Bernburg um 1650 (Stich von Matthäus Merian d. Ä.)

1603 wurde Bernburg Residenz- und Garnisonstadt des Fürstentums Anhalt-Bernburg.
1625 wurde eine Fürstengruft in der damals noch romanischen, spätgotisch ausgebauten Schloßkirche errichtet. Die alte Grablege für die Mitglieder des Hauses Anhalt-Bernburg befand sich in der Klosterkirche zu Nienburg. Hier machte die neue dynastische Entwicklung seit 1603 eine Änderung vonnöten.
Im Dreißigjährigen Krieg eroberten und plünderte im Jahre 1630 Heinrich von Holk mit seinen „Holk'schen Reitern“ die Stadt. Damit erreichten die Ereignisse des 30-jährigen Glaubenskrieges, in dem Christian I. von Anhalt-Bernburg von Anfang an eine exponierte Rolle gespielt hatte, auch einen seiner Ursprungspunkte. Diese marodierenden Söldner bringen auch die Pest mit, an welcher 1700 weitere Menschen sterben. Es konnte auch kein Trost sein, dass Holk selbst und viele seiner Soldaten Opfer derselben Krankheit wurden.
Am 16. Januar 1636 eroberten die Schweden die Stadt, doch schon am 11. März 1636 ging das Schloss bereits wieder an die Sachsen. 1640 plünderten wieder sächsische Truppen Bernburg. Bereits im Folgejahr 1641 eroberten die Kaiserlichen unter Ottavio Piccolomini das Schloss. Dieser kaiserliche Heerführer verfolgte im Mai 1641 gemeinsam mit den kurbayerischen Truppen unter Graf Joachim Christian von der Wahl die Schweden durch Anhalt hindurch.
1666 wütete eine Feuersbrunst in der Talstadt. Erstmals wurden Frauen nicht als vermeintlich Schuldige verbrannt (1664 wurden letztmalig Hexen in Bernburg zum Tode verurteilt).
1682/83 erreichte die letzte große Pestseuche Bernburg, wobei 1083 Opfer zu beklagen waren.
1684 wurde mit einer Kalesche des Apothekers Johann Ernst Schilling der erste regelmäßige Personenverkehr zwischen Bernburg und Leipzig eingerichtet.
1697 wurde nach einjähriger Bauzeit eine neue (diesmal steinerne) Saaleschleuse vollendet und eingeweiht.
1706 wurde die erste Steinbrücke über die Saale errichtet. 1708 ließ Fürst Victor Amadeus auf der Marktseite der Brücke ein stattliches barockes Portal nach Art eines altrömischen Triumphbogens erbauen und dieses mit seiner Büste und vier allegorischen Figuren schmücken. 1709 wurde die Saalebrücke trotz der massiven Bauweise durch starken Eisgang zerstört. 1710 erfolgte der Wiederaufbau der Brücke in veränderter Bauart auf nur drei Strompfeilern mit vergrößertem Durchlass für das Hochwasser.
Am 12. Juni 1708 starb Sofie Albertine unerwartet im Alter von nur 35 Jahren. Der verwitwete Prinz Karl Friedrich stand mit 6 Kindern im Alter von 6-15 Jahren allein da. Am 14. Oktober 1709 starb in Harzgerode im Alter von 66 Jahren Wilhelm von Anhalt-Bernburg-Harzgerode, der letzte Fürst von Anhalt-Harzgerode. Hierdurch fiel dieses Land wieder an Anhalt-Bernburg zurück. Anlässlich der Trauerfeierlichkeiten in Harzgerode lernte der junge Witwer Prinz Karl Friedrich die sogenannte „schöne Nüsslerin“ kennen. Wilhelmine Charlotte Nüssler war die Tochter des Kanzleirates Gottlieb Christian in Harzgerode und zu diesem Zeitpunkt als Kammerjungfer im Haus eines Jägermeisters. Es begann eine heimliche Liaison, und am 13. März 1712 wurde den beiden in Harzgerode der Sohn Friedrich (der spätere Reichsgraf von Bährnfeld) geboren. Am 2. Oktober 1712, dem 40. Geburtstag ihrer verstorbenen Mutter, heiratete die älteste Tochter des Prinzen, Elisabeth Albertine, im Alter von 19 Jahren den Grafen Günther XLIII. von Schwarzburg-Sondershausen (1678–1740, den späteren Fürst Günther I. von Schwarzburg-Sondershausen). Karl Friedrich heiratete Wilhelmine Charlotte heimlich am 1. Mai 1715 in Bernburg. Gegen den heftigen Widerstand seines Vaters und seines Bruders Lebrecht versuchte Karl Friedrich seine Ehe zu legitimieren und wandte sich in dieser Angelegenheit an Fürst Leopold I. von Anhalt-Dessau, der beim Kaiser vermittelte. Am 1. Juli 1717 wurde dem Paar auf Schloss Plötzkau ein zweiter Sohn, Karl Leopold (ebenfalls ein späterer Reichsgraf von Bährnfeld), geboren.
Am 25. Juni 1713 wurde zwischen Anhalt-Bernburg und Preußen der erste Postvertrag geschlossen und ein Postamt in der Breiten Straße Nr. 3 eingerichtet. Als erster von Preußen ernannter und besoldeter Postmeister fungierte Bürgermeister Küster. Neben der Eingangstür hingen sowohl das preußische als auch das anhaltische Postwappen.
Am 14. Februar 1718 starb nach 62 Regierungsjahren Fürst Victor Amadeus auf der Bernburg. Er starb als Senior des anhaltinischen Hauses und wurde in der Schlosskirche Bernburg bestattet. Ihm folgte sein ältester Sohn Karl Friedrich nach, der allerdings nur drei Jahre regieren konnte, weil er bereits am 22. April 1721 in Ballenstedt im Alter von nur 53 Jahren starb. Von 1718 bis 1721 erhielt das Schloss ein neues Portal im Stil des Barock. Im Jahre 1719 erhob Kaiser Karl VI. Wilhelmine Charlotte „auf Vorstellung und wegen der Verdienste Fürst Leopold's von Dessau um das Reich“ zur Reichsgräfin von Ballenstedt. Zu diesem Zeitpunkt war Karl Friedrich immerhin schon regierender Fürst. Für den Vermittlungsaufwand überließ er das Amt Gröbzig Fürst Leopold, natürlich gegen eine entsprechend hohe Summe Geldes. So kam aber der „Alte Dessauer“ ohne einen Schuss zu einem für anhaltinische Verhältnisse beträchtlichen Gebietszuwachs.
1745 wurde in Bernburg die erste Dampfmaschine für den Bergbau konstruiert. Auf dem Altstädter Marktplatz baute man im Jahre 1746 ein attraktives neues Regierungsgebäude. Die alte romanische Basilika in der Bergstadt wurde 1752 durch einen spätbarocken Kirchenneubau, jetzt auch Schloßkirche genannt, ersetzt.
1757 stand Bernburg unter französischer Besatzung.
1765 verlegte Fürst Friedrich Albrecht Residenz und Hofhaltung auf das Schloss zu Ballenstedt.

### 1765 bis 1863: Regierungssitz von Anhalt-Bernburg
1765 verblieb im Schloss Bernburg eine fürstliche Kanzlei, welche insbesondere das Geheime Archiv von Anhalt-Bernburg pflegte. Die neueren Schriftstücke seit 1603 kamen in das Regierungsgebäude in der Breiten Straße (seit 1746 am Markt).
Eines der schönsten und eindrucksvollsten Bürgerhäuser im Barockstil entstand 1775 in der Breitenstraße für die Grüne Apotheke. Am nördlichen Stadtausgang, dem Neustädter Tor, wurde 1787 aus großen Steinquadern eine Flutbrücke über die Röße gebaut.
Im April 1806 wurde Fürst Alexius Friedrich Christian von Anhalt-Bernburg von Kaiser Franz II. in den erblichen Herzogstand erhoben. Im gleichen Jahr entstand als einer der ersten Industriebetriebe am linken Saaleufer die Papiermühle von Gottfried Hopfer.
Von 1807 bis 1813 war Bernburg erneut französisch besetzt.
Am 21. März 1825 wurde die Bergstadt an die Stadt Bernburg angegliedert. Am 22. März 1826 wurde der Grundstein für das neue Herzogliche Schauspielhaus gelegt. Dieses klassizistische Gebäude konnte schon am 2. März 1827 feierlich eröffnet werden.
Im Jahre 1834 tritt Alexander Carl als letzter Herzog von Anhalt-Bernburg die Regierung an. 1835 wurde in der Breiten Straße Nr. 14 für die jüdische Gemeinde eine Synagoge errichtet. Am 17. September 1842 wurde der Höheren-Töchter-Schule der Name der letzten Herzogin von Anhalt-Bernburg, Friedrike, verliehen.
Die Anhalt-Cöthen-Bernburger Eisenbahn-Gesellschaft eröffnete 1846 Köthens dritten Bahnhof und damit Bernburgs erste Bahnverbindung zu den Stationen der Magdeburg-Köthen-Halle-Leipziger Eisenbahn-Gesellschaft (1840) sowie der Berlin-Anhaltischen Eisenbahn (1841).
Am Fuße des Schlossberges wurde 1843 die Eisengießerei und Maschinen-Bauanstalt AG gegründet. 1845 verlegte der 1821 in Westfalen geborenen Uhrmacher Johann Ignaz Fuchs seinen Betrieb von Zerbst nach Bernburg und nannte ihn „Turmuhrenfabrik und feinmechanische Werkstätten“.
Am 16. März 1849 wurde eine vor dem Regierungsgebäude auf dem Altmarkt versammelte Menschenmenge auf Befehl des Hauptmanns von Trützschler zusammengeschossen, wobei es 13 Tote und Dutzende Verletzte gab. Durch die hohen Opferzahlen wurde dieser Bernburger Bürgermord zum blutigsten Ereignis der Deutschen Revolution 1848/1849 auf dem Gebiet des heutigen Sachsen-Anhalts. Die tödlichen Schüsse wurden nie gerichtlich verhandelt, dafür aber fast 50 zum Teil bei dem Ereignis verletzte Bürger schuldig gesprochen und zu teils mehrjährigen Haftstrafen verurteilt. Die 13 Todesopfer wurden auf der Alten Bibel beerdigt und ihnen später ein hohes Gedenkkreuz aufgestellt. Heute befindet sich lediglich noch eine Gedenktafel an der Außenwand der Kapelle dort, da die Erbbegräbnisse und Grabsteine der Alten Bibel fast alle entfernt wurden.
Im Schloss wurde 1860 ein Bärenzwinger gebaut, um den ersten 1858 aus Russland eingetroffenen Braunbären zu halten. Der Zwinger wurde 1996 nach tierschutzgerechten Prinzipien erneuert.
1863 endete das Herzogtum Anhalt-Bernburg mit dem Tod des letzten Herzogs Alexander Carl.

### 1863 bis 1918: im vereinigten Herzogtum Anhalt

Der Freistaat Anhalt

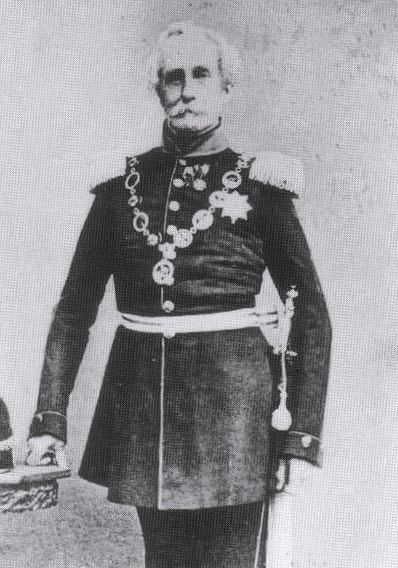
Leopold IV. Friedrich, Herzog von Anhalt-Dessau

Nach dem Erlöschen der Linien in Köthen (1847) und Bernburg (1863) kam es zum Zusammenschluss der drei Herzogtümer zu einem vereinigten Herzogtum Anhalt mit Dessau als Hauptstadt. Herzog ab dem 30. August 1863 war Leopold IV. Friedrich, geboren am  1. Oktober 1794 und Herzog von Anhalt-Dessau ab dem 9. August 1817.
1867 trat Anhalt als Bundesstaat dem unter preußischer Führung entstandenen Norddeutschen Bund und 1871 dem Deutschen Reich bei. Im Bundesrat in Berlin hatte es eine Stimme, wie auch vorher schon im Bundestag in Frankfurt am Main.
Durch den Tod des letzten Bernburger Askaniers im Mannesstamm im Jahr 1863 ging die 611-jährige Geschichte des Fürstentums Anhalt-Bernburg zu Ende. Statt einer Vereinigung Anhalts gab es eine Vereinnahmung Anhalt-Bernburgs durch das 144 Jahre jüngere Anhalt-Dessau. Die Regierungsbeamten von Anhalt-Bernburg wurden abgesetzt und durch Anhalt-Dessauer ersetzt. Hier wiederholten sich Vorgänge wie die Vertreibung der Beamten des Fürsten von Anhalt-Zerbst aus der Herrschaft Jever nach der dänischen Besetzung von 1675 bzw. wurden Vorgänge vorweggenommen wie die Entmachtung der anhaltischen Führungskräfte nach der Wende 1989 und deren Ersatz durch Westdeutsche und deren Helfer.   
Am 1. Januar 1871 erfolgte die Eingemeindung der Dorfgemeinde Waldau.

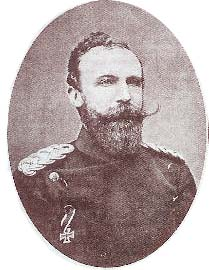
Herzog Friedrich I. von Anhalt

Am 22. Mai 1871 starb Herzog Leopold IV. von Anhalt-Dessau. Nachfolger wurde sein Sohn Herzog Friedrich I. von Anhalt. 
1875 wurde die Anhaltische Landes-Heil- und Pflegeanstalt für Geistesgestörte und Nervenkranke eingeweiht. Ebenfalls 1875 gründete Gustav Henschel in Bernburg die „aelteste renommirteste Firma“ für „Zimmer-Bade-Apparate (Douchen)“ in Deutschland, dessen erster Großauftrag der Einbau solcher Einzelkabinen in das Krankenhaus war. Eingeführt wurde diese Technik 1872 durch den Mediziner François Merry Delabost im Gefängnis Bonne-Nouvelle im französischen Rouen. Die Ergebnisse dieser hygienischen Maßnahme wurden 1875 im „Extrait des Annales d’hygiène publique et de médecine légale“ publiziert und fanden schon im gleichen Jahr in Bernburg Verwendung. 1888 wurden die Zimmer-Bade-Apparate der Bernburger Firma Gustav Henschel (Inh. Stöhr & Pils) auf der Weltausstellung in Barcelona prämiert.
1881, im Jahre der Konzessionierung des Kalisalzabbaus für die späteren Deutschen Solvay-Werke, gab bereits 16 Unternehmen mit jeweils mehr als 100 Beschäftigten, darunter allein zwölf Zuckerfabriken. Bis dahin dominierte die Verbindung von Großgrundbesitz bzw. Domänenpächtertum mit Zuckerfabriken, Braunkohlengruben, Ziegeleien und Steinbrüchen die Wirtschaft im Bernburger Raum.

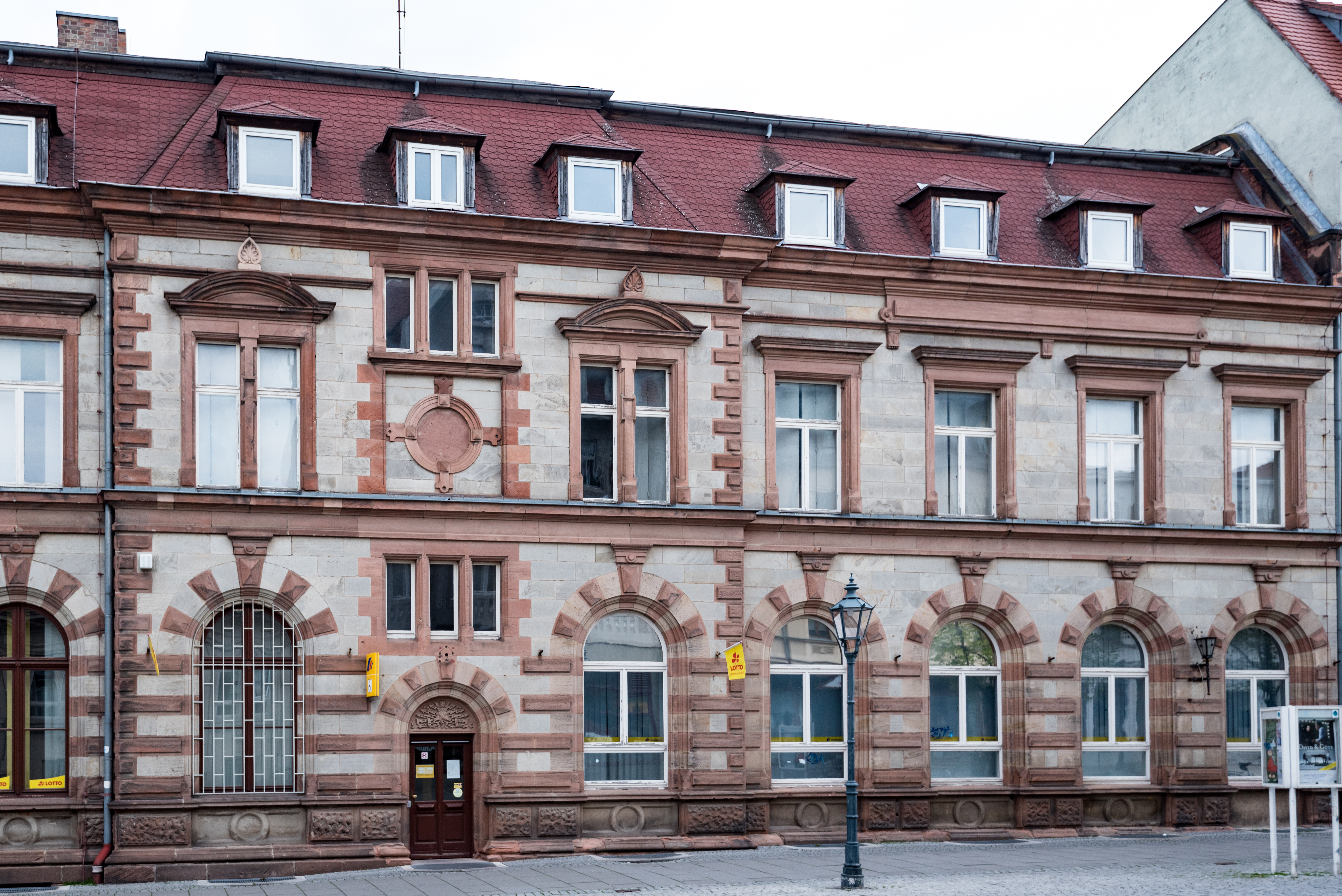
Ehemals reichsposteigenes Amtsgebäude (Friedensallee 10) von 1884

1883 wurden die Solvay-Werke eröffnet, 1884 begann der Salzbergbau. Hierdurch kam es zu einer rasanten Zunahme der Wohnbevölkerung, die sich von 1880 bis 1890 von 18.000 auf 34.000 fast verdoppelte. Bernburg war dadurch damals die größte Stadt Anhalts. Unter dem Eindruck dieser Entwicklung wurde 1884 das reichsposteigene Amtsgebäude (Friedensallee 10) im historischen Stil der wilhelminischen Zeit errichtet und am 7. Dezember vom Staatssekretär und Leiter des Reichspostamtes, Heinrich Stephan (1887 geadelt), feierlich eingeweiht. Im gleichen Jahr begann auch der Bau einer zweiten Kirche für die Bergstadt, der am 5. Oktober 1887 geweihten und im neogotischen Stil errichteten St.-Martins-Kirche. Ab 1885 wurde auch an einer zweiten Kaserne gebaut, welche am 1. April 1886 als Franzkaserne vom II. Bataillon des anhaltischen Infanterieregiments Nr. 93 bezogen wurde (das heutige Polizeigebäude in der Franzstraße).
1891 wurde die erste Stahlbrücke über die Saale errichtet. 1895 ließ der Kreis Bernburg durch die Firma Gropius & Schmieden ein neues Krankenhaus im Pavillonstil errichten.

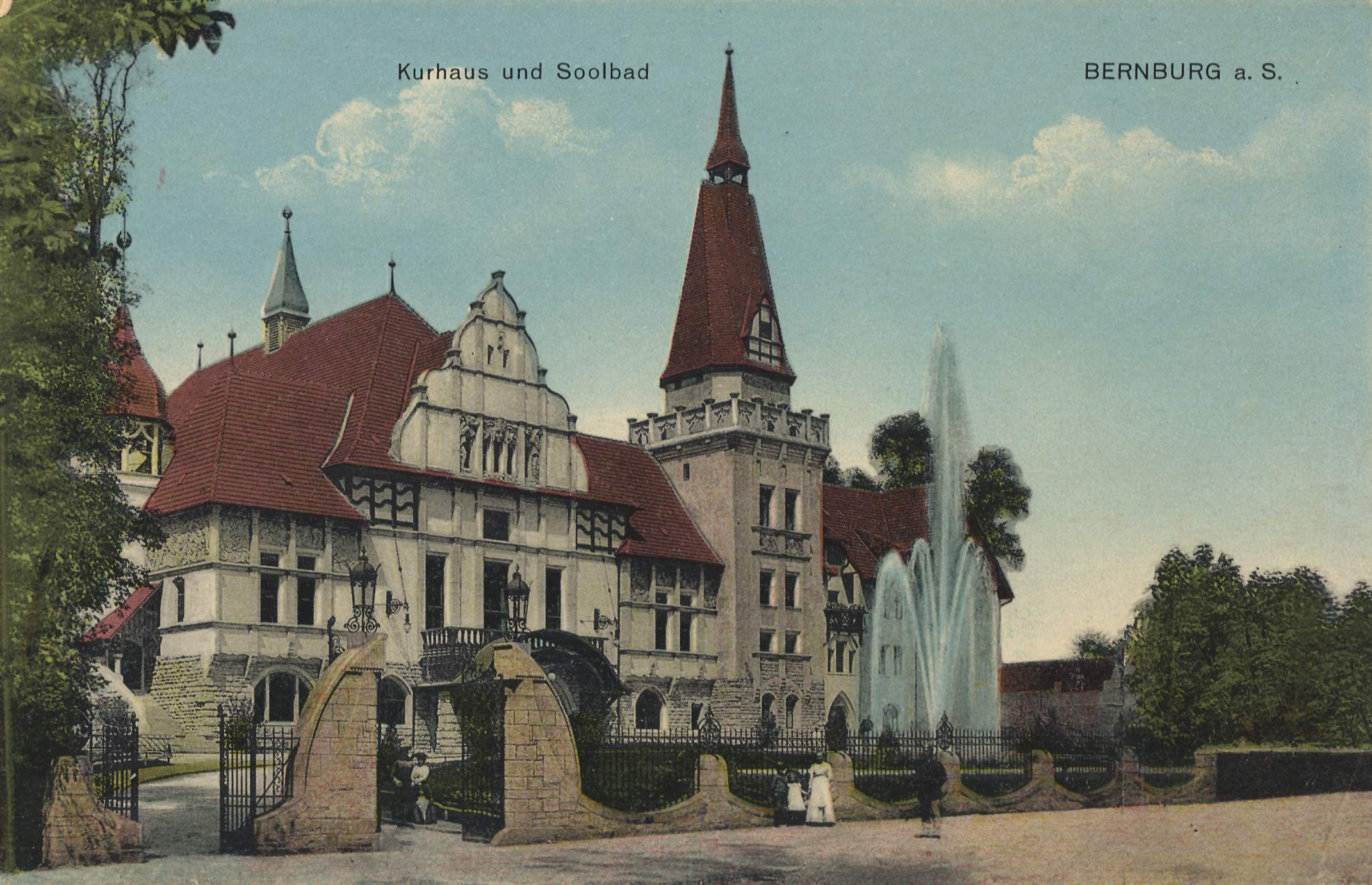
Kurhaus Bernburg um 1910

1902 wurde die Stadt Solbad und bekam ein Kurhaus. Am 8. November 1902 wurde das Bernburger Kurhaus mit einem Festakt eingeweiht. Der Kurbetrieb war bereits am 1. Juli des gleichen Jahres aufgenommen worden und soll auf eine Idee von Oberbürgermeister Felix Leinveber zurückgehen. Dieser wollte mit der Entwicklung zum Kur- und Heilbad die Stadt fördern. Die Solvay-Werke lieferten kostenlos Sole mit sehr hohem Salzgehalt. Diese wurde bis in die dreißiger Jahre als Deutschlands stärkste Sole bezeichnet. Aus Bernburg wurde Bad Bernburg.

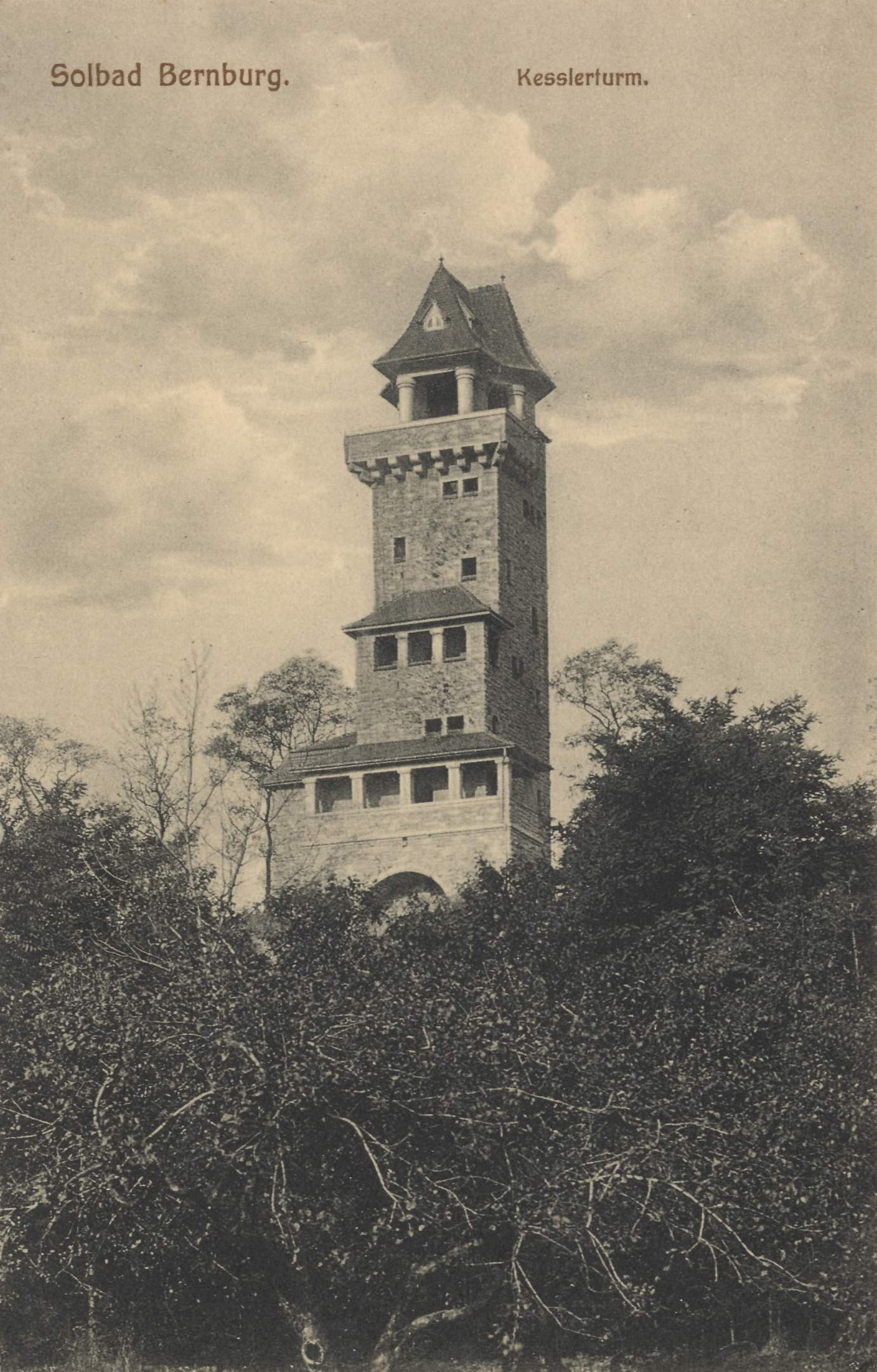
Der Keßlerturm 1913

1913 wurde der Keßlerturm eingeweiht, benannt nach seinem Stifter, Kommerzienrat Theodor Keßler (1839–1917), Teilhaber der Bernburger Zinngießerei L. Keßler & Sohn. 1913 begannen die Bernburger Kaliwerke (Wintershall AG) mit der Förderung.
Im Ersten Weltkrieg (1914–1918) war Bernburg wie bereits im Deutsch-Französischen Krieg (1870/1871) sowohl Garnisonstadt als auch Lazarettstadt.

### 1919: Weimarer Republik
Nach dem Ende des Ersten Weltkriegs verlor Bernburg durch den V. Teil des Friedensvertrags von Versailles seine Garnison und gehörte zum Freistaat Anhalt, der 1934 in Land Anhalt umbenannt wurde.
Die Stadt Bernburg erwarb 1919 die Karlskaserne und baute sie zum Rathaus um. Ab 1920 (bis 1922) vertrat Bruno Böttge, Bernburger Stadtverordneter und Kreisvorsitzender der damals neuen Unabhängigen Sozialdemokratische Partei Deutschlands (USPD), den Wahlkreis Bernburg im 2. Anhalter Landtag. Die USPD hatte 6 Mandate errungen, die SPD 9 Mandate und die Alleinherrschaft verloren, stellte aber trotzdem noch die stärkste Landtagsfraktion.
Die Aufnahme der lange geplanten Zementproduktion verzögerte sich durch den Ersten Weltkrieg (1914–1918) bis in das Jahr 1921. Die Kehrseite dieser ungebremsten Industrialisierung ließ nicht lange auf sich warten – schon zum 15. Juli 1920 musste die Stadt Bernburg den Kurbetrieb aufgeben, einer sich anschließenden kurzlebigen „Kur- und Solbad Aktiengesellschaft Bernburg“ blieb trotz des Baues eines modernen Kurhotels unter diesen Umständen ebenfalls der wirtschaftliche Erfolg versagt. Bis 1923 verwendete die Reichspost einen Poststempel mit dem Werbetext: „Soolbad Bernburg, stärkste Soole Deutschlands“. Die Aktien der Kurhaus AG wurden größtenteils von der Reichsbahn-Arbeiter-Pensionskasse in Berlin übernommen, welche im Anschluss an das Kurhotel am 1. Mai 1928 ein neu gebautes Kinderheim eröffnete.
1921 wurde das Rathaus in das jetzige Gebäude in der Schloßstraße verlegt, das 1895 als Sparkassengebäude erbaut wurde.
Am 30. September 1923 wollte der Landesverband Anhalt der Deutschnationalen Volkspartei seinen Landesparteitag in Bernburg durchführen. Der für Anhalt zuständige Militärbefehlshaber Generalleutnant Alfred Müller (für den Wehrkreis 4 in Dresden) verbot den Parteitag. Generalleutnant Alfred Müller hatte auf Grund der Reichsverordnung über die Verhängung des Ausnahmezustandes vom 26. September 1923 die vollziehende Gewalt über den Bezirk des Wehrkreises 4 erhalten (Sachsen ohne den Regierungsbezirk Erfurt, Anhalt und den Braunschweigischen Landesteil Calvörde). Die Maßnahme hing mit dem drohenden Deutschen Oktober zusammen. Am 13. Oktober 1923 ließ Generalleutnant Alfred Müller die „Proletarischen Hundertschaften“ verbieten. Am 16. Oktober wurde die sächsische Polizei direkt der Reichswehr unterstellt. Damit war der Regierung ihre wichtigste Machtbasis entzogen und sie de facto bereits weitgehend entmachtet. Nach der Weigerung Zeigners, eine Regierung ohne Kommunisten zu bilden, kam es schließlich am 29. Oktober zu einer förmlichen Reichsexekution nach Artikel 48 der Reichsverfassung. Die sächsische Landesregierung unter dem sozialdemokratischen Ministerpräsidenten Erich Zeigner wurde auf Grundlage dieser Notverordnungen durch Reichspräsident Ebert faktisch ihres Amts enthoben. Das thüringische Kabinett löste sich angesichts dieser Entwicklung freiwillig auf. In Bernburg blieb es im Gegensatz zu Sachsen und Hamburg aber ruhig.
Allerdings verschwanden zur Zeit des Münchener Hitlerputsches ab Oktober 1923 Angehörige des Stahlhelm, des Wehrwolf und der Treuschaft Lützow aus Bernburg und benachbarten Orten mit unbekanntem bzw. geheimgehaltenem Ziel und reihten sich in die Schwarze Reichswehr ein. Der der DVP nahestehende und die „bürgerliche“ Mehrheitsmeinung vorgebende Anhalter Kurier sah in Bayern den „Sammelpunkt all derer, die noch an den deutschen Gedanken glaubten“ und die „undeutschen Ideen des Marxismus“ zu bekämpfen beabsichtigten.
Ab dem 1. Januar 1924 war in Bernburg kein Militär mehr stationiert. In die Franz-Kaserne zog daraufhin die Landespolizei ein.

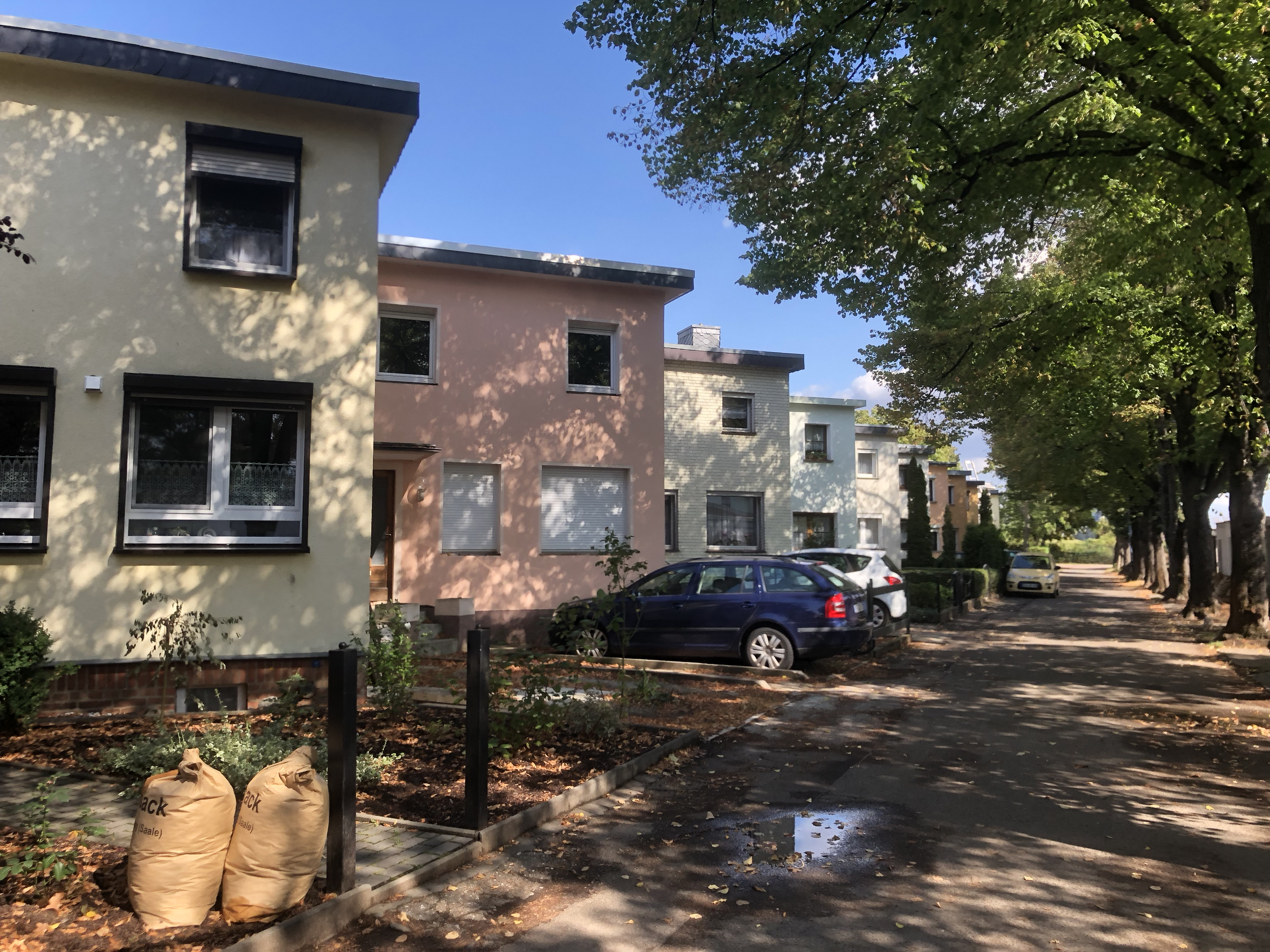
Gartensiedlung auf der Friedrichshöhe = Zickzackhausen

1930 hatte sich die sozialdemokratisch geführte Landesregierung beim Verkauf der „Salzwerke Anhalt“ an die Preussag (heute: TUI AG) sehr zum Schaden der Region Bernburg übervorteilen lassen, was zum Übergang auch vieler Bernburger Arbeiter zur NSDAP führte. Der verschleppte Konkurs des Anhaltischen Siedlerverband bis zum Jahr 1931, der Siedlungen in Dessau, Coswig, Zerbst, Köthen und auch in Bernburg (Gartensiedlung auf der Friedrichshöhe = Zickzackhausen) gebaut hatte, betraf erneut die ärmere Schicht der Bernburger Bevölkerung, die sich nun massiv von der SPD abwandte.
Obendrein erschütterte der sozialdemokratische Filz in Bernburg durch Machtmissbrauch und Korruption das fast siebzigjährige Vertrauen in die SPD und ihre Vorgänger: der Vorsitzenden des SPD-Ortsvereins Bernburg, Oberstadtsekretär Ewald Lichtenberg, hatte in seiner Funktion als Vorsitzender des Mietervereins Bernburg ohne jede strafrechtliche Konsequenz Unsummen unterschlagen, der Parteisekretär für den SPD-Unterbezirk Anhalt II (Bernburg-Köthen-Ballenstedt), Fritz Jungmann, musste sogar wegen Unterschlagung aus der Partei ausgeschlossen worden, und auch im Bereich des sozialdemokratisch initiierten Konsumvereins Bernburg wurden Unterschlagungen aufgedeckt, woraufhin sich ein Kassierer und ein Lagerhalter aus Hecklingen eine Kugel in den Kopf schossen. Darüber hinaus gab es jede Menge kleinerer Vorfälle um die Bernburger Sozialdemokraten. Die SPD war durch die sich häufenden Skandale schwer diskreditiert.

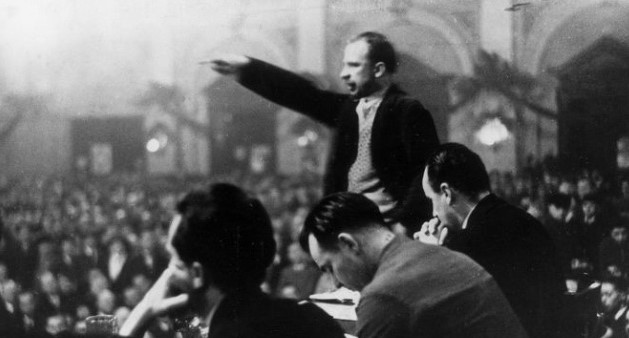
Kommunist Walter Ulbricht redete auf einer gemeinsamen Veranstaltung von Nationalsozialisten und Kommunisten im Berliner Stadtteil Prenzlauer Berg am 22. Januar 1931; im Vordergrund von links Joseph Goebbels und Robert Schulz.

Als eine Folge dieser schweren Selbstdiskreditierung der SPD war die Bernburger Stadtverordnetenversammlung schon seit April 1931 nicht mehr arbeitsfähig. Zwar war die NSDAP zwischen 1928 und 1931 dort nicht vertretenen, aber dem deutschnationalen Fraktions- und Ortsgruppenvorsitzende und Dachpappen-Kleinfabrikant Philipp gelang eine Gemeinschaft der Rechtsfraktionen mit den Kommunisten, welche in dieser Zeit alle SPD-Vorlagen sabotierte. Diese Linie kam sogar aus Berlin, wo die Kommunisten zu dieser Zeit mit der NSDAP gemeinsam gegen die Weimarer Republik arbeiteten.
Bei den Gemeinderatswahlen vom Oktober 1931 erreichten in der Stadt Bernburg die Nationalsozialisten mit elf Stadtverordneten die meisten Sitze, gefolgt von den Sozialdemokraten mit zehn, der Rechtsfraktion mit fünf und den Kommunisten mit vier Stadtverordneten. Dennoch waren auch jetzt noch SPD und KPD angesichts der über Jahre beiderseits fleißig genährten Erbfeindschaft im gleichen Klientel bis zu ihrem Ende 1933 zu einem abgestimmten Vorgehen total unfähig und verrieten damit die Arbeiterschaft, die sie vorgeblich vertraten. In der SPD herrschte nach dreizehn Jahren der Regierungsbeteiligung im Land Anhalt die Ignoranz und Arroganz der Macht vor. Der Bernburger SPD-Mann Wilhelm Voigt (1867 – nach 1933) war sogar Staatsrat und Staatsminister in der Landesregierung. Die Bernburger SPD-Stadträtin Frieda Fiedler, die von 1924 bis 1932 zumeist als einzige Frau im Landtag von Anhalt saß und noch 1932 sogar Reichstagsabgeordnete wurde, zeigte sich aus einem Gefühl der Stärke heraus besonders kompromisslos. Die Partei stellte mit Max Günther von Januar bis März 1920 zunächst kommissarisch und von April 1920 bis zu dessen Versetzung in den einstweiligen Ruhestand im Juli 1932 auch den Kreisdirektor des Landkreises Bernburg. Johann Budnarowski (1881–1939), der tonangebende Sozialdemokrat im Kreis Bernburg, Abgeordneter des Kreistages in Bernburg sowie von 1919 bis 1933 Redakteur der sozialdemokratischen Zeitung „Volkswacht“ (ebenfalls in Bernburg), sah noch zu diesem Zeitpunkt den Nationalsozialismus als eine nur „vorübergehende Erscheinung“ an. Zwar zog Johann Budnarowski 1932 noch als gewählter Abgeordneter für die SPD in den Anhaltischen Landtag ein, verlor aber 1933 alle seine Ämter und wurde im Juni 1933 in „Schutzhaft“ genommen und auch nach der Entlassung noch mehrfach kurzzeitig inhaftiert und weiter misshandelt. Nach den Misshandlungen im Juni 1933 im Hohenzollern musste ihm ein künstlicher Darmausgang gelegt werden, weswegen er am 26. September 1939 mit nur 58 Jahren an den Spätfolgen verstarb.
Die nationalsozialistisch-bürgerliche Mehrheit verhinderte die Mitarbeit von „Marxisten“ in den Kommissionen und verweigerte die bis dahin übliche Wahl eines Vertreters der zweitstärksten Partei (der SPD) zu Vizevorsitzenden; darüber hinaus begann bereits Ende 1931 die Suspendierung von sozialdemokratischen Angestellten und Beamten. Große Teile der inzwischen völlig überalterten Bernburger SPD konnten sich nicht von alten, früher einmal auch richtigen und vor allem vertrauten Sichtweisen trennen. Der in der Arbeiterschaft erfolgte politische Rechtsrutsch verhindert einen genügend starken Zulauf an jungen Mitgliedern. Die alten Funktionäre waren für neue Herangehensweisen nicht mehr zu gewinnen und versteiften sich trotz der akuten nationalsozialistischen Bedrohung auf eine fatale Abwartehaltung, um ihre Posten möglichst lange zu behalten. Noch auf der SPD-Unterbezirkskonferenz Anhalt II Anfang Februar 1933 in Bernburg äußerte sich Johann Budnarowski, auf ein entsprechendes Angebot der KPD eingehend, es könne keine Einheitsfront mit der KPD geben, solange sie andere Ziele als die SPD verfolge und sich nicht auf den „Boden des Gesetzes“ stelle (veröffentlicht in der Bernburger Volkswacht vom 6. Februar 1933, genau eine Woche nach der Machtergreifung Adolf Hitlers). Damit verspielte die SPD alle Chancen auf eine Abwehr des Faschismus, nur um sich selbst eine vermeintliche politische Überlebenschance zu erhalten. Trotzdem verbot Reichsinnenminister Wilhelm Frick die SPD am 22. Juni 1933 als „volks- und staatsfeindliche Organisation“.
Bereits ab 1928 ging die damals führende Bernburger Zeitung, der „Anhalter Kurier“ des Herrn Karl Zweck von Zweckenburg (Landtagsabgeordneter der DVP), auf einen deutlichen Konfrontationskurs zur Landespolitik der SPD in Anhalt, da die SPD nicht ohne den bewährten, aber in der Landtagswahl abgestraften Koalitionspartner DDP regieren wollte und ein Koalitionsangebot der DVP abgelehnt hatte. Die Angriffe der nationalliberalen Deutschen Volkspartei auf die Landesregierung von Anhalt überholten deswegen selbst die des damals einzigen NSDAP-Abgeordneten im Anhalter Landtag, Wilhelm Loeper, und machten dadurch die Nationalsozialisten in Bernburg nicht nur salonfähig, sondern verhalfen ihnen 1932 sogar zur Machtübernahme im Landtag. Bei der Landtagswahl 1932 wurde die NSDAP erstmals stärkste Fraktion in einem deutschen Teilstaat, wodurch es zur ersten NS-geführten deutschen Landesregierung in der Weimarer Republik kommen konnte. Der Steigbügelhalter der NSDAP, die DVP, wurde dennoch im Mai 1933 zur Selbstauflösung gezwungen.

#### Mai 1932: Nationalsozialismus in Anhalt
Die neue nationalsozialistische Regierung Anhalts unter dem NSDAP-Ministerpräsidenten Alfred Freyberg (seit Mai 1932 im Amt) sprach schon im Juli 1932 ein Verbot der sozialdemokratischen Presse und von sozialdemokratischen Wahlversammlungen und -plakaten aus, das im November 1932 nochmals verschärft wurde. Anstelle politischer Kundgebungen der Eisernen Front war in der zweiten Jahreshälfte 1932 legal allgemein lediglich noch die Veranstaltung von „Unterhaltungsabenden“ möglich. Die erfolgsverwöhnte SPD blieb in dieser Zeit in der Hoffnung auf bessere Zeiten nur ohnmächtiger Beobachter ihres eigenen Niedergangs.
Der Straßenterror der SA gegen die KPD und ihre Organisationen wurde sogar noch verstärkt. Die Motivation der SA-Leute war ziemlich simpel: „Der einfachste Grund, und fast überall, wenn man nachbohrte, der innerste, war: Angst. Mitprügeln, um nicht zu den Geprügelten zu gehören. … Ein kleiner Pakt mit dem Teufel – und man gehörte nicht mehr zu den Gefangenen und Gejagten, sondern zu den Siegern und Verfolgern“.

### 30. Januar 1933: Nationalsozialistisches Deutschland
Nach der Machtergreifung Adolf Hitlers am 30. Januar 1933 und insbesondere der Verordnung des Reichspräsidenten zum Schutz von Volk und Staat vom 28. Februar 1933 gab es in Bernburg ein regelrechte Eintrittswelle in die NSDAP, die vom Bernburger Volksmund als „Die Märzgefallenen“ bezeichnet wurde. Die NSDAP Bernburg musste zum 1. Mai 1933 (Tag der Arbeit) einen vorläufigen Aufnahmestopp verfügen, da sie strukturell nicht so schnell wachsen konnte. Unter den als „Maiveilchen“ bezeichneten vorläufig letzten Neumitgliedern befand sich auch der spätere Oberbürgermeister von Bernburg, Max Eggert. Auch der Direktor der Abteilung Kaliwerke Bernburg-Solvayhall gehörte zu den „Maiveilchen“. Der Bernburger Volksmund übersetzte im Zusammenhang mit den Märzgefallenen und den Maiveilchen NSDAP mit: „Nun Suche Dir Auch ein Pöstchen“. Die Bernburger NSDAP war durch die massenhafte Selbstgleichschaltung zu diesem Zeitpunkt auf 1800 Mitglieder angeschwollen – eine Verachtfachung in kürzester Zeit. Die 1933er Neumitglieder verfolgten in der Mehrzahl die Absicherung bzw. das Vorantreiben der Karriere. So wurde der Märzgefallene Karl Luthringshausen, bis dahin Kreisgeschäftsführer der DVP in Bernburg, im März 1933 im Zusammenhang mit seinem Übertritt zur NSDAP als kommissarischer Bürgermeister in Hecklingen eingesetzt. Der Maurermeister Hermann Kramer aus Oberpeißen hoffte wie viele andere auch durch seinen NSDAP-Eintritt auf Aufträge der öffentlichen Hand.
Geheimrat Eilsberger von den Deutschen Solvay-Werken in Bernburg spendete Unsummen an NSDAP-Gauleiter Loeper und die SS. Seine DVP-Landesorganisation Anhalt war bereits nach dem Sieg der NSDAP bei den Landtagswahlen am 24. April 1932 aus der Reichspartei ausgetreten, um sich der NSDAP als Juniorpartner anbieten zu können. Außerdem passten sich die Solvay-Werke an und nahmen 1933 politisch motivierte Entlassungen, Pensionierungen und Neueinstellungen vor. Diese Praxis wurde bis 1945 durchgeführt. Es wurden auch Mitarbeiter entlassen oder mit Entlassung bedroht, deren Verwandte noch bei Juden einkauften oder gar noch bei Juden arbeiteten.
In der Bernburger Landmaschinenbau-Firma Siedersleben wurde gleich 1933 durch die Nationalsozialistische Betriebszellenorganisation (NSBO) ein neuer Betriebsrat installiert. In dessen Protokollbuch findet sich unter dem Datum vom 19. Juli 1933 folgender Vermerk: „Zum Schluß der Sitzung wurde noch über Einstellungen gesprochen. Es sollen Leute, die schon im Betrieb gearbeitet haben, außerdem Parteigenossen und jüngere Leute, um für einen guten Nachwuchs zu sorgen, bevorzugt eingestellt werden.“ Generell wird es in den größeren Unternehmen der privaten Wirtschaft seit 1933/34 keine Einstellungen mehr ohne die Zustimmung der NSBO gegeben haben. Der Bernburger Volksmund übersetzte NSBO mit: „Noch Sind Bonzen Oben“, und Bonze mit: „Bin Ohne Nachteil zu Entbehren“.
Am 31. Mai 1933 rutschten die Kalkteiche der Solvaywerke in die Saale, so dass der Fluss sogar dauerhaft umgebettet werden musste. Bernburg verlor den Zusatz „Bad“ endgültig.
1933 wurde die Stadt Bernburg kreisfrei.
1935 wurde die neue Marktbrücke eingeweiht. Im Zuge der Aufrüstung der Wehrmacht während der Zeit des Nationalsozialismus wurde Bernburg ab 1935 wieder Garnisonstadt. Neu erbaut wurden eine Infanterie-Kaserne an der Ilberstedter Straße und ein Fliegerhorst nordwestlich der Stadt. In Bernburg standen Teile eines Infanterie-Regiments sowie mehrere Ersatz- und Luftwaffen-Einheiten.
In dieser Zeit wurde nördlich von Strenzfeld das Werk Bernburg der Dessauer Junkers-Flugzeugwerke errichtet, wo Ju 88 montiert und auf dem anliegenden Flugplatz von der Luftwaffe übernommen wurden. 1939 bis 1940 wurde die Junkers-Siedlung gebaut.
Infolge von Ämterpatronage und politischem Klientelismus stieg der Anteil der Positionsträger mit unterer Mittelschichtherkunft um zwei Drittel: von 18 % im Jahre 1925 auf 30 % im Jahre 1940. Diese Überpolitisierung der Arbeitswelt zeitigte sehr schnell auch Schattenseiten. So stellte das NSDAP-Gauamt für Kommunalpolitik Magdeburg-Anhalt schon 1936 fest: „Recht betrüblich ist die Tatsache, daß in Gegenden mit früher überwiegend marxistischer Bevölkerung die Zahl der Parteigenossen, die fachlich und charakterlich für die Verwendung in der Verwaltung geeignet sind, sehr gering ist. Es ergibt sich aus dieser Tatsache häufig die Notwendigkeit, auch auf Parteigenossen zurückzugreifen, die entweder fachlich versagen oder Unterschlagungen begehen.“ Diese Feststellung traf in ganz besonderem Maße auch für die Stadt Bernburg und dessen Kreisamt zu, wo vor 1932 sowohl die USPD (1920) als auch die KPD (1924) Hochburgen hatten.

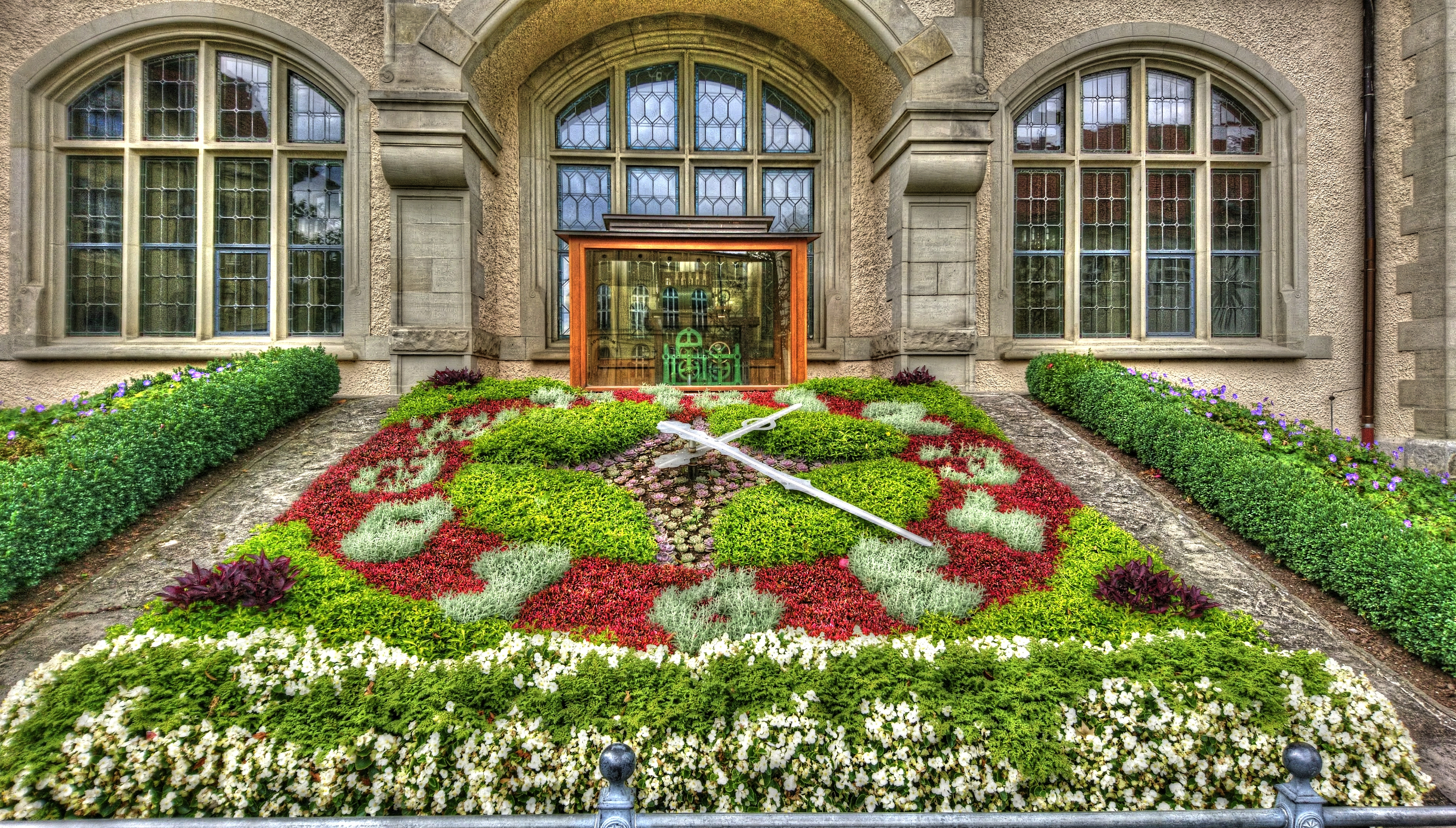
Blumenuhr am Rathaus

Das Jahr 1938 stand in Bernburg ganz unter dem Zeichen der 800-Jahr-Feier, die mit einer Jubelwoche im Juni begangen wurde. Es gab fast das ganze Jahr über einen Werbestempel mit der Silhouette des Schlosses, und in der Jubelwoche einen Sonderstempel mit Albrecht dem Bären als Lanzenritter auf einem Pferd. Aus diesem Anlass wurde auch die Bernburger Blumenuhr eingeweiht. Zu dieser Festwoche gaben die Bernburger Stadtverwaltung und der Verkehrs- und Heimatverein e. V. die Festschrift „800 Jahrfeier. 11.–19. Juni 1938. Bernburg. unter der Schirmherrschaft des Generalfeldmarschalls Hermann Göring“ heraus. Zur begleitenden Ausstellung „Kultur und Wirtschaft“ in den Hohenzollernsälen gab es das Heft „Geschichte Kultur und Wirtschaft. [sic!] von. Bernburg der 800 Jahre alten Stadt an der Saale.“
Am 10. September 1938 erfolgte dann die Inbetriebnahme der neuen Großschleuse.

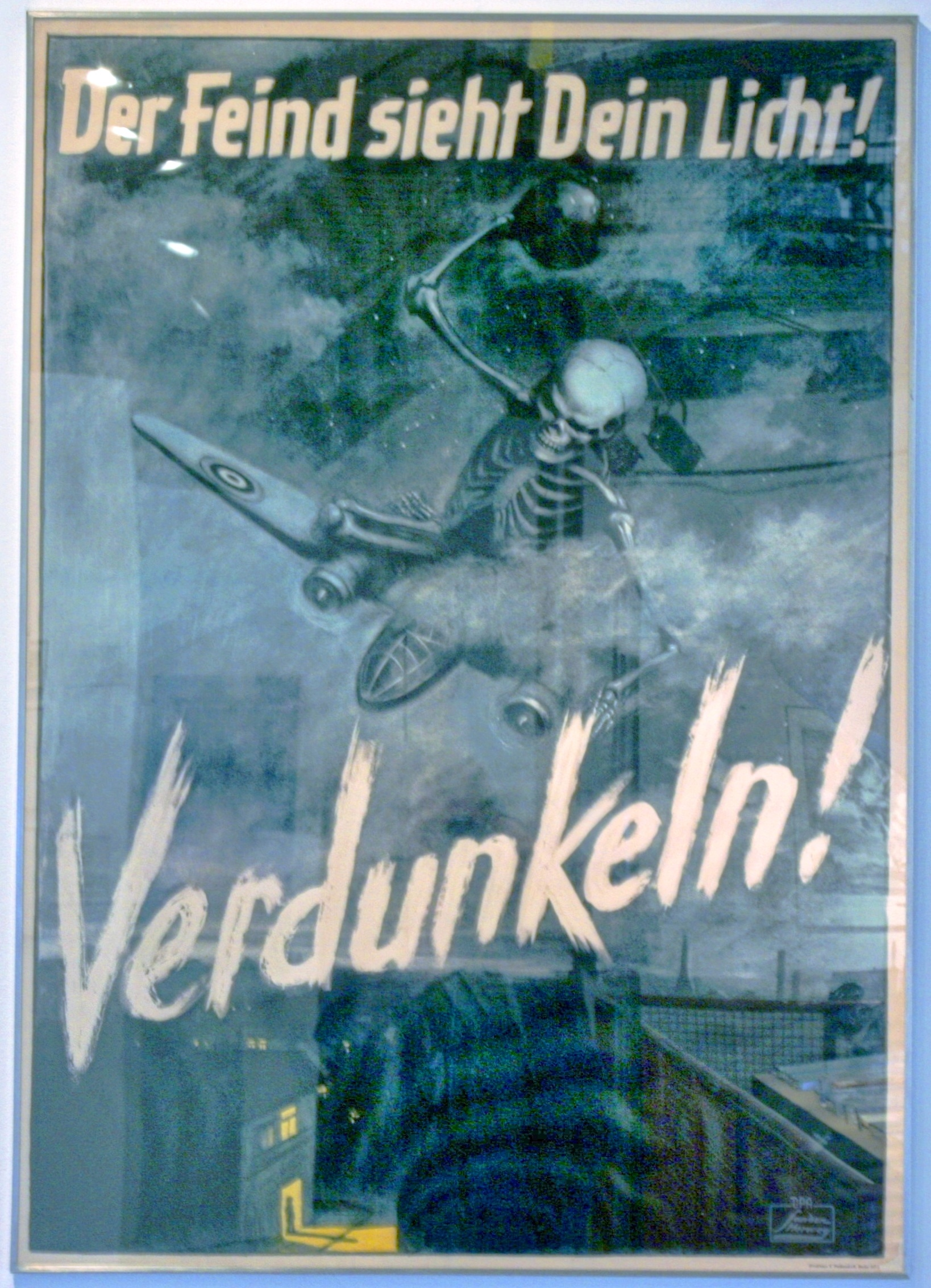
Plakat „Verdunkeln!“

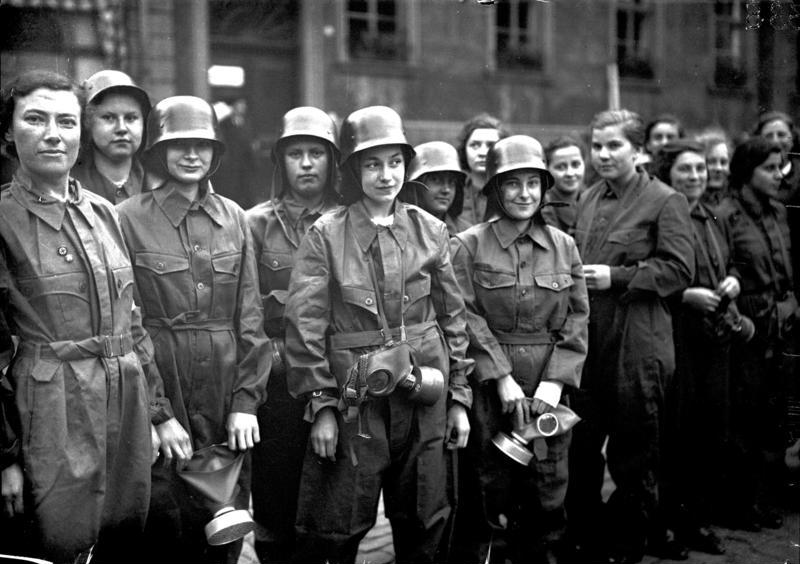
Reichsluftschutzhelferinnen vor einer Ernstfallübung (1939).

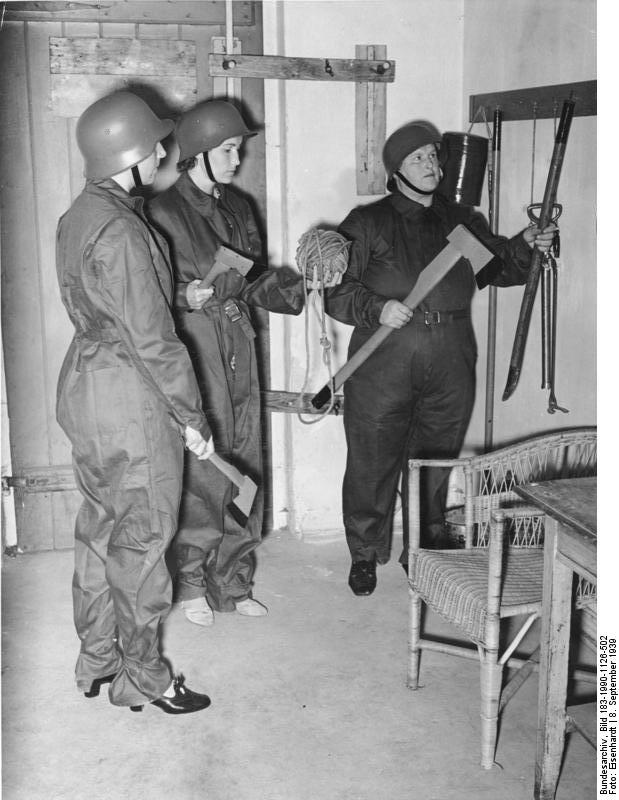
Frauen in „Gasanzügen“ dichten einen Luftschutzkeller ab (8. September 1939).

Am 1. September 1939 begann mit dem Überfall auf Polen der Zweite Weltkrieg. In Bernburg wurden Verdunklungen nach der Verdunklungsverordnung vom 23. Mai 1939 angeordnet und die Luftschutzkeller geöffnet. Die örtlich stationierten Kräfte der Wehrmacht, aber auch die wehrpflichtigen Männer mussten nach und nach an die Fronten. Ganz besonders wurde vor dem großen Westfeldzug (gegen die Benelux-Staaten und insbesondere gegen Frankreich) mobil gemacht, der am 10. Mai 1940 begann. Für viele Bernburger Männer begann „Reisen, Wandern und Urlaub“ (abgekürzt RWU) durch fast ganz Europa und Nordafrika statt mit Kraft durch Freude (abgekürzt KdF) nun mit dem „Reisebüro Wehrmacht“. Die Frauen nahmen oft die Arbeitsplätze der Männer ein (so bei Post und Bahn, aber auch in den Fabriken) und wurden regelmäßig beim Reichsluftschutzbund für den Luftkrieg trainiert. Bernburg war „Luftschutzort II. Ordnung“. Neben den seit 1933 üblichen zivilen Luftschutzmaßnahmen wurde bereits seit 1938 der Werkluftschutz (darunter die Solvay GmbH und die Junkers-Werke) mit Bunkeranlagen zur Kriegsvorbereitung intensiviert.
Im November 1940 wurde in der damaligen Landes-Heil- und Pflegeanstalt Bernburg (heute Fachklinikum Bernburg) die NS-Tötungsanstalt Bernburg eingerichtet und betrieben. Zwischen 1940 und 1943 wurden dort über 14.000 Menschen im Rahmen der NS-Krankenmorde (Aktion T4 und Aktion 14f13) vergast. Die 1989 neu eröffnete Gedenkstätte Bernburg für die Opfer der NS-Euthanasie befindet sich in der ehemaligen Heil- und Pflegeanstalt bzw. im heutigen Fachklinikum Bernburg.
Das Gedenkbuch des Bundesarchivs für die Opfer der nationalsozialistischen Judenverfolgung in Deutschland (1933–1945) verzeichnet namentlich 75 jüdische Einwohner Bernburgs, die deportiert und größtenteils ermordet wurden. Zu ihrer Erinnerung wurden zwischen 2017 und 2020 insgesamt 35 Stolpersteine an 14 Adressen verlegt.

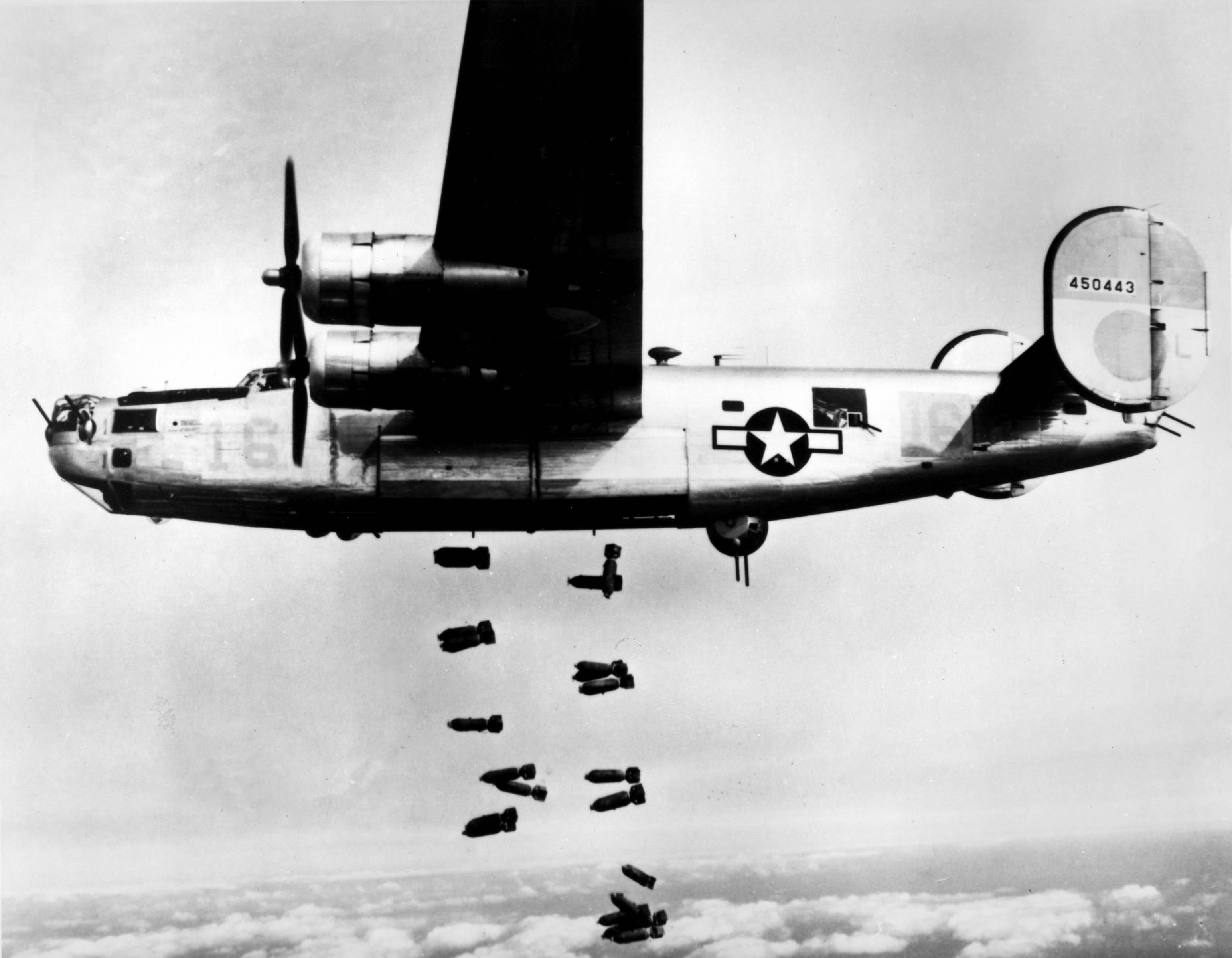
Viermotorige amerikanische B-24 „Liberator“ beim Bombenwurf.

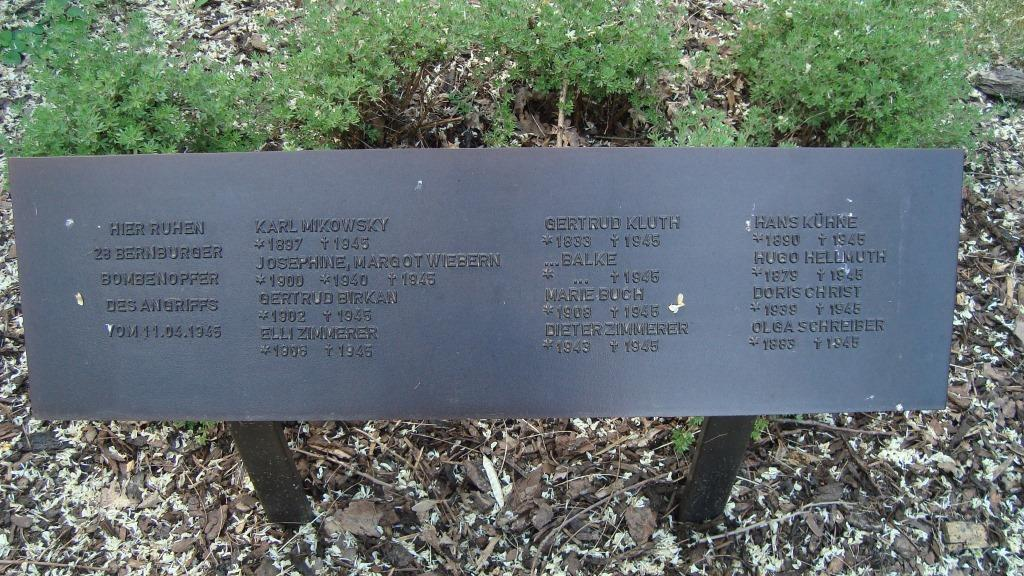
Bombenopfer auf Friedhof II in Bernburg (Saale)

Im Zweiten Weltkrieg wurde besonders das Junkerswerk, aber auch die Stadt Bernburg selbst ab 1940 mehrfach bombardiert (→ Big Week). Der schwerste Angriff auf Bernburg erfolgte am 11. April 1945 durch 85 Bomber der 9. US-Luftflotte. Dabei wurden 49 Wohnhäuser zerstört oder schwer beschädigt, 456 leicht beschädigt. An diesem Tag kamen 84 Einwohner ums Leben, insgesamt bei den Bombenangriffen auf Bernburg 112 Menschen. Am 12. und 13. April 1945 wurden die Saale-Brücken gesprengt.
Nach der Schlacht von Stalingrad (23. August 1942 bis 2. Februar 1943) hieß es an der Ostfront bei der Wehrmacht nur noch: „Vorwärts, Kameraden, es geht zurück.“ Zurückgekommen nach Bernburg sind aber nur die wenigsten der von dort eingezogenen Soldaten. Aber auch bei den Bernburger Frauen gab es etliche Todesopfer, allerdings die wenigsten davon bei den Luftangriffen: noch mehr Opfer forderten die „Ernstfallübungen“ beim Reichsluftschutzbund und andere Einsätze sowie die Selbstmorde von „Kriegerwitwen“, die sich das Los einer „Weißen Witwe“ ersparen wollten. „Weiße Witwen“ durch einen eklatanten Männermangel gab es bereits nach dem Ersten Weltkrieg in signifikanter Zahl, und viele junge Frauen wollten diese leidvolle Erfahrung einer lebenslangen prekären Existenz nicht für sich selbst akzeptieren. Der Männermangel nach dem Zweiten Weltkrieg überstieg den nach dem Ersten Weltkrieg deutlich.

### 1945: SBZ und DDR

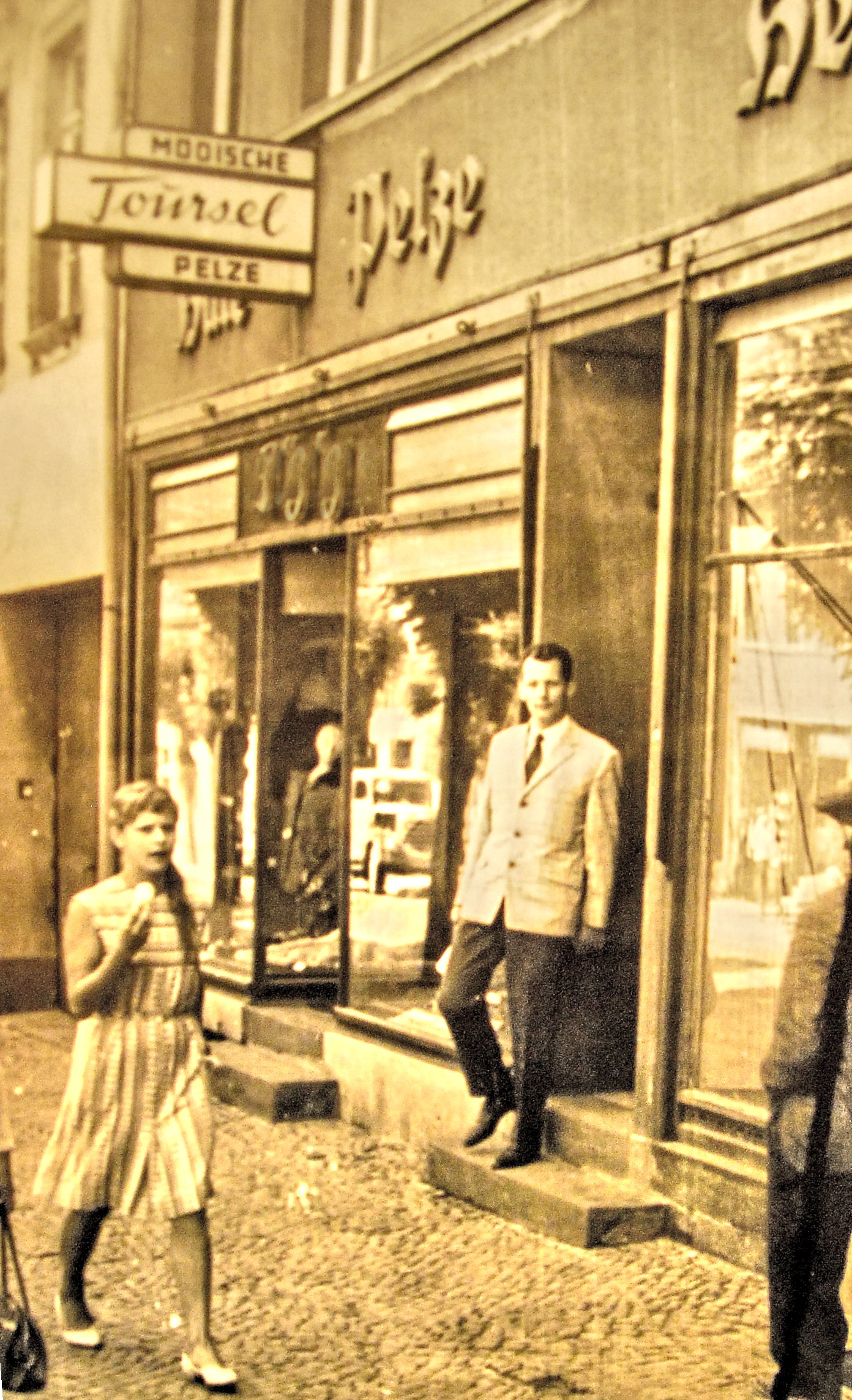
Innenstadt um 1960

Am 16. und 17. April 1945 wurde Bernburg durch US-Truppen besetzt. Vom 1. bis 5. Juli 1945 löste die Rote Armee die US-Armee ab. Bernburg wurde Garnisonsstadt der Gruppe der Sowjetischen Streitkräfte in Deutschland und blieb dies bis zum Abzug der Truppen am 22. November 1990. Von 1945 bis 1947 war Bernburg Teil der Provinz Sachsen, 1946 umbenannt in Provinz Sachsen-Anhalt. Von 1947 bis 1952 gehörte Bernburg zum neu gegründeten Land Sachsen-Anhalt und ab 1952 zum Bezirk Halle.
Die Solvay GmbH (Soda-, Ätznatron- und Zementherstellung) war von der Demontage mit Abtransport in die Sowjetunion betroffen. 1950 begann unter Vorsitz der gebürtigen Bernburgerin Hilde Benjamin ein Prozess gegen die Solvay-Werkleitung. 1952 konnte ein neu aufgebauter Betrieb wieder mit der Produktion von Soda beginnen. Beim Aufstand vom 17. Juni 1953 kam es im Soda-Werk zu Streiks mit der Forderung nach Auflösung der SED. 1962 begann ein neues Zementwerk mit seiner Produktion.
1961 wurde im Stadtteil Strenzfeld die Hochschule Bernburg gegründet, die seit 1991 Teil der Hochschule Anhalt ist. Die Landesanstalt für Landwirtschaft, Forsten und Gartenbau Sachsen-Anhalt hat dort ebenfalls ihren Sitz.
1964 fand der vierte Evangelische Kirchentag in der DDR unter der Losung „Christus für uns – wir für Christus“ in Bernburg statt.

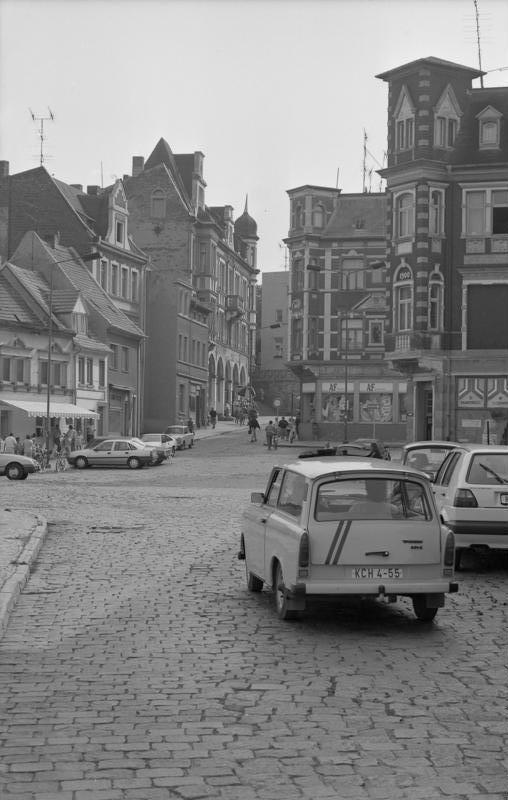
Bernburg 1991

Am 30. Oktober 1989 kam es im Rahmen der Friedlichen Revolution in der DDR zur ersten Montagsdemonstration mit 3000 Teilnehmern.

### 1990: Bernburg in der BRD
Seit dem 3. Oktober 1990 gehört Bernburg zum durch die Verschmelzung der Bezirke Halle und Magdeburg gebildeten Bundesland Sachsen-Anhalt.
1991 konnte die an den Konzern rückübertragene Solvay Alkali Bernburg GmbH mit 950 Beschäftigten ihre Tätigkeit aufnehmen/weiterführen. Im Jahr 2011 feierte die Stadt ihr 1050-jähriges Jubiläum. In Vorbereitung dieses Ereignisses brachte die Stadt das Buch 1050 Jahre Bernburg (Saale) in Anhalt – Ein Jubiläumsbuch heraus. Am 4. Dezember 2015 wurde Bernburg als 44. Stadt der Ehrentitel Reformationsstadt Europas durch die Gemeinschaft Evangelischer Kirchen in Europa verliehen.

### Eingemeindungen
Die Eingemeindungen nach Bernburg fanden in den Jahren 1871 (Waldau), 1926 (Dröbel), 1927 (Roschwitz), 2003 (Aderstedt) und 2010 (sieben Gemeinden) statt.
Eingemeindungen in jetzige Ortsteile von Bernburg fanden hauptsächlich 1950 statt.
| Ehemalige Gemeinde | Datum           | Anmerkung                                 |
| ------------------ | --------------- | ----------------------------------------- |
| Aderstedt          | 1. Januar 2003  |                                           |
| Baalberge          | 1. Januar 2010  |                                           |
| Biendorf           | 1. Januar 2010  |                                           |
| Crüchern           | 1. Juli 1950    | Eingemeindung nach Wohlsdorf              |
| Dröbel             | 1. Oktober 1926 |                                           |
| Gröna              | 1. Januar 2010  |                                           |
| Kleinwirschleben   | 1. Juli 1950    | Eingemeindung nach Baalberge              |
| Leau               | 1. Januar 1957  | Eingemeindung nach Preußlitz              |
| Oberpeißen         | 1. Juli 1950    | Zusammenschluss mit Unterpeißen zu Peißen |
| Peißen             | 1. Januar 2010  |                                           |
| Plömnitz           | 1. Juli 1950    | Eingemeindung nach Preußlitz              |
| Poley              | 1. Januar 2010  |                                           |
| Preußlitz          | 1. Januar 2010  |                                           |
| Roschwitz          | 1. Oktober 1927 |                                           |
| Unterpeißen        | 1. Juli 1950    | Zusammenschluss mit Oberpeißen zu Peißen  |
| Waldau             | 1. Januar 1871  |                                           |
| Wohlsdorf          | 1. Januar 2010  |                                           |

## Bevölkerung
Bernburg war im Hochmittelalter als anhaltische Residenzstadt ein bedeutender Ort. Als eine der wenigen mitteldeutschen Städte ist Bernburg aus drei urbanen Ortskernen entstanden. Neben der Altstadt und der selbständigen Neustadt im Saaletal entwickelte sich aus dem Suburbium der Burg (später des Schlosses) auch noch eine Bergstadt, die heute Bernburg dominiert.
Die Zerstörung der Burg im Jahr 1138 konnte die Stadtentwicklung nicht bremsen. Bernburg war im Spätmittelalter (bis 1517) die bedeutendste anhaltische Stadt, litt allerdings sehr unter dem Dreißigjährigen Krieg (1618–1638). Danach prosperierte die Stadt als Residenz des Fürstentums Anhalt-Bernburg sehr. Für die Zeit um 1755 – kurz vor Ausbruch des Siebenjährigen Krieges – wird geschätzt, dass Bernburg deutlich über 16.000 Einwohner hatte. Die Kriegsereignisse, aber vor allem die Verlegung der Residenz nach Ballenstedt im Jahr 1765 ließen Bernburg zunächst in die Bedeutungslosigkeit versinken. Bis 1830 sank die Einwohnerzahl kontinuierlich auf sogar unter 6.000. Erst die industrielle Revolution in Deutschland zog wieder mehr Einwohner an. 1880 hatte Bernburg die Einwohnerzahl von 1755 nicht nur wieder erreicht, sondern sogar leicht überschritten. Durch die Hochindustrialisierung in Deutschland (bis 1914) verdoppelte sich diese Zahl auf um die 34.000 Einwohner, und durch die Flucht und Vertreibung Deutscher aus Mittel- und Osteuropa nach 1945 verdreifachte sie sich temporär sogar auf mindestens 55.000. Danach wurde Bernburg selbst zum Fluchtort und verlor kontinuierlich an Bevölkerung. Lediglich durch die Eingemeindung großer Teile des ehemaligen Kreises Bernburg hat die Stadt in ihren neuen Grenzen noch knapp 31.000 Einwohner – die eigentliche Kernstadt mit rund 26.500 Einwohnern hingegen noch nicht einmal mehr die Hälfte ihres Bevölkerungsmaximums. Prognosen zum Bevölkerungswachstum gehen von einem weiteren Schrumpfen auch in den nächsten Jahren aus.
Entwicklung der Einwohnerzahl (ab 1960 jeweils am 31. Dezember):
- 1817: ca. 7.000  a
- 1830: 5.995
- 1880: 18.602
- 1889: 27.893
- 1890: 34.418
- 1910: 33.695
- 1919: 33.028
- 1925: 34.631
- 1928: 37.200
- 1945: über 55.000  b
- 1946: 53.367  c
- 1950: 49.000  d
- 1960: 44.464
- 1965: 45.799
- 1970: 45.367
- 1975: 43.861
- 1980: 42.262
- 1981: 41.232
- 1984: 40.882
- 1985: 40.786
- 1990: 39.901
- 1995: 35.902
- 2000: 33.825
- 2001: 33.244
- 2002: 32.599
- 2003: 32.618  e
- 2004: 32.202
- 2005: 32.618
- 2006: 32.202
- 2007: 31.883
- 2008: 31.329
- 2009: 30.329
- 2010: 35.516  e
- 2011: 35.224
- 2012: 34.481
- 2013: 34.121
- 2015: 33.920
- 2016: 33.536  f
- 2017: 32.876  f
- 2018: 32.674  f
- 2019: 32.573  f
- 2020: 32.257  f
(Kernstadt: 27.487)
- 2021: 32.000  f
- 2022: 31.352  g
(Kernstadt: 26.614)
- 2023: 31.197  g
- 2024: 30.992  g

Einwohnerentwicklung von Bernburg von 1817 bis 2022

Datenquelle (sofern nichts anderes angegeben): Webseite Stadt Bernburg; maßgeblich sind die Angaben des Statistischen Landesamtes Sachsen-Anhalt

### Sprachentwicklung (Mundart)
In Bernburg wird heutzutage ein regional eingefärbtes Hochdeutsch gesprochen. Die Dialekte in Sachsen-Anhalt weisen jedoch in der Region um die ehemaligen Residenzstädte Dessau, Köthen und Bernburg sowie teilweise auch Zerbst eine charakteristische Mundart auf. Ein typischer Regiolekt ist hier die Anhaltische Mundart („Das Anhaltische“), die bis in die Gegenwart in der Literatur als Prosa und auch als Lyrik gepflegt wird. Sie umfasst ein Siedlungsgebiet der ehemaligen Fürstentümer und späteren Herzogtümer Anhalt-Dessau, Anhalt-Köthen, Anhalt-Bernburg mit zeitweilig Anhalt-Plötzkau sowie nördlich angrenzend teilweise Anhalt-Zerbst.

## Politik
Der Stadtrat von Bernburg besteht aus 40 Mitgliedern und der Bürgermeisterin. Die Kommunalwahl am 9. Juni 2024 führte bei einer Wahlbeteiligung von 56,5 % zu folgendem Ergebnis:
| Partei / Wählergruppe                                  | Stimmenanteil 2019 | Sitze 2019 |        | Stimmenanteil 2024 | Sitze 2024 |
| ------------------------------------------------------ | ------------------ | ---------- | ------ | ------------------ | ---------- |
| CDU                                                    | 32,1 %             | 13         | 28,8 % | 12                 |            |
| AfD                                                    | –                  | –          | 25,9 % | 4                  |            |
| FDP                                                    | 19,3 %             | 8          | 12,0 % | 5                  |            |
| Die Linke                                              | 19,4 %             | 8          | 08,9 % | 4                  |            |
| SPD                                                    | 13,7 %             | 5          | 07,3 % | 3                  |            |
| Bernburger Bürgerschaft (BBB)                          | –                  | –          | 04,7 % | 2                  |            |
| Bündnis 90/Die Grünen                                  | 08,8 %             | 3          | 03,7 % | 1                  |            |
| Einzelbewerberin Jacqueline Krätschmann                | –                  | –          | 03,5 % | 1                  |            |
| Wahlbündnis soziale Gerechtigkeit Salzlandkreis (WsGS) | –                  | –          | 03,2 % | 1                  |            |
| Bernburger Bürger Gemeinschaft (BBG)                   | 04,6 %             | 2          | 01,5 % | 1                  |            |
| Einzelbewerberin Dietlind Herzog                       | –                  | –          | 00,5 % | –                  |            |
| Einzelbewerberin Claudia Weiss                         | 02,2 %             | 1          | –      | –                  |            |
| Insgesamt                                              | 100 %              | 40         | 100 %  | 34                 |            |

Bei der Wahl 2024 entfielen auf die AfD zehn Sitze, von denen sechs unbesetzt bleiben, weil die Partei nur vier Kandidaten nominiert hatte.

### Oberbürgermeister
- 1994–2008: Helmut Rieche (CDU)

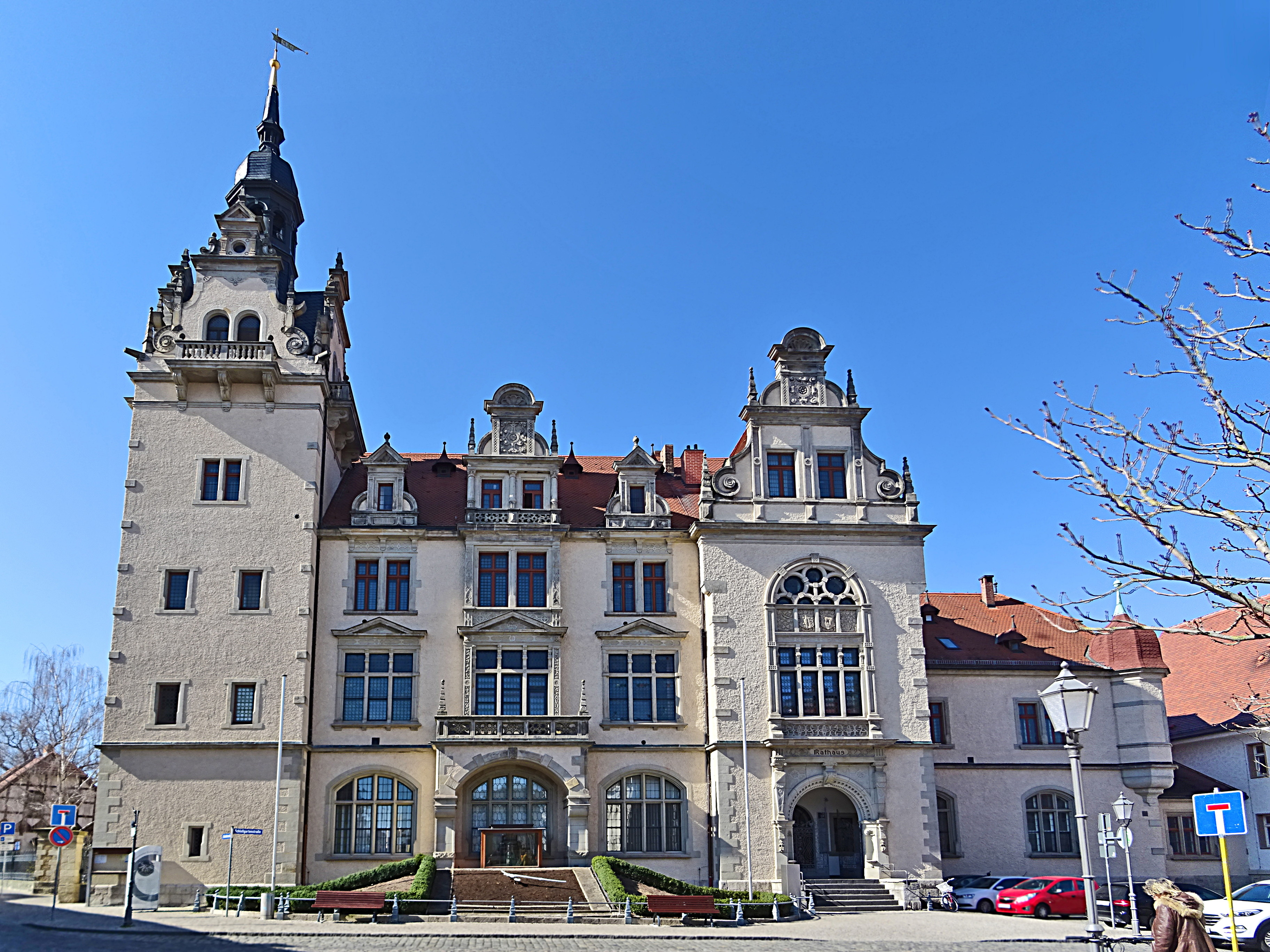
Rathaus, Sitz des Oberbürgermeisters seit 1921 (1895 als Sparkassengebäude erbaut)

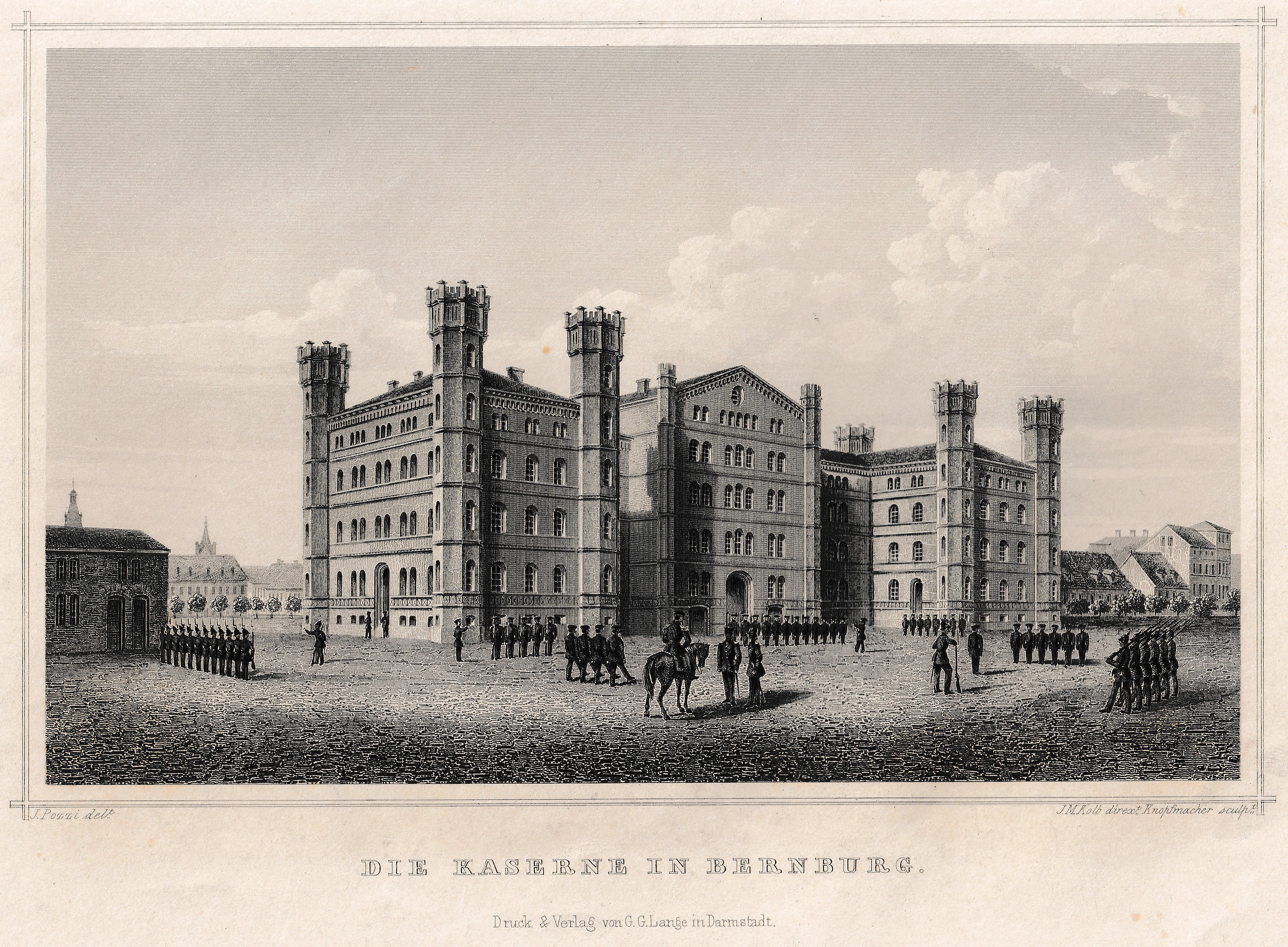
Ehemalige Karls-Kaserne um 1850, 1919 bis 1921 als Rathaus genutzt

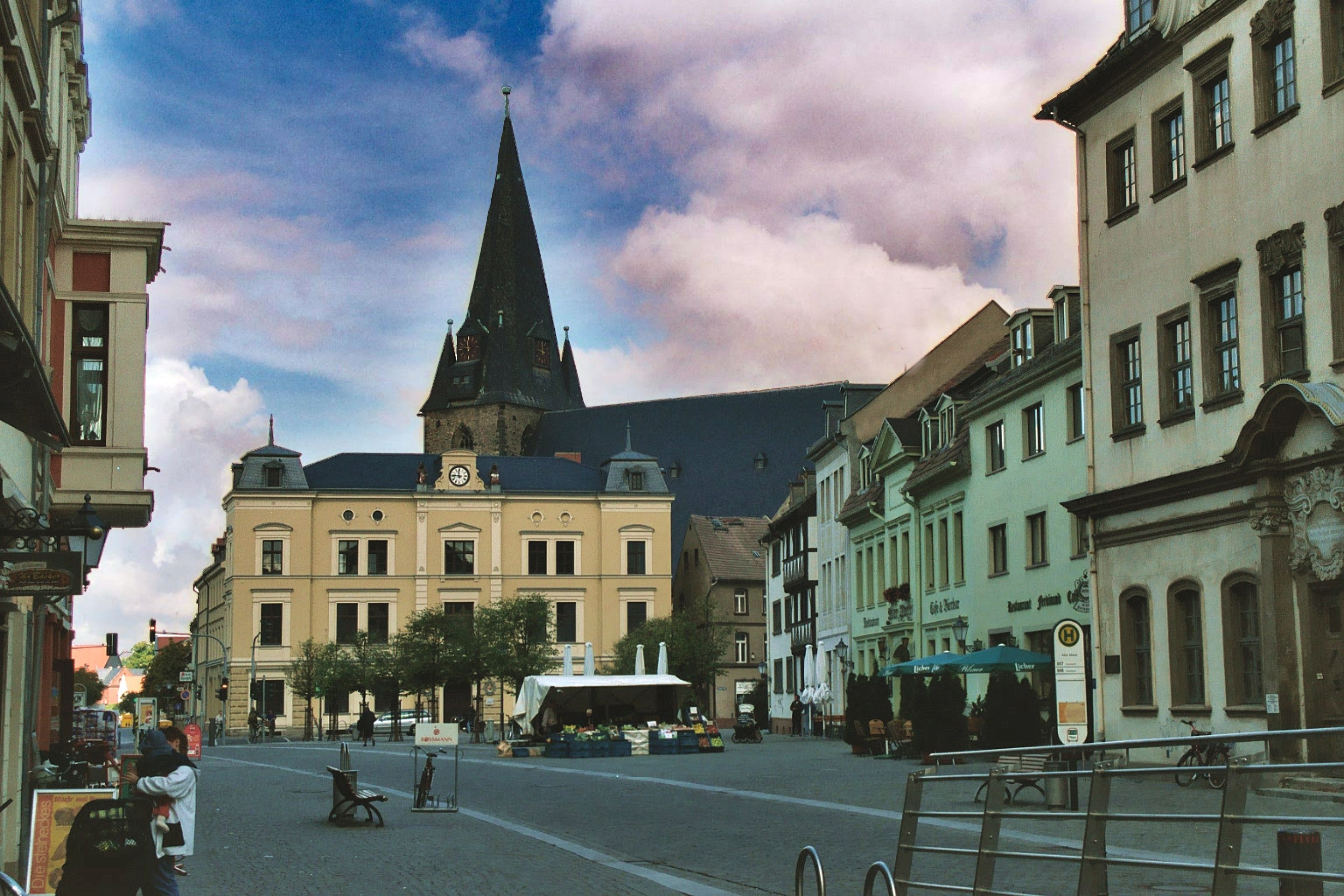
Altes Rathaus am Markt (Gebäude von 1850, vor der Kirche – rechts das ehemalige Regierungsgebäude von Anhalt-Bernburg von 1746)

- 2008–2021: Henry Schütze (parteilos)
- seit 2021: Silvia Ristow (Die Linke)

Tal- und Bergstadt von Bernburg wurden erst 1825 zu einer gemeinsamen Stadt verbunden und hatten bis dahin getrennte Rathäuser: die Bergstadt An der Schenktreppe und die Talstadt Am Markt. Ein Ereignis aus dieser frühen Zeit ist besonders erwähnenswert: am 30. April 1816 entwich der Hofkommissar und Bürgermeister Friedrich Thiele als Betrüger unter Mitnahme öffentlicher Gelder aus dem Herzogtum Anhalt-Bernburg. Etwa zur gleichen Zeit begann der Besuch Wilhelms von Kügelgen am Bernburger Gymnasium.
Die Bernburger Bürgermeister wurden für die Dauer von zwölf Jahren gewählt. Erster bedeutenderer Bürgermeister war Franz Pietscher, der 1872 und 1884 für insgesamt 24 Jahre gewählt wurde. Sein Vorgänger war Bürgermeister Fritsche, der 1870 gewählt, bereits zwei Jahre später infolge der politischen Entwicklungen während der Deutschen Reichsgründung sein Amt wieder verlor. Zu dieser Zeit gab es im Amtsbezirk Bernburg auch einen Amtsvorsteher für den herzoglichen Schlossbezirk, der bis 1918 nachweisbar ist. Das Schlosstor wurde durch eine Schildwache gesichert, wie Postkarten aus der Zeit um 1900 zeigen.
Bernburgs erster Oberbürgermeister war der Jurist Felix Leinveber (1862–1934). Er wurde 1892 besoldeter Stadtrat in Nordhausen und 1897 aus dieser Position heraus zum Bernburger Bürgermeister für zwölf Jahre gewählt. Dabei profitierte er davon, dass der langjährige Bürgermeister Franz Pietscher nach 24 Jahren Amtszeit nicht wieder antrat. Auch die Wahl von 1909 – dann bereits zum besser besoldeten Oberbürgermeister – gewann Felix Leinveber, diesmal aus der Position des Amtsinhabers heraus. Seine zweite Amtszeit für weitere zwölf Jahre konnte er infolge der politischen Veränderungen am Ende des Ersten Weltkrieges nicht mehr vollenden.
Ihm folgte nach dem Ende des Deutschen Kaiserreiches Friedrich Gothe (1872–1951; ab dem 1. Januar 1930 Oberbürgermeister) von der Deutschen Demokratischen Partei (ab 1930 Deutsche Staatspartei). Gothe, der Architekt des Friederiken-Gymnasiums (1906 bis 1909 gebaut), wurde 1919 und 1931 für jeweils zwölf Jahre zum Bürgermeister gewählt, aber nach der Machtergreifung durch die NSDAP am 30. Januar 1933 sehr schnell aus dem Amt gedrängt. Seit Februar 1933 musste OB Friedrich Gothe fortwährend beleidigende Vorwürfe wegen seiner Amtsführung über sich ergehen lassen, reichte deswegen am 30. April 1933 sein Rücktrittsgesuch ein und ging ab Mai 1933 mit erst 51 Jahren in den vorzeitigen Ruhestand.
Aufgrund des Gesetzes zur Wiederherstellung des Berufsbeamtentums vom 7. April 1933 wurden Juden, Menschen jüdischer Herkunft und politisch unerwünschte Personen aus dem Staatsdienst entfernt. In der Stadtverwaltung Bernburg betraf dies mindestens sechs exponierte ehemalige SPD-Mitglieder und eine „Halbjüdin“. Diese Entwicklung vorausahnend hatten schon 1932 Beamte und Angestellte (sogenannte „Mantelträger“) die SPD anscheinend in größerer Zahl verlassen. Ein inhaftierter Sozialdemokrat, auf Grund des „Gesetzes zur Wiederherstellung des Berufsbeamtentums“ eine Woche nach seiner Einlieferung in das KZ Roßlau als Stadtobersekretär bei der Stadtverwaltung Bernburg entlassen, war im „Verwaltungsbüro“ des KZ tätig. Mitglieder der KPD wurden schon seit längerem vor allem durch SPD-Stadträte ausgegrenzt. Durch diesen eklatanten Personalwechsel oder wenigstens Parteiwechsel wurde der Wechsel des Oberbürgermeisters vorbereitet.
Am 11. Mai bestimmte die NSDAP den bisherigen Bürgermeister von Leopoldshall, Max Eggert (1883–1947), zum neuen Oberbürgermeister, der dieses Amt am 24. Mai 1933 antrat. Um in die engere Auswahl zu kommen, war Max Eggert zum Tag der nationalen Arbeit (1. Mai 1933) in die NSDAP eingetreten (Mitgliedsnummer 1.986.657), nur einen Tag, nachdem OB Friedrich Gothe zum Rücktritt gedrängt worden war. Der Bernburger Volksmund nannte die Mitglieder der Eintrittswelle im Mai 1933 „Maiveilchen“, die der Eintrittswelle vom März 1933 „Die Märzgefallenen“ und übersetzte in diesem Zusammenhang NSDAP mit: „Nun Suche Dir Auch ein Pöstchen“. Bei der Bernburger Bürgermeisterwahl 1931 war Max Eggert dem Amtsinhaber Friedrich Grothe noch unterlegen gewesen und wurde mit dem Bürgermeisteramt in Leopoldshall abgefunden. Die Oberbürgermeisterwahl von 1933 war zeitlich unbegrenzt, und die Bernburger witzelten vom tausendjährigen Oberbürgermeister. Bezeichnenderweise war aber auch dessen Amtszeit nach zwölf Jahren durch den verlorenen Zweiten Weltkrieg beendet. Max Eggert beging in der Nacht vom 1. zum 2. November 1947 im Gerichtsgefängnis Bernburg am Schloss Selbstmord durch Erhängen.
Nach der Befreiung vom Nationalsozialismus wurde am 18. April 1945 der Metallfabrikbesitzer Reinhold Hey Oberbürgermeister, der eine entschiedene Rolle bei der Übergabe der Stadt an die Amerikaner gespielt hatte. Reinhold Hey wurde bereits am 10. September 1945 von den Oberbürgermeistern Karl Gennert (KPD) und Rudolf Eberhard (1891–1965; SPD) verdrängt, nachdem Anfang Juli 1945 sowjetische Truppen Bernburg besetzt hatten.
Der Dessauer SPD-Mann Rudolf Eberhard setzte sich zwar noch für die damaligen Machtverhältnisse untypisch gegen den Bernburger KPD-Vorsitzenden Karl Gennert durch, wurde im Januar 1946 sogar noch Oberbürgermeister von Magdeburg und am 20. Oktober 1946 bei der Landtagswahl in Sachsen-Anhalt zum Mitglied des Landtages gewählt, fiel aber einer innerhalb der SED durchgeführten Säuberungswelle zur Entfernung sozialdemokratischer „Elemente“ zum Opfer und wurde am 2. Juli 1950 als Saboteur und Unterstützer der „Magdeburger Schumacherclique“ verhaftet. Nach seiner Haftentlassung floh er 1958 aus der DDR in die Bundesrepublik Deutschland, wo er 1965 in Wiesbaden verstarb.
Der Bernburger KPD-Vorsitzende Karl Gennert, der u. a. mit seinem späteren Schwiegersohn Willi Schanz ab 1933 die illegale Parteiarbeit bis Kriegsende 1945 organisiert hatte, wurde auch Anfang 1946 übergangen. Er musste erneut einem Ortsfremden weichen: dem Erstabsolventen der Moskauer Internationalen Lenin-Schule (von 1926 bis 1928) Karl Adolphs (1904–1989), der danach bis 1933 Unterbezirks-Sekretär der KPD in Bochum wurde. Da Bochum ab 1945 zur Britischen Besatzungszone gehörte, brauchte der hochrangige KPD-Funktionär Karl Adolphs eine Versorgung in der SBZ, die er zunächst mit dem Bürgermeisteramt in Ballenstedt erhielt. Um seine Karriere weiter voranzutreiben, erhob Karl Adolphs schon nach nur zwei Monaten in Ballenstedt den Anspruch, Rudolf Eberhards Nachfolger als Oberbürgermeister von Bernburg zu werden. Die ortsansässige KPD hatte erneut das Nachsehen wie alle anderen Bernburger Bürger. Aber auch in Bernburg war Karl Adolphs nur knapp zwei Monate bis zum 19. Februar 1946 (zunächst letzter) Oberbürgermeister der Stadt und stieg dann – die rasante Entwicklung nach dem Zusammenbruch des Deutschen Reiches ausnutzend – zum Oberbürgermeister von Dessau auf, der größten Stadt von Anhalt. Nach Karl Adolps wurde das Amt des Oberbürgermeisters von Bernburg von der Sowjetischen Militäradministration in Deutschland abgeschafft, obwohl das fast unzerstörte Bernburg durch tausende Flüchtlinge einen Einwohnerrekord zu verzeichnen hatte. Karl Adolphs hatte durch seine später durch die Bezirksparteikontrollkommission Leipzig festgestellte „Überheblichkeit und die Annahme seiner Unfehlbarkeit“ bereits in Bernburg zu einer „Atmosphäre der Unehrlichkeit“ beigetragen. Dies gab den Anlass, in Bernburg das Amt des Oberbürgermeister abzuschaffen. In Leipzig wurde Karl Adolphs später aus denselben Gründen im März 1959 seines Amtes als Vorsitzender des Rates des Bezirkes Leipzig enthoben.
Im ersten Jahr nach Kriegsende 1945 erwies sich das Amt des Bernburger Oberbürgermeisters als ein Sprungbrett für ortsfremde Parteikarrieristen, weswegen es folgerichtig abgeschafft wurde. Auf Karl Adolphs folgte bis Januar 1947 der Bürgermeister Otto Webel, darauf die gemeinsamen Bürgermeister Leickert und Sobotschinski und ab September 1949 der Bürgermeister Erich Streber. Dieser stolperte über die Ereignisse des 17. Juni 1953. Damit hatte der politische Umbruch in Bernburg mit Gründung der SED am 21./22. April 1946 und der DDR am 7. Oktober 1949 in acht Jahren acht Bürgermeister verschlissen.
Ab dem 19. Oktober 1953 war Horst Messerschmidt (LDPD) letzter liberaler Bürgermeister einer Kreisstadt im Bezirk Halle. Der damalige Bezirk Halle bestand aus drei Stadtkreisen und 20 Landkreisen. Zum 19. Mai 1974 wurde Horst Messerschmidt nach über 20 Jahren aus dem Amt gedrängt und der Rat der Stadt Bernburg von Kraft Wasem und weiteren fünfzehn SED-Genossen aus dem Rat des Kreises übernommen. Im Vorfeld wurden seit 1968 bereits alle liberalen Stadträte und Stadtverordnete sowie liberale Mitarbeiter der Stadt entfernt. Dem Übergabeprotokoll fehlen entscheidende Seiten, wobei selbst mittelalterliche Stadtdokumente üblicherweise vollständig sind. Die DDR musste zu dieser Zeit nach dem Mauerbau keinerlei Rücksichten auf internationale Meinungen nehmen und schaffte auch solche politischen Feigenblätter wie liberale Bürgermeister ab. Doch völlig anders als noch 1949/1950 in Magdeburg, als auch in der Presse propagandistisch gegen die „Magdeburger Schumacherclique“ vorgegangen wurde, um den Einfluss der „reaktionären“ LDPD zurückzudrängen, die mit Erhard Hübener sogar den ersten Ministerpräsidenten von Sachsen-Anhalt und damit einzigen nichtkommunistischen Regierungschef in der Sowjetischen Besatzungszone stellte, wurde die Säuberungsaktion von 1968 bis 1974 bei der Stadt Bernburg insgeheim durchgeführt.
Vom 20. Mai 1974 bis zum 5. Dezember 1989 amtierte der SED-Funktionär Kraft Wasem als Bürgermeister. Das Amt blieb daraufhin mehr als ein halbes Jahr unbesetzt. Kraft Wasem wechselte als Geschäftsführer des Bernburger Serumwerkes in die Wirtschaft.
Nach der Wende und friedlichen Revolution in der DDR war Helmut Rieche (CDU) vom 7. Juni 1990 an Bürgermeister, ab dem 1. Juli 1994 Oberbürgermeister. Ihm folgte am 1. März 2008 Henry Schütze (parteilos). Bei der Wahl im November 2007 wurde dieser von der CDU nominiert. Bei der Wahl am 16. November 2014 wurde er mit 73,9 % der gültigen Stimmen bei einer Wahlbeteiligung von 27,2 % im Amt bestätigt.
Bei der Oberbürgermeisterwahl 2021 wurde in einer Stichwahl Silvia Ristow (Die Linke) mit 69,4 % der Stimmen gewählt; Thomas Gruschka (CDU) erhielt 30,6 %. Die Wahlbeteiligung hatte sich im Bundestagswahljahr auf 38 % erholt.

### Wappen

Bannerflagge der Stadt Bernburg (Saale)

| Wappen der Stadt Bernburg (Saale) | Blasonierung: „In Silber eine rote Burg mit schwarzgefugter Zinnenmauer, offener Rundbogentoröffnung sowie zwei gezinnten Türmen mit golden beknauften blauen Spitzdächern und je drei (2:1) schwarzen Fensteröffnungen, die untere Öffnung rund. In der Toröffnung ein Wappenschild: gespalten, vorn in Silber ein roter Adler am Spalt, hinten von Schwarz und Gold neunmal geteilt, schräg belegt mit einem grünen Rautenkranz. Zwischen den Türmen auf den Mauerzinnen ein rot gefütterter silberner Spangenhelm – die Spangen golden – mit goldener Krone; die Helmdecken rechts rot/silber, links schwarz/golden. Aus der Krone aufsteigend zwei bekleidete übereck von Schwarz und Gold quadrierte, sich kreuzende Menschenarme, in den Händen grüne Pfauenfedern.“ |
| Wappen der Stadt Bernburg (Saale) | Wappenbegründung: Das Wappen beruht auf den noch gut erhaltenen Siegeln der Alt- und Neustadt aus dem Jahre 1342. Das Siegel der Altstadt zeigte eine gezinnte Stadtmauer mit Tor, flankiert von zwei Türmen, dazwischen ein Helm mit darüber gekreuzten Pfauenwedeln; Umschrift: S(igillum) Civitatis in Berneburch. Das Siegel der Neustadt zeigte den gespaltenen anhaltinischen Schild mit halbem Adler und Balken, darüber ebenfalls ein Helm mit zwei gekreuzten Pfauenwedeln; Umschrift: S(igillum) Nove Civitatis civium Bernborch. Bernburg gehörte den Herzögen von Anhalt-Bernburg, die in der Stadt ein großes Schloss errichteten. Das Wappen zeigt eine Stadtmauer mit im Tor das Wappen der Herzöge von Anhalt und deren Helm mit Helmzier zwischen den Türmen. Das Wappen und die Flagge wurden am 25. März 1998 durch das Regierungspräsidium Dessau genehmigt. |

### Flagge
Die Flagge ist schwarz-gelb (1:1) gestreift (Bannerflagge: Streifen von oben nach unten, Hissflagge: Streifen von links nach rechts verlaufend) mit dem aufgelegten Wappen der Stadt.

### Verwaltung

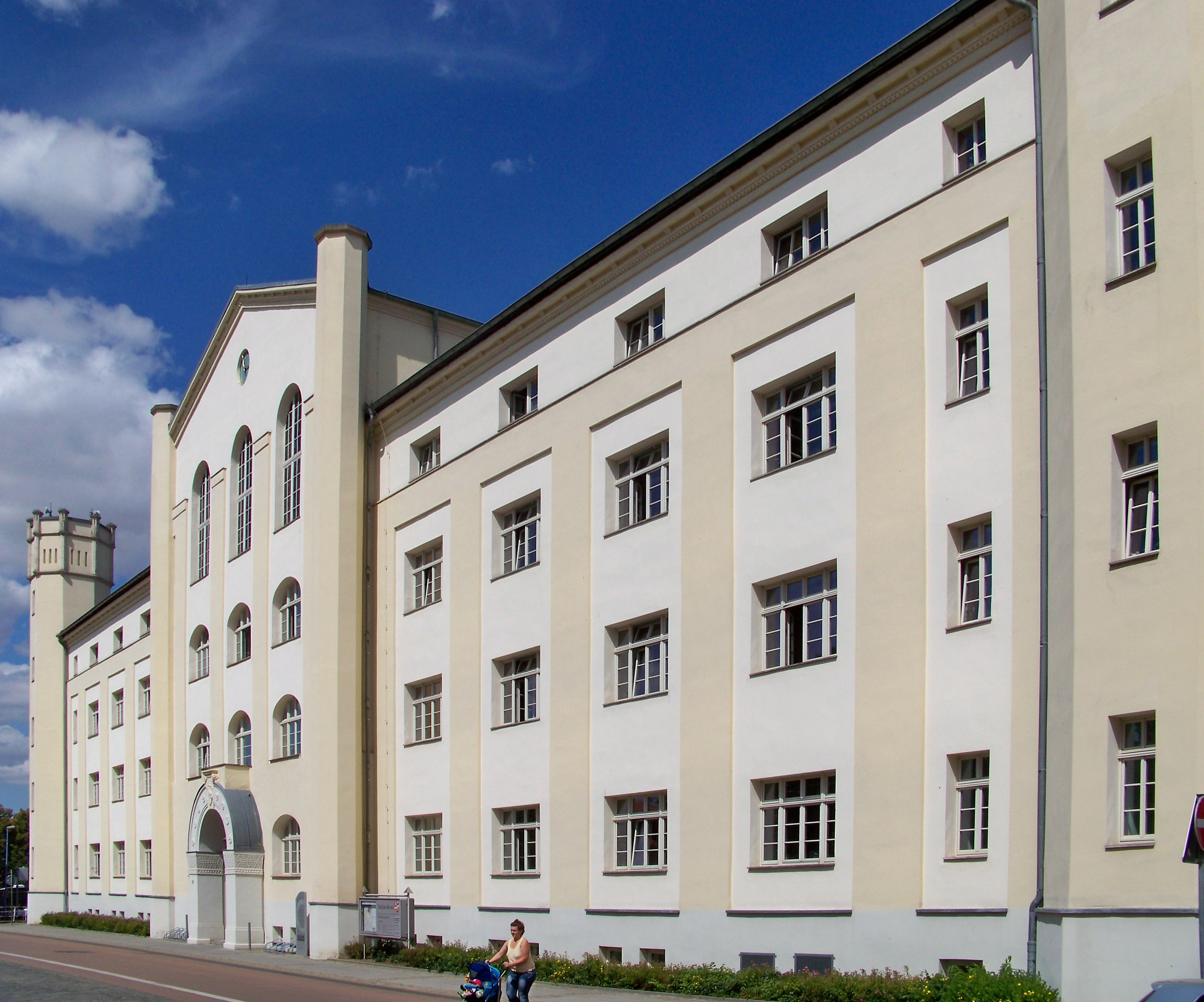
Landratsamt des Salzlandkreises

Im Zuge der Gemeindegebietsreform in Sachsen-Anhalt wurden die Gemeinden Baalberge, Biendorf, Gröna, Peißen, Poley, Preußlitz und Wohlsdorf in die Stadt Bernburg (Saale) eingemeindet. Seit dem 1. Juli 2007 ist Bernburg Verwaltungssitz des neu gegründeten Salzlandkreises. Zuvor war die Stadt Sitz des Landkreises Bernburg.

### Städtepartnerschaften
- Anderson (Vereinigte Staaten)
- Chomutov (dt.: Komotau) (Tschechien)
- Fourmies (Frankreich)
- Rheine (Deutschland)
- Tarnowskie Góry (Polen)
- Trakai (Litauen)

## Kultur und Sehenswürdigkeiten
Die unter Denkmalschutz stehenden Bauwerke der Stadt sind in der Liste der Kulturdenkmale in Bernburg (Saale) aufgeführt, die Bodendenkmale in der Liste der Bodendenkmale in Bernburg (Saale).

### Profanbauten
- Schloss Bernburg mit 
  - Schlossterrasse,

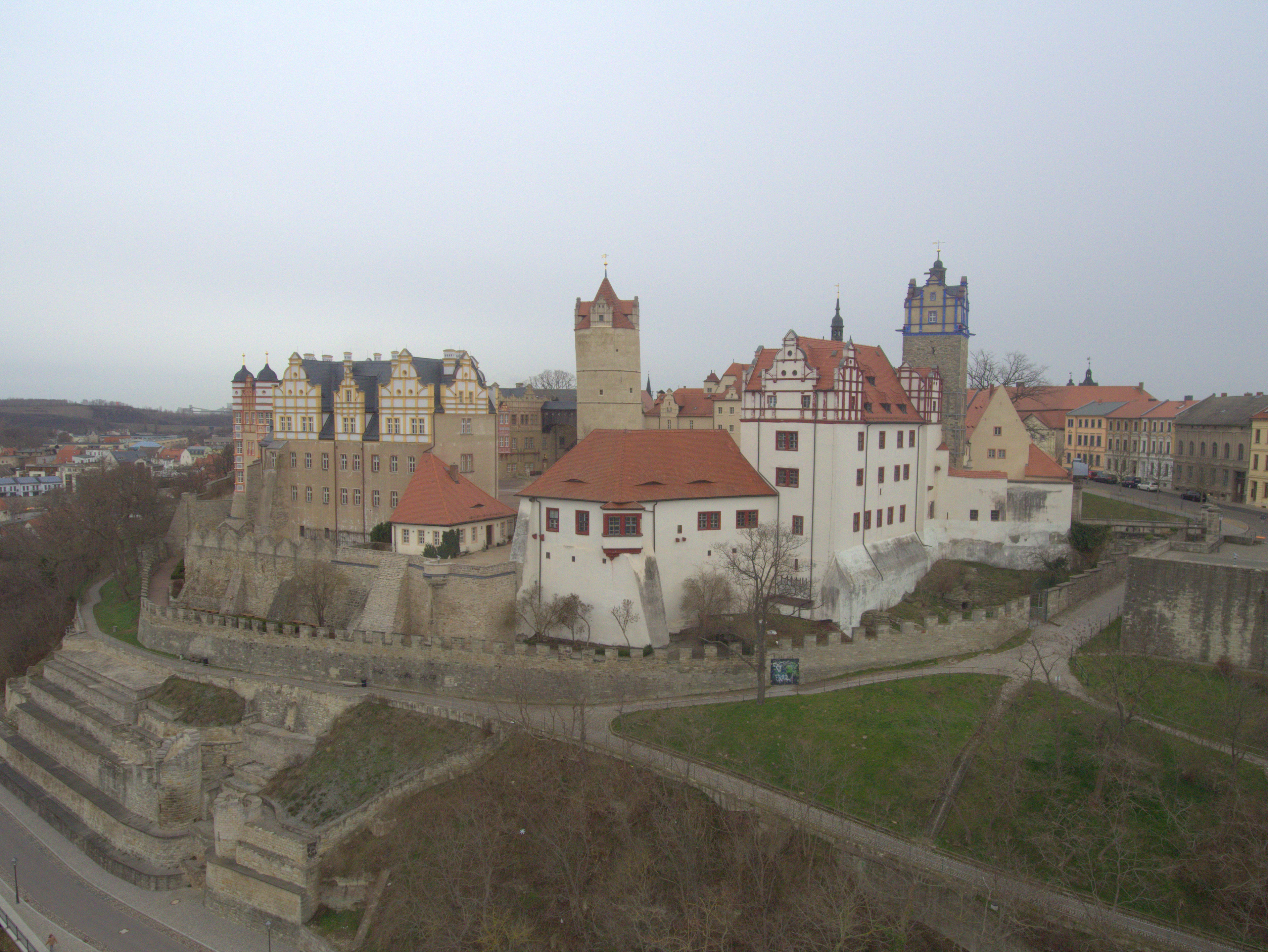
Schloss Bernburg mit Schlossterrasse am rechten Bildrand, links davon im Burggraben der Bärenzwinger mit den Bernburger Bären - die Leuchten stehen am linken Bildrand

  - Bärenzwinger mit den Bernburger Bären,
  - den Leuchten und
  - Eulenspiegelturm
- Alter Marstall am Andreas-Günther-Weg (15. Jahrhundert, 1757 umgewidmet)
- Schleuse Bernburg
- Bergstadt: 
  - Carl-Maria-von-Weber-Theater
  - Gymnasium Carolinum Bernburg
  - Rathaus Bernburg mit der Bernburger Blumenuhr
  - Rathaus Bernburg II (1756/57 im Stil des Spätbarock als Fürstliche Reitbahn (Marstall) erbaut)
  - der Stadtpark „Alte Bibel“
  - Wilhelmstraße 1
  - Wilhelmstraße 2b

- Talstadt:

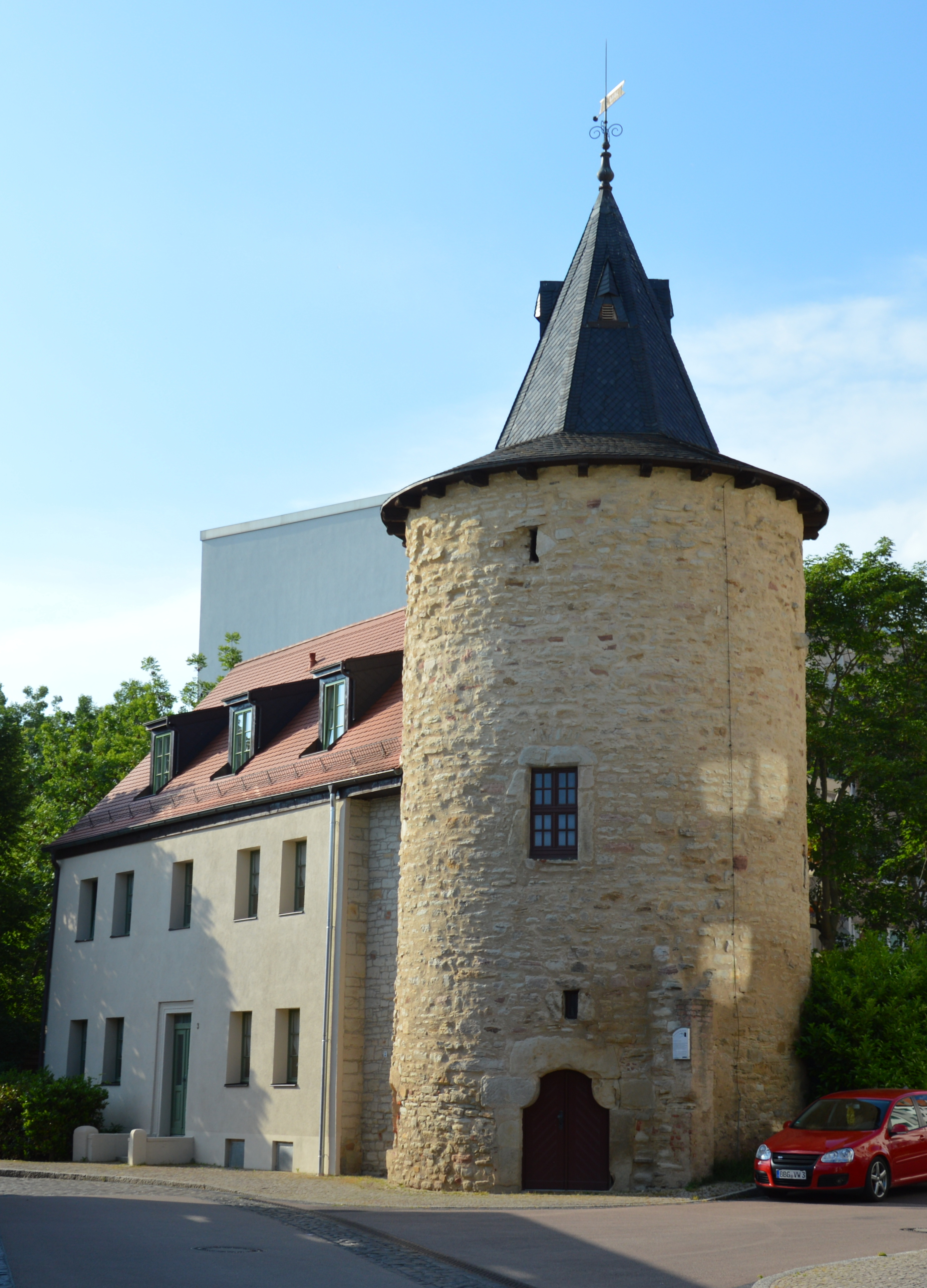
Hasenturm

  - Säulen der ehemaligen Brückenwache am südlichen Ende der Wachgasse an der Marktbrücke
  - Waldauer Flutbrücke (ehemals mit Neustädter Torturm)
  - Nienburger Torturm
  - Hasenturm
  - Altstädter Rathaus
  - Markt 12, 13
  - Markt 15
  - Altstädter Kirchhof 3
  - Altstädter Kirchhof 4
  - Altstädter Kirchhof 5
  - Altstädter Kirchhof 10 (Pfarrhaus der Altstadt)
  - Diesterwegschule (zuvor Lateinschule)
  - Kloster der Marienknechte (Servitenkloster Bernburg)[96]
  - Grüne Apotheke (Breite Straße 115)
  - Breite Straße 88
  - Am Provianthaus 4
  - Jüdischer Friedhof
  - Hopfersche Papierfabrik von 1806, jetzt kleines Wasserkraftwerk
  - Schützenhaus der Bernburger Schützengilde
  - Am Werder 5a
  - Am Werder 11
  - Am Werder 11a
  - Am Werder 11b
  - Tiergarten
  - Am Rosenhag 1
  - Kurhaus, 1900–1902 für das Solbad Bernburg errichtet („Deutschlands stärkste Sole“)[97]
  - Bunse-Villa in der Schillerstraße (Dichterviertel)
  - Zickzackhausen
  - Keßlerturm, ein 1913 errichteter 26 m hoher Aussichtsturm am Friedrichshang
  - Märchengarten „Paradies“
  - Parforcehaus
  - Ausflugsgaststätte „Weidmannsheil“
- Bergstadt (Erweiterung)
  - Straßenzug Heinrich-Zille-Straße 1, Käthe-Kollwitz-Straße 1–14
  - Karlsplatz
  - Herzogin-Friederiken-Stift
  - Hotel Kaiserhof am Bahnhof
  - Friedrichstraße 34
  - Mozartstraße 23
  - Friederiken-Gymnasium
  - Capitol Bernburg, denkmalgeschütztes Kino im Stil des Art déco, in der Auguststraße
  - Meilenstein in Bernburg Süd

### Kirchen

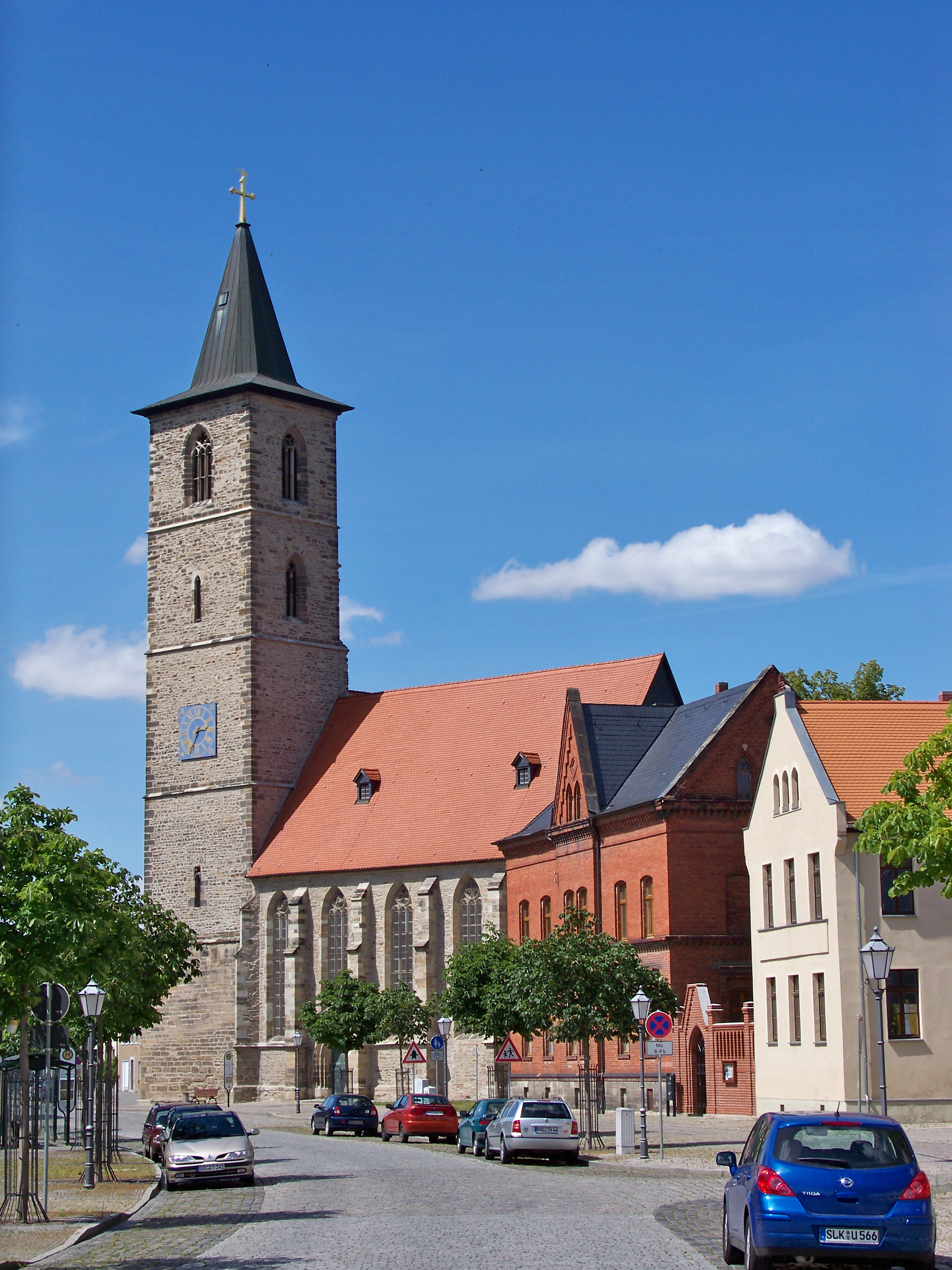
Nikolaikirche

- Die Dorfkirche St. Stephan im Stadtteil Waldau (jetziger Bau 12. Jahrhundert, erste Erwähnung 964) ist die älteste ihrer Art in Sachsen-Anhalt und Teil der Straße der Romanik.
- „Neue“ Kirche Waldau im Stadtteil Waldau (auch als „Rote Kirche“ bezeichnet)
- Dorfkirche St. Stephan im Stadtteil Dröbel
- Marienkirche in der Bernburger Altstadt, gotisch, 13. Jahrhundert, mit Büsten aus der Schule des Conrad von Einbeck
- Nikolaikirche in der Bernburger Neustadt
- Schlosskirche Bernburg St. Aegidien, auf dem Schlossberg Bernburg, Barock, mit Fürstengruft
- Neuapostolische Kirche
- Martinskirche
- St. Bonifatius, in der Bergstadt Bernburg, römisch-katholisch, am 2. September 1867 geweiht
- St. Petri im Stadtteil Gröna
- Baalberger Dorfkirche St. Nicolai
- Biendorfer Dorfkirche
- Leauer Dorfkirche St. Wolfgang
- Peißner Dorfkirche St. Wenzels
- Poleyer Dorfkirche St. Cyriacus
- Preußlitzer Dorfkirche
- Wohlsdorfer Dorfkirche

### Friedhöfe

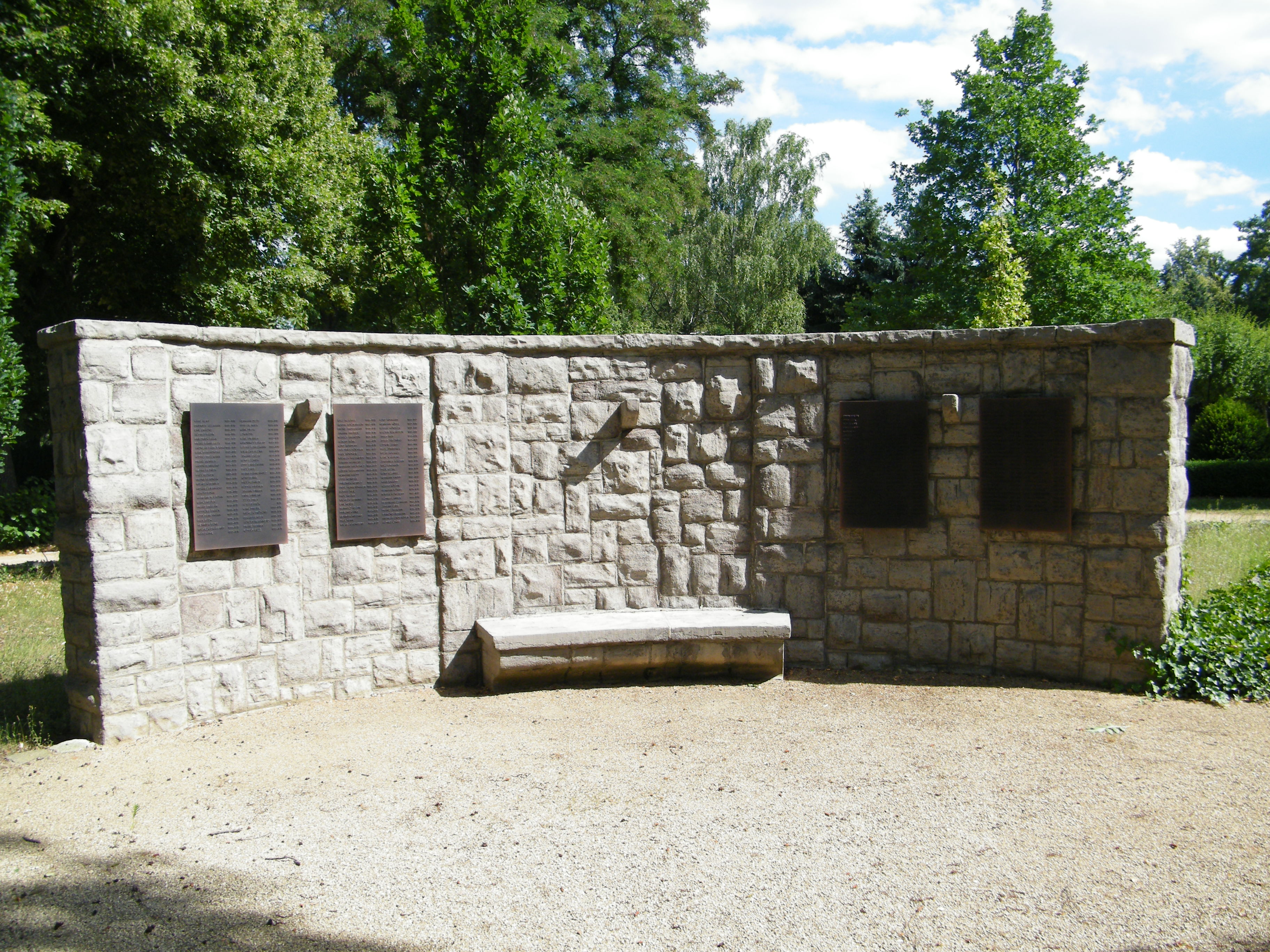
Ehrenmal für Gefallene des Ersten Weltkriegs (Friedhof II)

- Friedhof I (erster Friedhof in Bernburg): „Alte Bibel“, so genannt wegen der Bibelsprüche auf jedem Grabstein; heute Park, Grabtafel an der Mauer und das Grabmal der Familie Keßler mit Standbild
- Ehrenanlagen auf den Friedhöfen II und III für Zwangsarbeiter verschiedener Nationalitäten, die in den Solvay-Werken Opfer der NS-Zwangsarbeit wurden
- Gedenkstätte an der Südmauer des Friedhofs III mit der Asche von 80 bei der T4-Aktion Ermordeten
- Sowjetischer Ehrenfriedhof am Martinsplatz (zu DDR-Zeiten Platz der Deutsch-Sowjetischen Freundschaft) für 665 Kriegsgefangene und Zwangsarbeiter aus der Sowjetunion, Polen und Frankreich
- Grab des Kabarettisten Peter Pan auf dem Friedhof III
- Israelitischer Friedhof
- Kriegsgräberstätte auf dem Friedhof II (Parkstraße) für 206 Kriegstote des Ersten und 299 des Zweiten Weltkriegs, überwiegend in den Bernburger Lazaretten verstorbene Verwundete. Auch 28 Opfer der Bombardierungen liegen auf diesem Friedhof.

### Sport
In Bernburg gibt es mehrere Sportvereine. Die bekanntesten sind der TV Askania Bernburg, dessen Fußballer in der Oberliga Nordost aufliefen, und der SV Anhalt Bernburg, der mehrere Jahre in der 2. Handball-Bundesliga spielte. Der TV Askania nennt sich ab der Saison 2021/22 infolge Fusionierung mit „Schwarz Gelb Bernburg“ aus Roschwitz Sportclub Bernburg e. V. Dessen Fußballer spielen in der Verbandsliga Sachsen-Anhalt.
Die Billardspieler von TV Askania Bernburg spielten seit den 1960er Jahren auf höchstem Niveau, so in der DDR-Dreiband-Meisterschaft, wo sie 1990 die Bronzemedaille holten, und nach der Wende und friedlichen Revolution in der DDR als einzige ostdeutsche Mannschaft in der 2. Bundesliga Dreiband, wo sie 2001 ebenfalls Bronze gewannen und damit den Aufstieg in die 1. Liga ganz knapp verpassten.
Die Bernburger Kanuten waren in den 1950er und 1960er Jahren mehrfach beste Sektion des Deutschen Kanu-Sport-Verbands (DKSV), wobei sie auf eine an der Bernburger Saale seit 1903 gewachsene sportliche Infrastruktur zurückgreifen konnten. Schon 1926 gewann ein Bernburger den damals erst zum zweiten Mal nach Weltkrieg und Inflation ausgetragenen deutschen Kilometerwettbewerb im Kanu. 1956 schlossen sich drei Kanusport treibende Sektionen in einer Sektion der BSG Empor Bernburg zusammen. Als beste Sektion des DKSV starteten Bernburger Kanuten auch bei den Weltmeisterschaften und holten mehrfach Weltmeistertitel an die Saale. Später behinderte die starke Saaleverschmutzung die Sportart. Durch die weitestgehende Deindustrialisierung Ostdeutschland konnte der Saalesport wieder aufleben, aber nicht wieder an die Erfolge der Vorkriegszeit und des DDR-Sports anknüpfen.
Bernburg ist eine der wenigen Städte, in denen es einen Wrestling-Sportverein gibt. Der NGW – MRC Bernburg e. V. fördert das amerikanische Wrestling in einer in Deutschland entwickelten sportlichen Variante seit 2005. Der Verein organisiert in Bernburg die Liga Wrestling Sports Federation (WSF).

### Museen
- Museum im Schloss Bernburg (Kreisheimatmuseum): Landesgeschichte, Anhaltische Mineraliensammlung, Ethnologie
- Deutsches Kabarettarchiv (ebenfalls im Schloss)

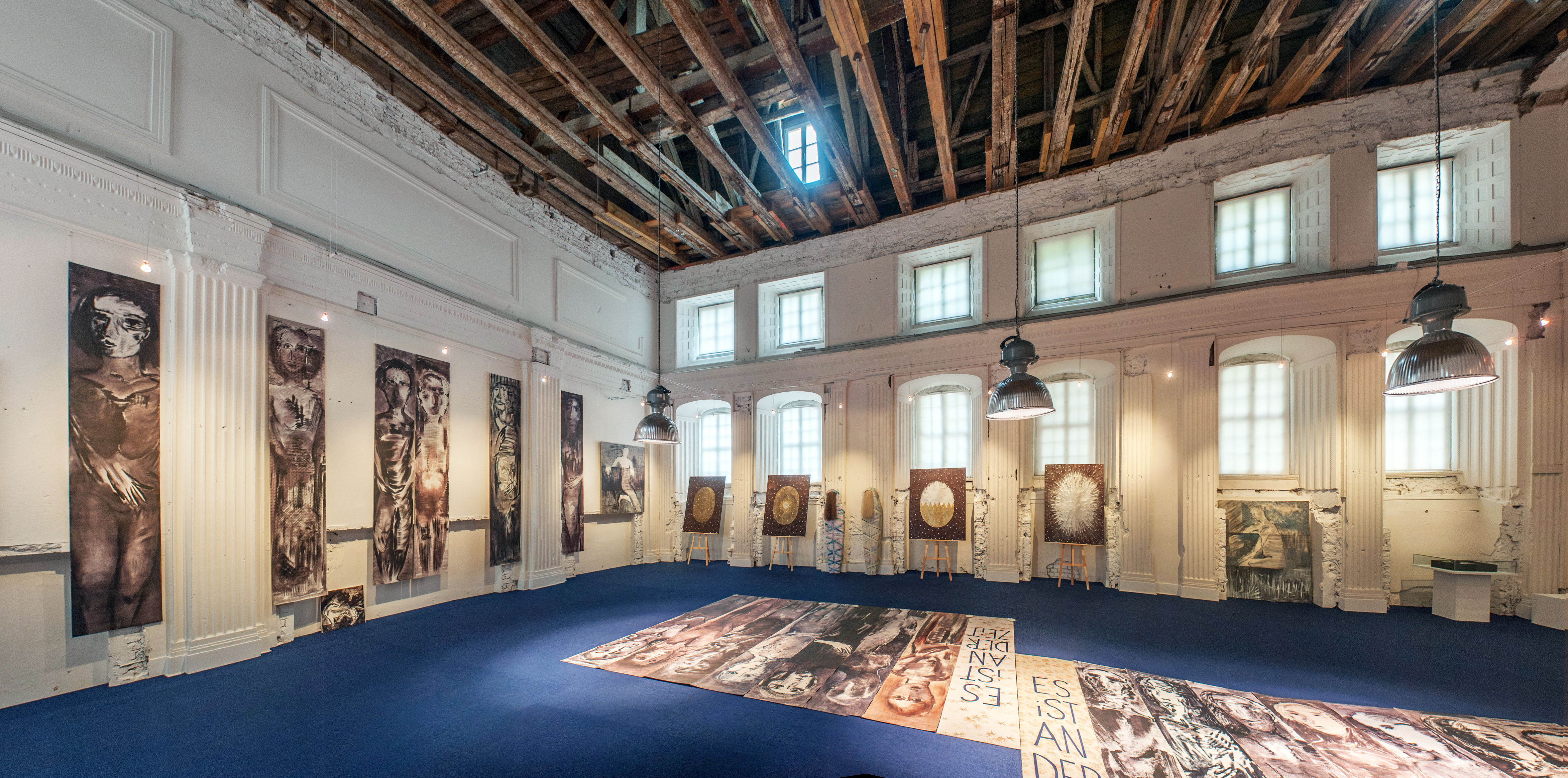
kunsthalle bernburg

- Kunsthalle Bernburg: Die kunsthalle bernburg befindet sich in der ehemaligen Reithalle im Marstall (heute Rathaus II) und zeigt wechselnde Ausstellungen zeitgenössischer Kunst.[101]

#### Gedenkstätte Bernburg für die Opfer der NS-„Euthanasie“
- Gedenkstätte Bernburg für die Opfer der NS-„Euthanasie“ in der ehemaligen NS-Tötungsanstalt Bernburg in der ehemaligen Landes-Heil- und Pflegeanstalt (heute: Fachklinikum Bernburg) - hier wurden zwischen dem 21. November 1940 und dem 30. Juli 1943 im Rahmen der Krankenmorde im Nationalsozialismus bei der so genannten Aktion T4 9385 Kranke und Behinderte aus 38 Fürsorge- und Pflegeeinrichtungen sowie rund 5000 Häftlinge aus sechs Konzentrationslagern mit Kohlenstoffmonoxid in einer Gaskammer ermordet (die Einrichtung hätte aber keine Erlaubnis, der 3.000 Toten von 1945 bis 1948 im Krankenhaus zu gedenken - eine entsprechende Gedenktafel, die unter internationaler Beteiligung - auch aus Israel - eingeweiht worden war, wurde wieder aus der Wand herausgebrochen, nachdem sie durch einen Bericht im Neuen Deutschland überregional bekannt geworden war)

#### Museumsverband Sachsen-Anhalt
- Museumsverband Sachsen-Anhalt e. V., Käthe-Kollwitz-Str. 11

#### Denkmal für Olga Benario
- Denkmal von 1979 vor der Grundschule „Johann Wolfgang von Goethe“ (zu DDR-Zeiten ab 1979 die 3. Polytechnische Oberschule (POS) Olga Benario; 1901 als III. Volksschule erbaut) an der Waisenhausstraße für die einstige Namensgeberin von Schule und Straße

### Freizeiteinrichtungen

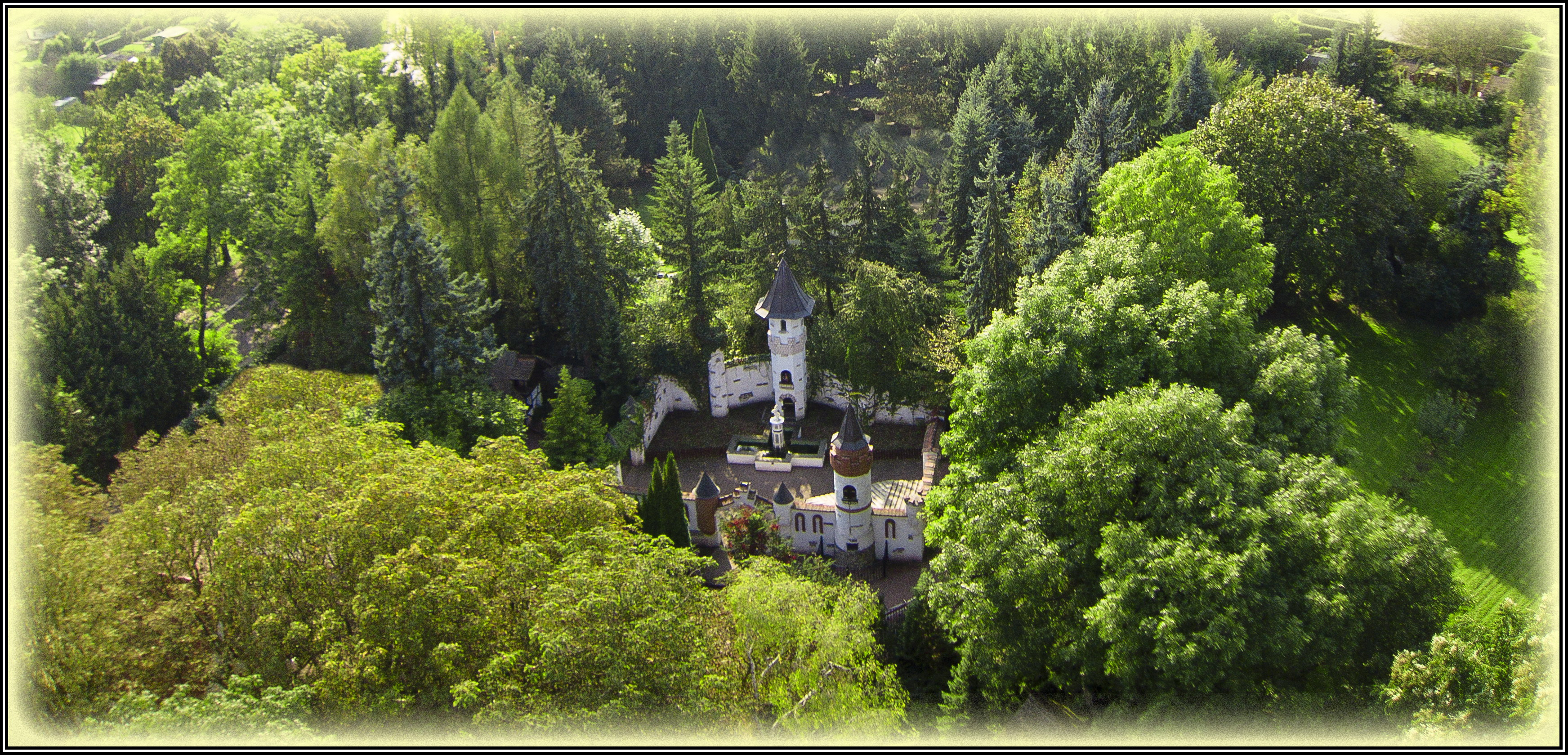
Märchengarten

- Märchengarten: Der Märchengarten „Paradies“ gehört zu einem gleichnamigen Ausflugslokal. Seine Geschichte reicht zurück bis in die 1930er Jahre. In dem Märchengarten befinden sich ein Märchenschloss und -hütten mit sprach- und bewegungsgesteuerten Figuren, welche die Märchen der Gebrüder Grimm wiedergeben sowie ein Spielplatz.[102]

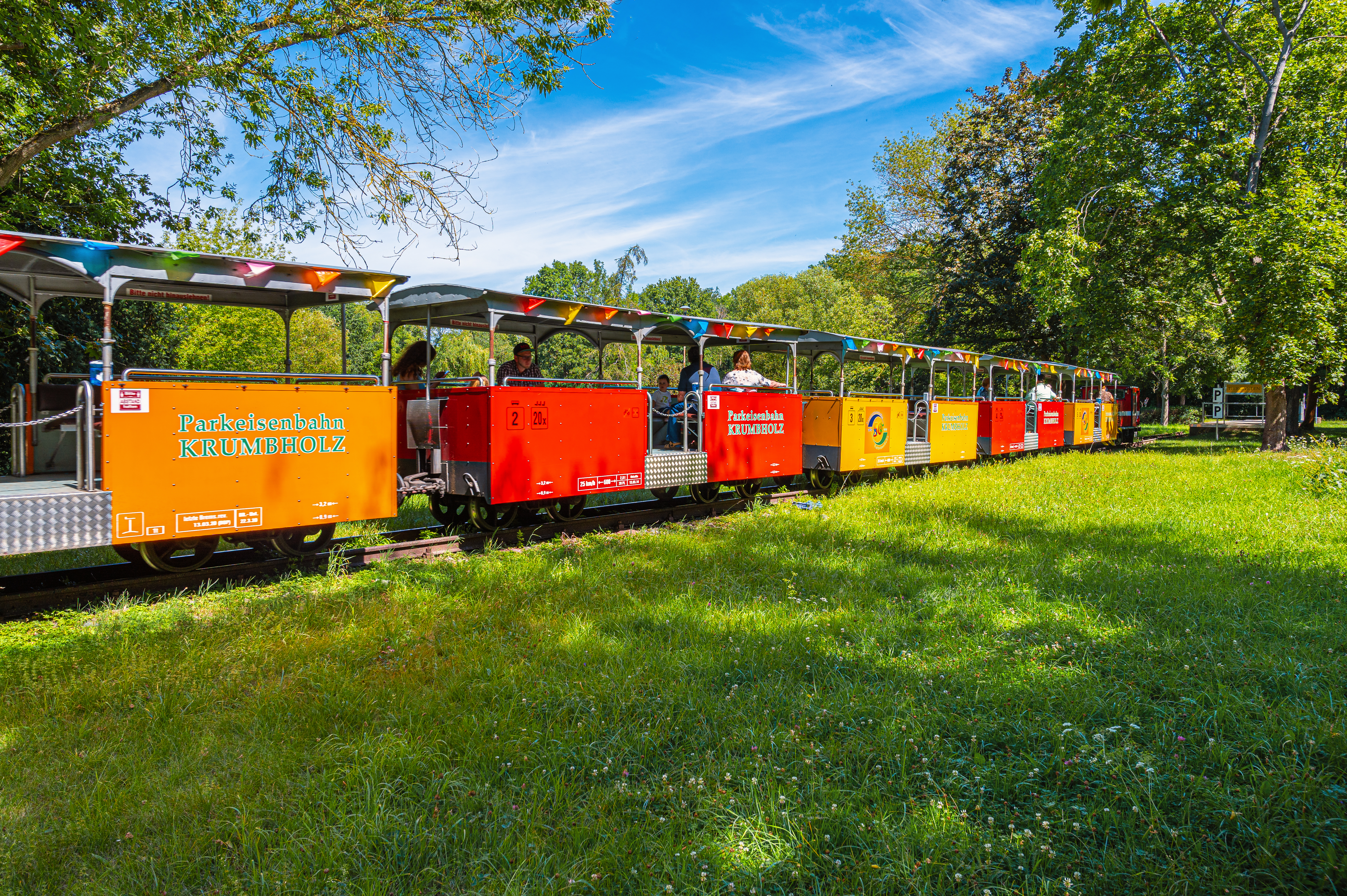
Parkeisenbahn Krumbholz

- Parkeisenbahn im Krumbholz: Die Parkeisenbahn verbindet auf einer Strecke von ca. 1,9 km die Stationen Rosenhag, Tiergarten, Sportforum, Keßlerturm und Märchengarten „Paradies“. Sie wurde 1969 in Betrieb genommen. In den fünf überdachten Wagons finden je 20 Personen Platz.[103]

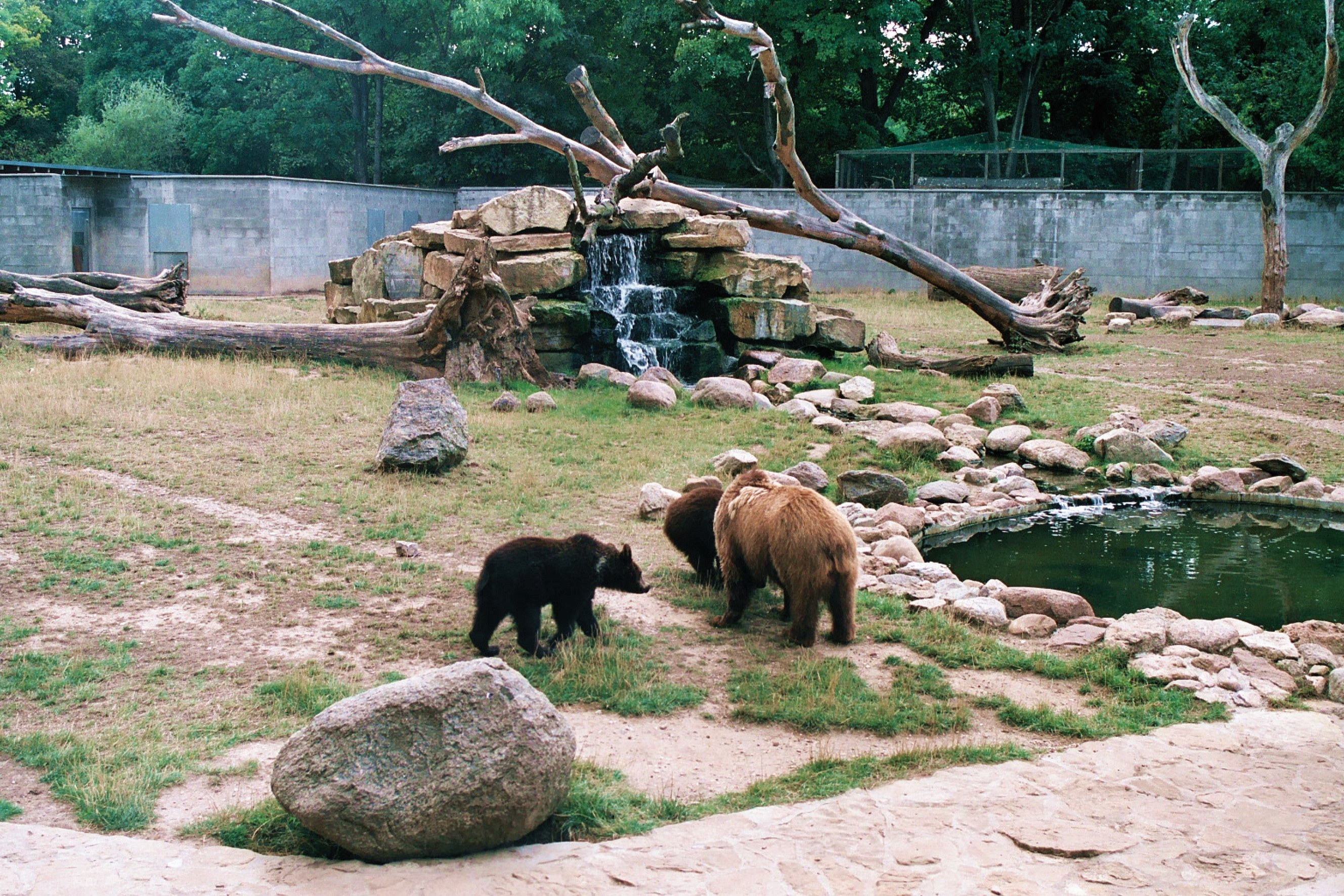
Braunbärengehege

- Tiergarten Bernburg: mit Rundgängen in die Bereiche Afrika, Eurasien, Australien und Amerika sowie ein Afrika- und ein Amerikahaus. Der Tiergarten ging aus der herzoglichen Fasanerie hervor, welche 1909 für den Kurbetrieb des damaligen Bad Bernburg am Waldwärterhaus von 1897 eingerichtet wurde. Eine Erweiterung zum Tiergarten erfolgte in den 1930er Jahren. Er befindet sich seit Ende Juli 1993 in Trägerschaft der Bernburger Freizeit GmbH. Danach wurde auch ein Kinderspielplatz geschaffen. 2008 bezog die Geschäftsstelle der Deutschen Tierpark-Gesellschaft ihren Sitz im Tiergarten Bernburg.[104]

### Subkultur

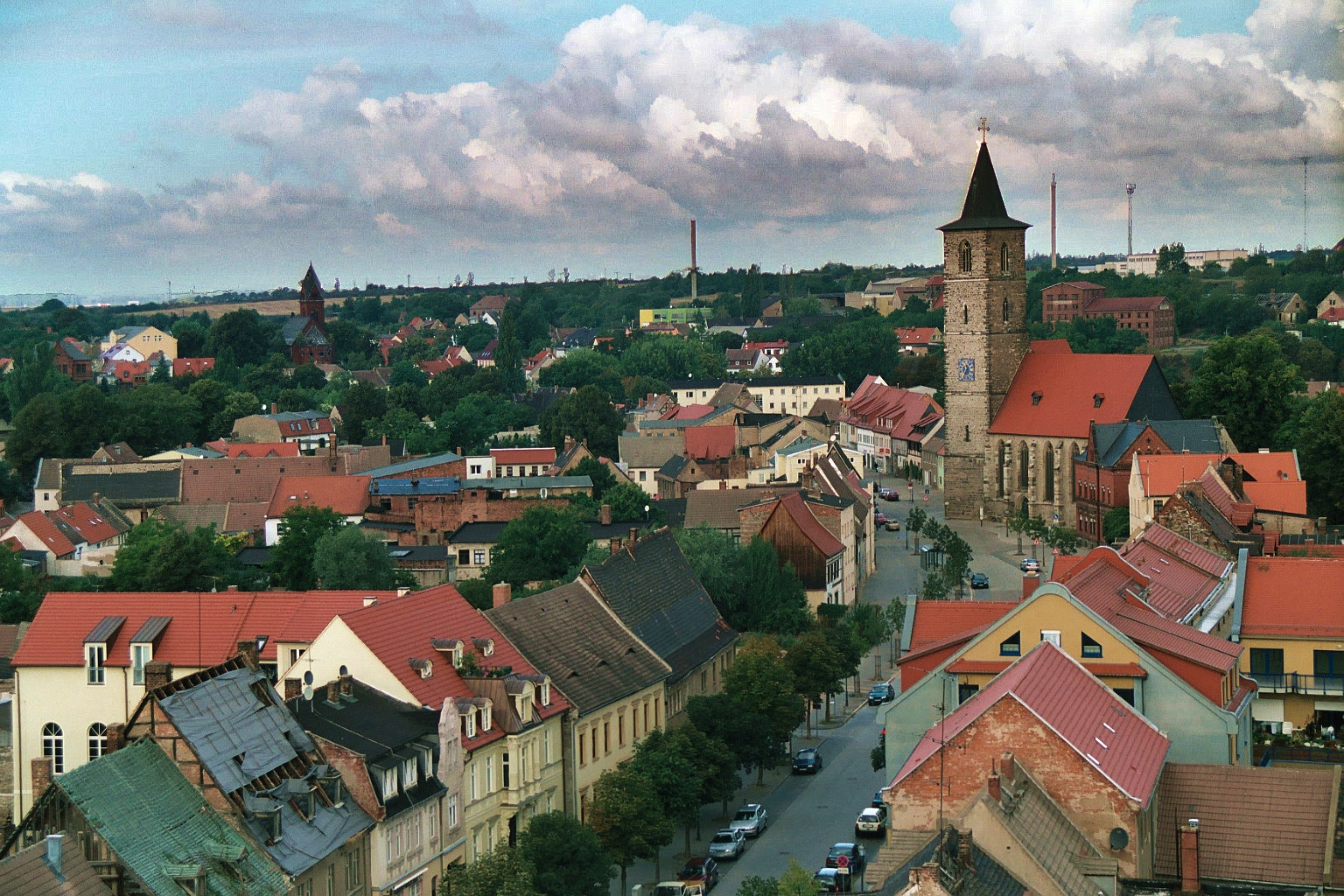
Zwei Orte alternativen Lebens: Am linken Bildrand mit dem hohen, kaputten Dach: ehemaliges Haus Steidner 2003 (Heinrich Steidner, Bernburg a. S. – Cognac-Brennerei. – Gegründet 1834) – das Pfarrhaus ist das rote Backsteingebäude direkt vor der Nikolaikirche.

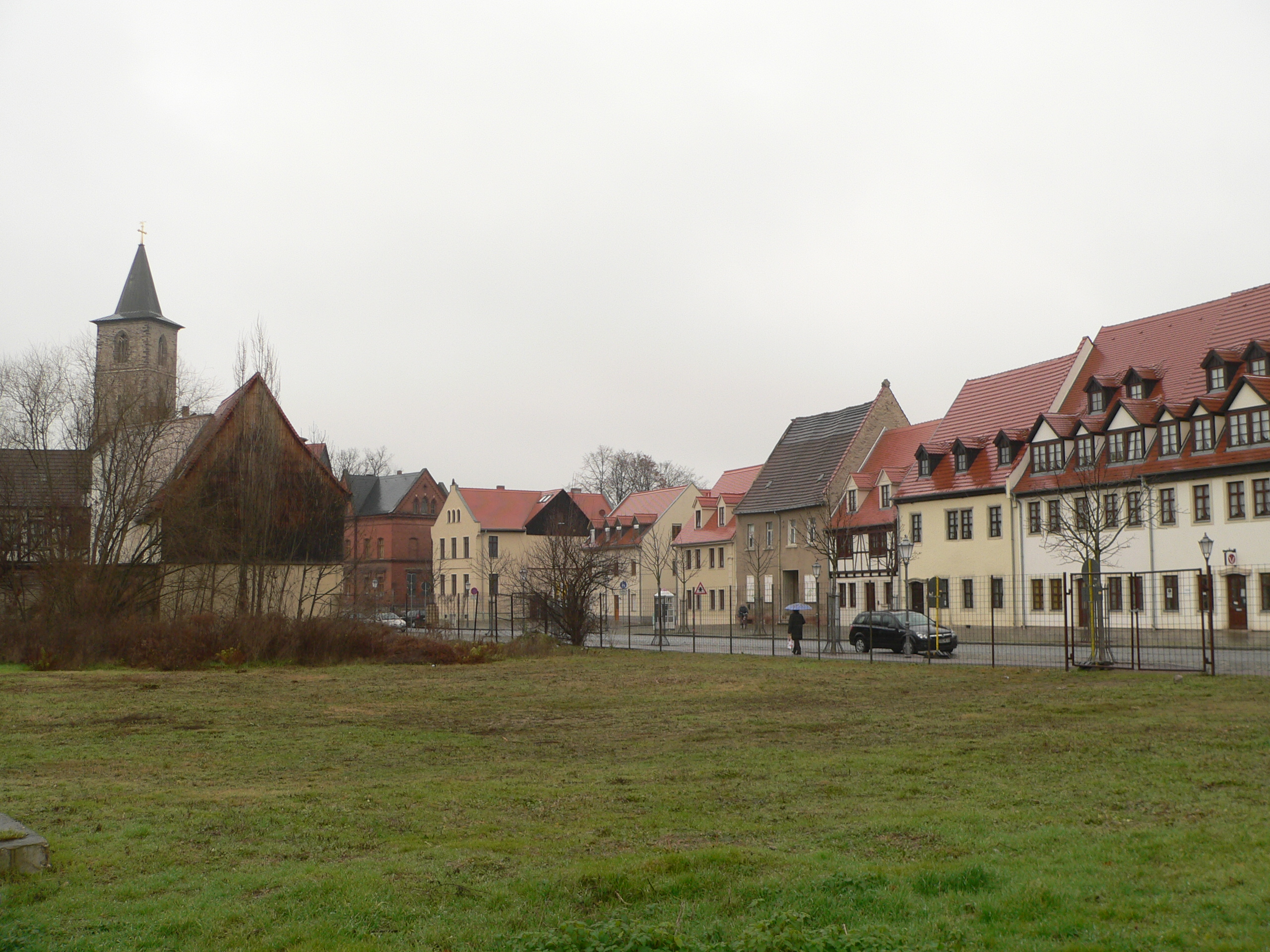
Gelände des abgerissenen ehemaligen Hauses Steidner Ende 2008 – das dunkelrote Backsteingebäude des Pfarrhauses kurz vor der Nikolaikirche steht noch. Die Fenster der unteren Etage des noch unsanierten Hauses rechts der Bildmitte sind noch mit den typischen Gasbetonsteinen vermauert – auf diese Weise war auch das Haus Steidner bis zum Abriss gesichert.

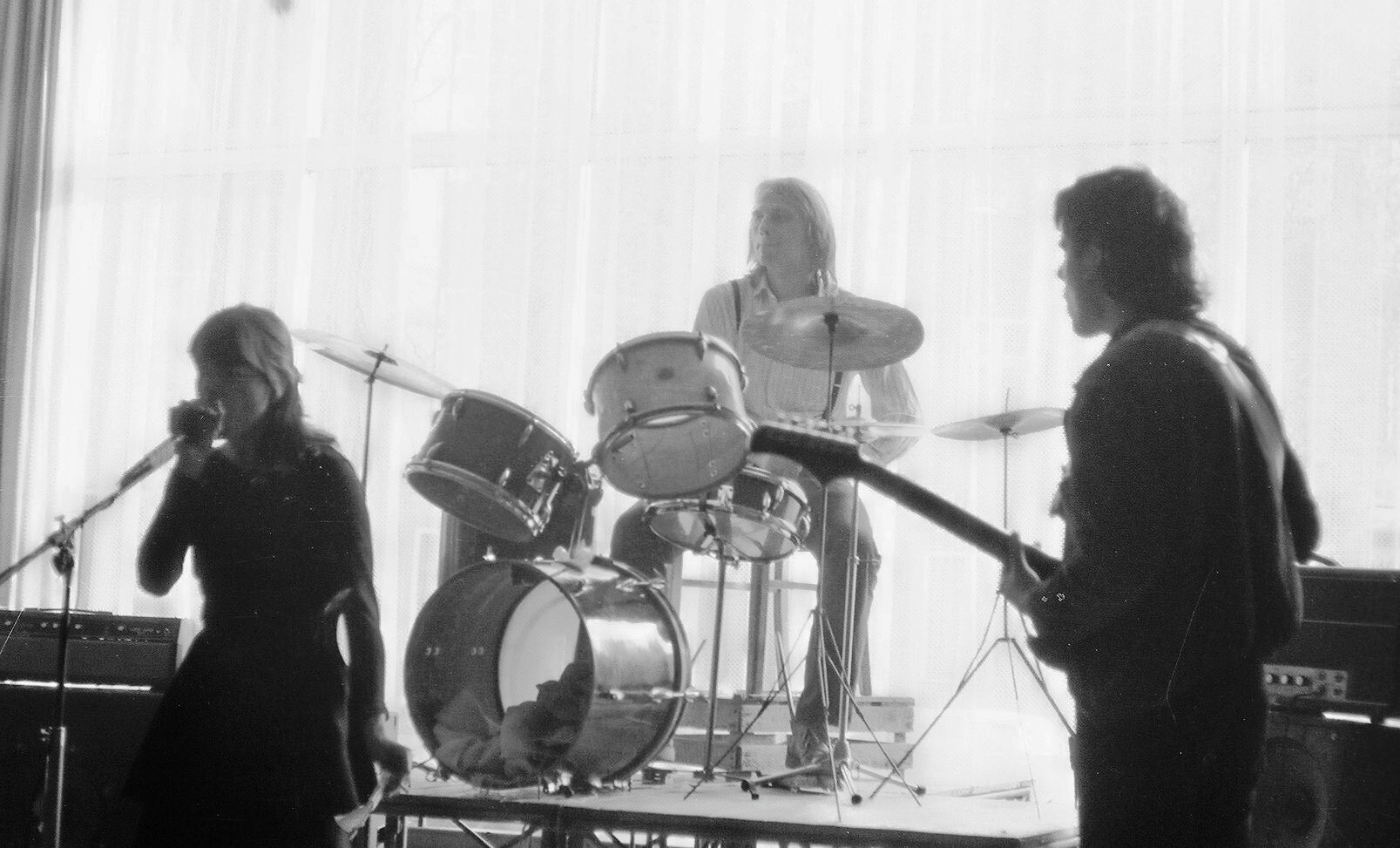
Zwitschermaschine: Cornelia Schleime, Wolfgang Grossmann und Ralf Kerbach (um 1980)

Bernburg war schon lange vor der Wende und friedlichen Revolution in der DDR im Jahr 1989 eine Hochburg der Subkulturen im Bereich von Musik, Kunst und Literatur. Insbesondere die Bernburger Punkszene hatte in der Wendezeit überregionale Bedeutung für den Bereich der DDR und später der neuen Bundesländer erlangt.
In der Umbruchszeit wurde Anfang 1990 mittels Tape-Trading das Punk-Label Aggressive Punk Tapes (APT oder auch A.T.P.) zur Verbreitung des Punkrocks in der DDR gegründet.
Bereits zehn Jahre zuvor war Bernburg ein Zentrum des illegalen Austausches von bespielten Kompaktkassetten geworden, eingeführt durch die illegalen Hinterhausdiskotheken in Abrisshäusern. Diese entstanden nach der Gleichschaltung der Castle-Disco (benannt nach dem Schloss Bernburg) durch die Stasi und das Kreiskabinett für Kulturarbeit (Krumbholzallee) im März 1980.
Erste Lokation der Szene war das zugemauerte, aber damals noch denkmalgeschützte Haus Steidner in der Breiten Straße in der Talstadt, wo im Sommer 1980 die Punk-Bands Zwitschermaschine (Juli) und Müllstation (August) auftraten. Von diesen Konzerten wurden illegale Mitschnitte auf Tapes vervielfältigt, weitere Konzertmitschnitte folgten in den Jahren danach, so auch von der Punkband Schleim-Keim aus Stotternheim (heute nach Erfurt eingemeindet). 1983 erschien im Independent-Label Aggressive Rockproduktionen (in West-Berlin) die erste DDR-Punkschallplatte DDR von unten als Split-LP. Sie war kaum in die DDR einzuschmuggeln und wurde obendrein von der Stasi gejagt. Deshalb kursierte sie in der DDR als in der Regel zur Sicherheit falsch beschriftete überspielte Tonband-Kassette, wobei Zwitschermaschine die A-Seite und Schleim-Keim die B-Seite einnahmen. Die Punkband Rosa Extra hatte ebenfalls ein Masterband aufgenommen, wovon aber die Stasi durch die Inoffiziellen Mitarbeiter (IMs) Sascha Anderson (Zwitschermaschine) und Sören Naumann erfahren hatte. Das MfS bedrohte die Gruppe mit fünf bis zehn Jahren Haft, falls sie nicht das Band mit ihren Aufnahmen ablieferten. Die Gruppe, an der auch die freien Schriftsteller Bert Papenfuß-Gorek und Stefan Döring beteiligt waren, versuchte zu der Zeit, die staatliche Einstufung zu erlangen. Die einzige Möglichkeit in der DDR, als Berufsmusiker anerkannt zu werden, Tonträger einzuspielen und offizielle Auftritte zu absolvieren, war diese Einstufung durch ein Gremium aus Funktionären der SED, Musikjournalisten, Musikwissenschaftlern und prominenten Musikern. Nach längerer Beratung entschlossen sich die Mitglieder deshalb, das Masterband dem MfS zu übergeben. Die Einstufung erreichte die Band später unter dem Namen Hard Pop. Sie wurde eine der bedeutendsten „Anderen Bands“. Auch Hard Pop trat in Bernburg auf, genau wie einige weitere „andere Bands“ (Dekadance, Der Expander des Fortschritts, Feeling B und die zuvor zweimal unter anderem Namen verbotene Noch 'ne Gruppe aus dem Nordharzraum). In der Wendezeit verbreitete sich dann eine dunkle, dystopische Stimmung, von der Gothic-Rock-Bands wie Rosengarten und zuletzt noch Corvus Corax profitieren konnten, die in ihren Anfängen ebenfalls in der Bernburger Subkultur auftraten - Rosengarten erstmals sogar noch in der alten Besetzung (vor der „Ausreisehochzeit“ von Kirsten Wilke Ende 1987 nach Amsterdam) mit ihrem Programm „Blut und Liebe“. Der damalige Hit Bessere Zeiten war ein vorzeitiger Abgesang auf die DDR, weswegen er zwar in der Trade-Version 1987 (14 Titel) erscheinen konnte, in der Trade-Version 1988 (12 Titel) aber schon herauszensiert wurde.

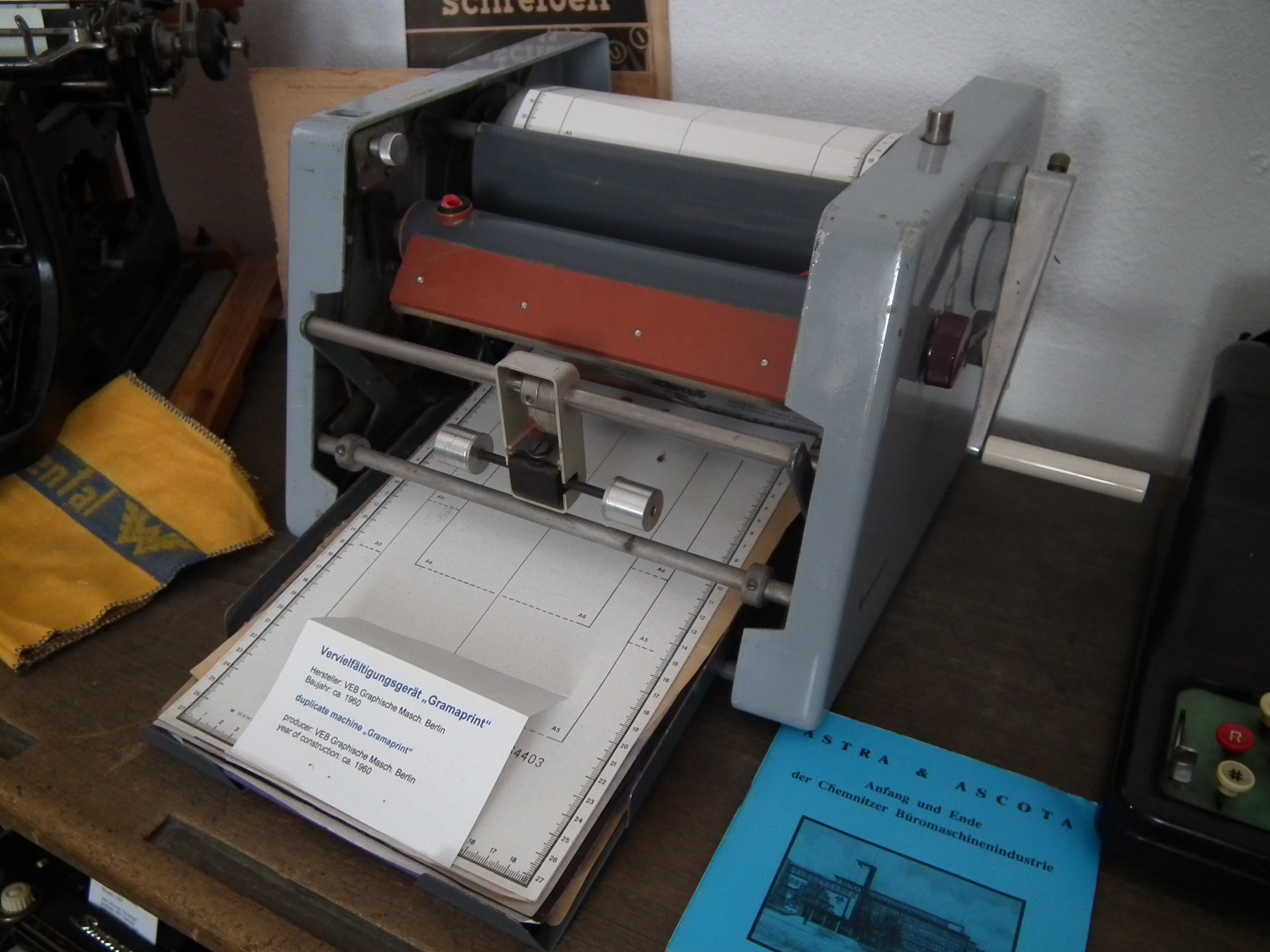
Vervielfältigungsgerät „Gramaprint“, Hersteller VEB Graphische Maschinen Berlin, Baujahr ca. 1960

Das große, leerstehende und an der Straßenseite zugemauerte Haus Steidner wurde auch für Kunstausstellungen und Lesungen genutzt. Es verfügte über sehr viele Seiten- und Hintergebäude und besaß mittelalterliche Tonnengewölbe im Keller. Von 1979 bis 1982 wurde hier der Anhalter Wahrheitsbote gedruckt, eine Samisdat-Quartalsschrift, die sich an dem Wahrheitsboten für Stadt und Land in Anhalt-Bernburg (1848 bis 1852) und am Hessischen Landboten (1834) von Georg Büchner und Friedrich Ludwig Weidig orientierte. Ein „Mitarbeiter Reprotechnik“ der Hochschule für Landwirtschaft und Nahrungsgüterwirtschaft Bernburg-Strenzfeld hatte aus drei abgeschriebenen Spiritus-Umdruck-Maschinen eine funktionierende aufgebaut, mit der im Ormig-Verfahren gedruckt werden konnte. Erst 1987 gab es eine zweite illegale Druckmaschine für die alternative Szene der DDR in der Umwelt-Bibliothek der Berliner Zionskirchgemeinde. Die Ostberliner Druckmaschine stammte von Roland Jahn und wurde vom damaligen Bundestagsabgeordneten der Grünen Wilhelm Knabe mittels seiner Immunität von Westberlin nach Ostberlin eingeschmuggelt. Der Anhalter Wahrheitsbote war direkter Nachfolger des Unwelt-Blättchens von 1973 bis 1979, das anfänglich mit Kopierstift und zuletzt mittels Schreibmaschinenkopien sowie Linolschnitten regelmäßig eine untere dreistellig Auflage erreichte. Der Anhalter Wahrheitsbote erschien zunächst in einer Auflage von an die 500, ab Frühjahr 1980 dann von an die 1000 Exemplaren.

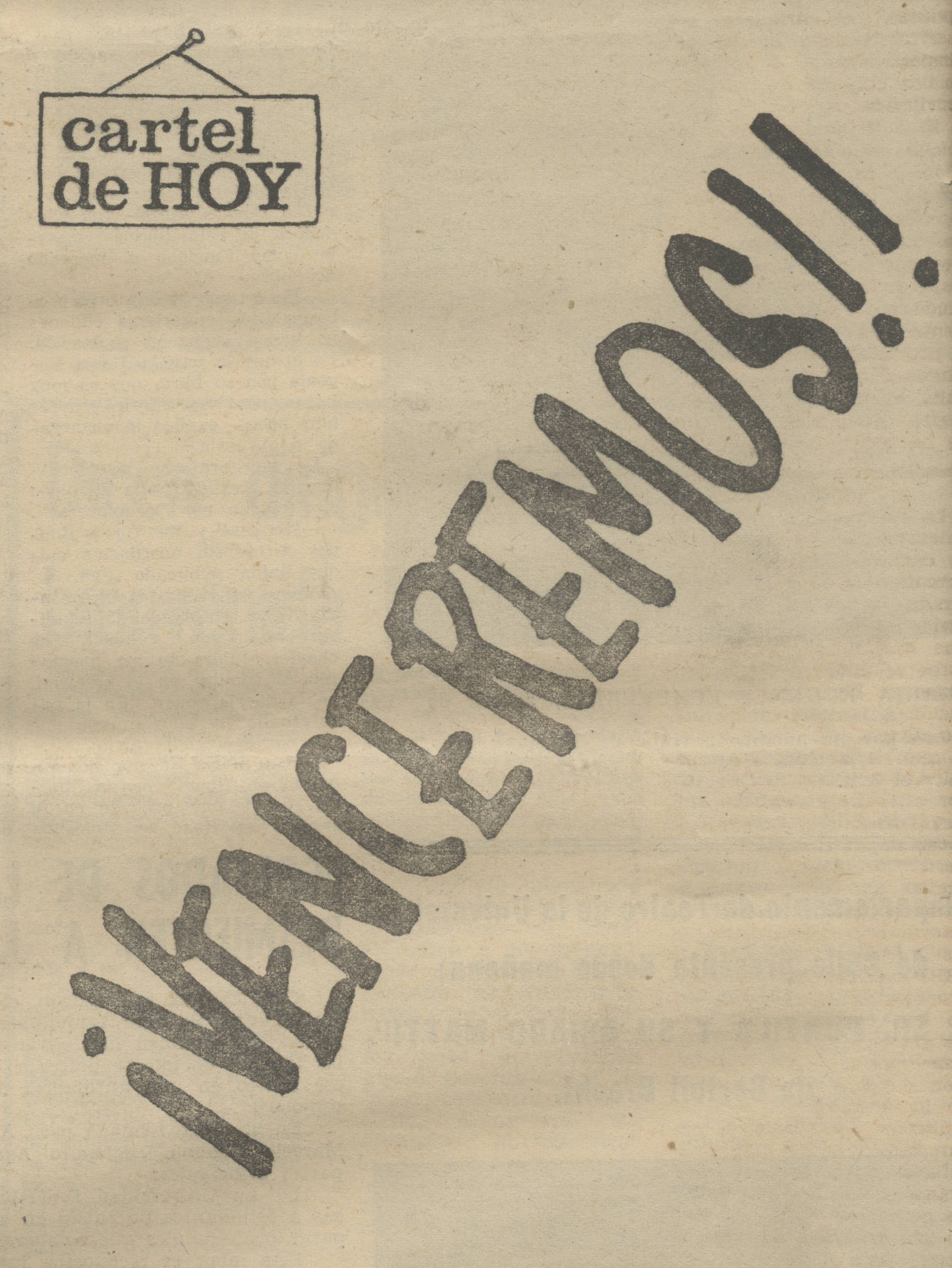
(El) „cartel de HOY“: Das Plakat von heute: „¡Venceremos!“ Chile, 9. April 1970

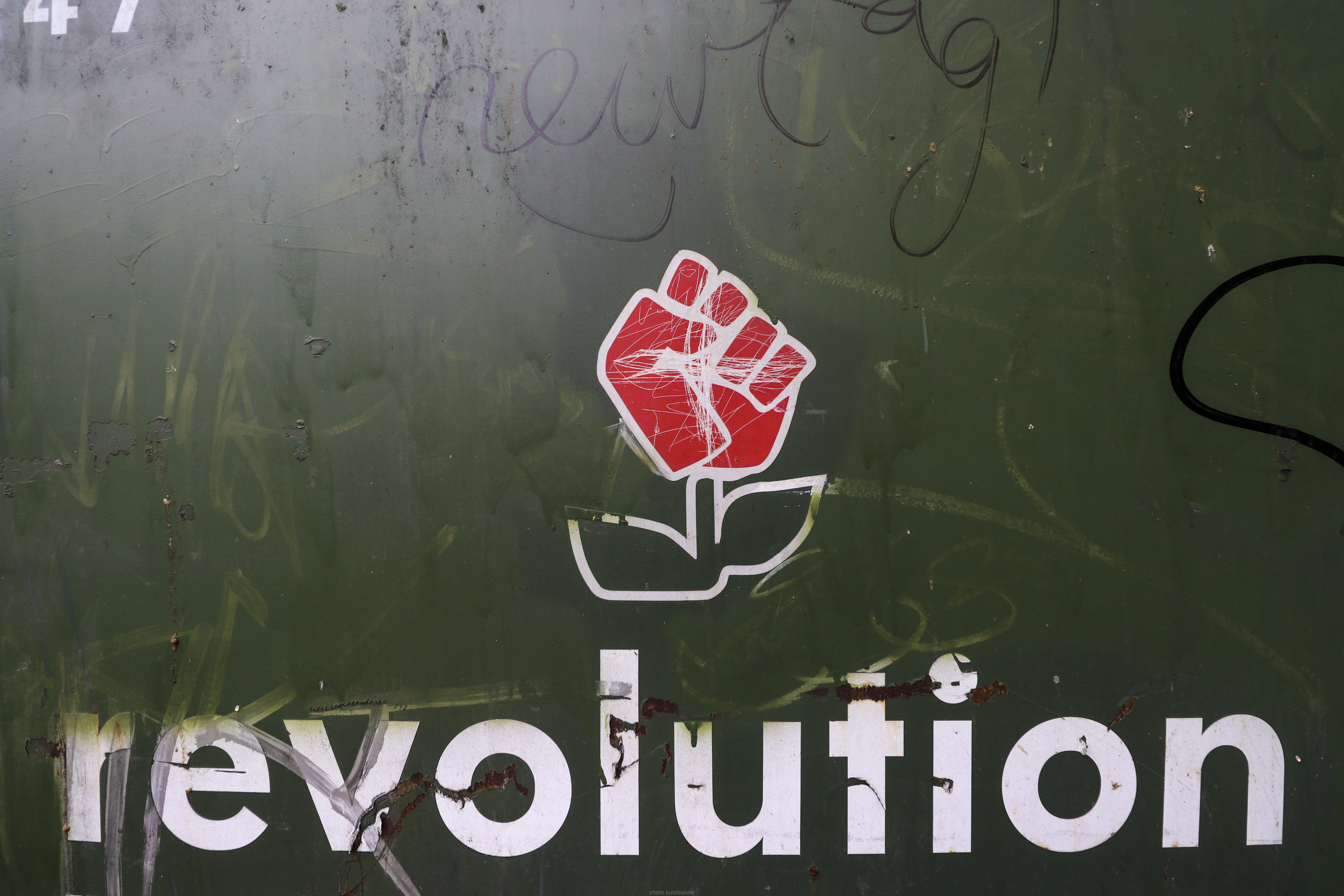
Eine rote Rosenfaust (Graffiti in Vancouver, British Columbia, Kanada). Eine solche wuchs auf dem von der Stasi inkriminierten Plakat durch ein Gitter mit DDR-Umrissen. Elf Jahre vor der Wende wurde so bereits der Wunsch nach einer friedlichen Revolution symbolisiert.

Ebenfalls seit 1979 gab es infolge der technischen Möglichkeiten auch illegale Ausstellungskataloge und illegale kleine Druckschriften in Zusammenhang mit den Lesungen oder zu Alternativthemen wie vegane Rezepte in einem Schwarzdruckverlag. Die Tonnengewölbe des Hauses Steidner wurden seit 1969 für die ab 1968 zensierten Literarisch-Musikalischen Abende und ab 1971 unter dem Namen KunstHausSteidner für Kunstausstellungen genutzt. Höhepunkte waren 1972/73 die Ausstellung GegenKunst und 1978 die Ausstellung Unser kleines Land, in welchen u. a. die Selbstisolationspolitik der DDR aufgespießt wurden. Das illegale Plakat zur illegalen Ausstellung – eine geballte Faust in Form einer Rose, die sich durch ein Gitter reckt – wurde von der Stasi besonders gejagt, weil die Umrisse des vergitterten „Fensters“ denen der DDR glichen. Vorbild dafür war die damals in der DDR vielfach rezipierte Venceremos-Faust (spanisch für „Wir werden siegen“), eines politischen Kampfliedes und Schlachtrufes aus Chile, das in einer alternativen Version im Jahr 1970 die Hymne für den Wahlkampf von Salvador Allendes sozialistischer Unidad-Popular-Bewegung und daraufhin in der DDR auf Deutsch sehr populär wurde. In Bernburg wurde die neue Siedlung auf dem Kirschberg dann Salvador-Allende-Siedlung getauft.

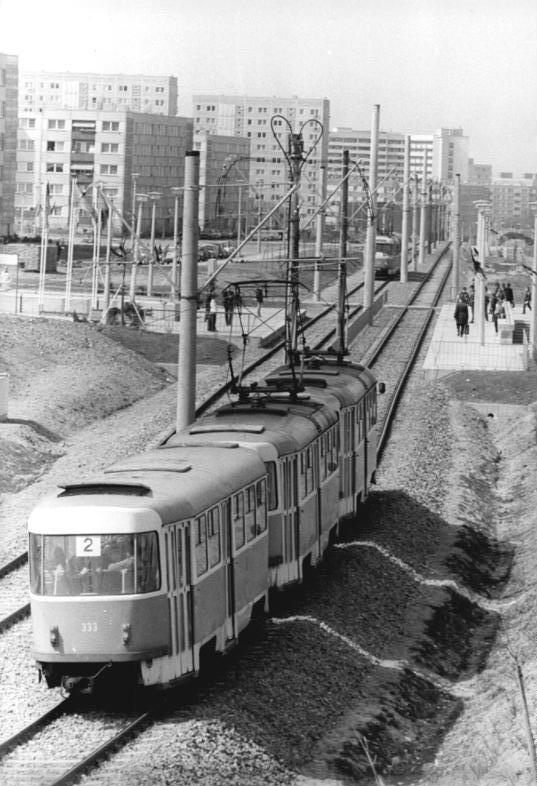
„18.4.1984: Eine erweiterte Straßenbahntrasse verbindet seit wenigen Tagen den jüngsten Bauabschnitt des Schweriner Neubaugebiets Großer Dreesch mit dem Stadtzentrum und dem Industriekomplex Schwerin-Süd. Für rund 17000 Schweriner verbesserten sich damit die Nahverkehrsbedingungen.“ (nach sechs Jahren Wartezeit)

Beschlagnahmt wurde beispielsweise ein 1,40 m mal 1,10 m großes Ölgemälde mit dem Titel „Großer Drasch“ im illegalen Atelier des Künstlers. Von einer DDR-Kaufhalle ziehen Menschen sternförmig wie auf kribbelbunten Ameisenstraßen durch die etliche Meter tiefe schlammige Baugrube einer Sporthalle, die nie gebaut wurde, hin zu den Eingängen ihrer noch unbefestigten Straßen. Das Gemälde bezog sich auf den problematischen Aufbau der Plattenbausiedlung Großer Dreesch III während der untergehenden DDR. Auch viele Bernburger wohnten nach großartigen Versprechungen dort in Viermannzimmern in Arbeiterwohnheimen und wurden jahrelang immer wieder bei der Versorgung mit einer Neubauwohnung vertröstet, während Frau und Kind(er) in Bernburg mit hofften. Dort wurde zu dieser Zeit noch viel weniger gebaut – wohingegen in Schwerin damals rund die Hälfte der Einwohner in Plattenbauten wohnte. 
Auch das raumhohe 2,60 m mal 1,70 m große Ölgemälde „Unser kleines Land“ fiel einer „Operativen Kombination“ der Stasi im illegalen Atelier des observierten und gerade abwesenden Künstlers zum Opfer. Zu sehen war die DDR von Süden aus der Vogelperspektive bis hin zur Ostseeküste - mit für den Sozialistischen Realismus zu realistische und zu wenig sozialistische Miniaturen, welche das Leben im Lande darstellten. Regelmäßig wurden auch Bilder mit Türen beschlagnahmt. Nach der nicht genehmigten „Türen-Ausstellung“ von 1979 im Leonhardi-Museum in Dresden, welche anhand des Türen-Motivs das Eingeschlossensein in der DDR thematisierte, reagierte die Staatssicherheit hochnervig auf alle Türen in der Kunst. Schließlich wurden sogar die Türen des Leonhardi-Museums von 1982 bis 1986 von staatlicher Seite wegen vorgeblicher Renovierungsarbeiten geschlossen.

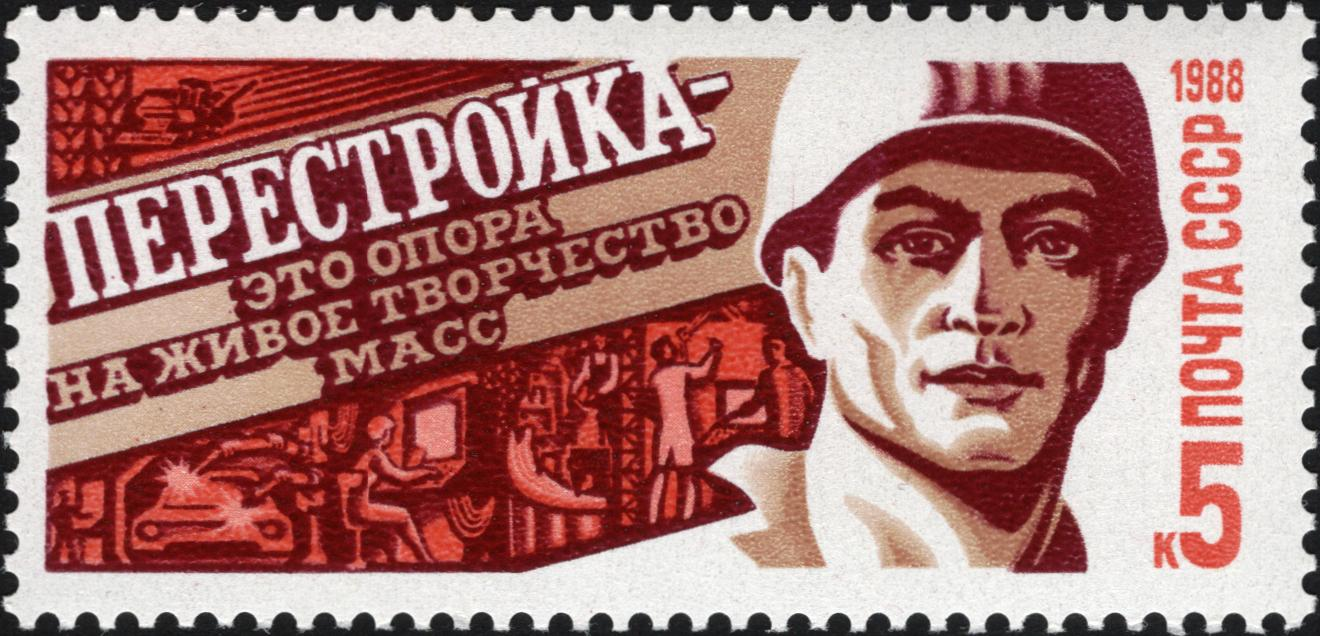
Perestroika-Briefmarke der Sowjetunion von 1988

Ab 1986 waren unter dem Motto „Der Doofe Rest“ (eine Anspielung auf die Abkürzung „DDR“) wechselnde Ausstellungen von alternativen Künstlern zu sehen, die sich trotz der Bekämpfung von Glasnost und Perestroika für einen Verbleib im Land entschieden hatten. Das bei der Eröffnungs-Ausstellung gezeigte Konzept „MüL-Menschen“ eines großen Müllberges, in dem sich menschliche Umrisse abzeichneten, wurde ein, zwei Jahre später in der Stadthalle Magdeburg noch erheblich größer umgesetzt, wobei die menschlichen Hohlkörper im meterhohen Müll dort infolge der riesigen Halle sogar Originalgröße erreichten. „MüL-Menschen“ bezog sich auch auf die oktroyierte Ideologie des Marxismus-Leninismus (ML), die von Andersdenkenden als „geistiger Müll“ empfunden wurde.

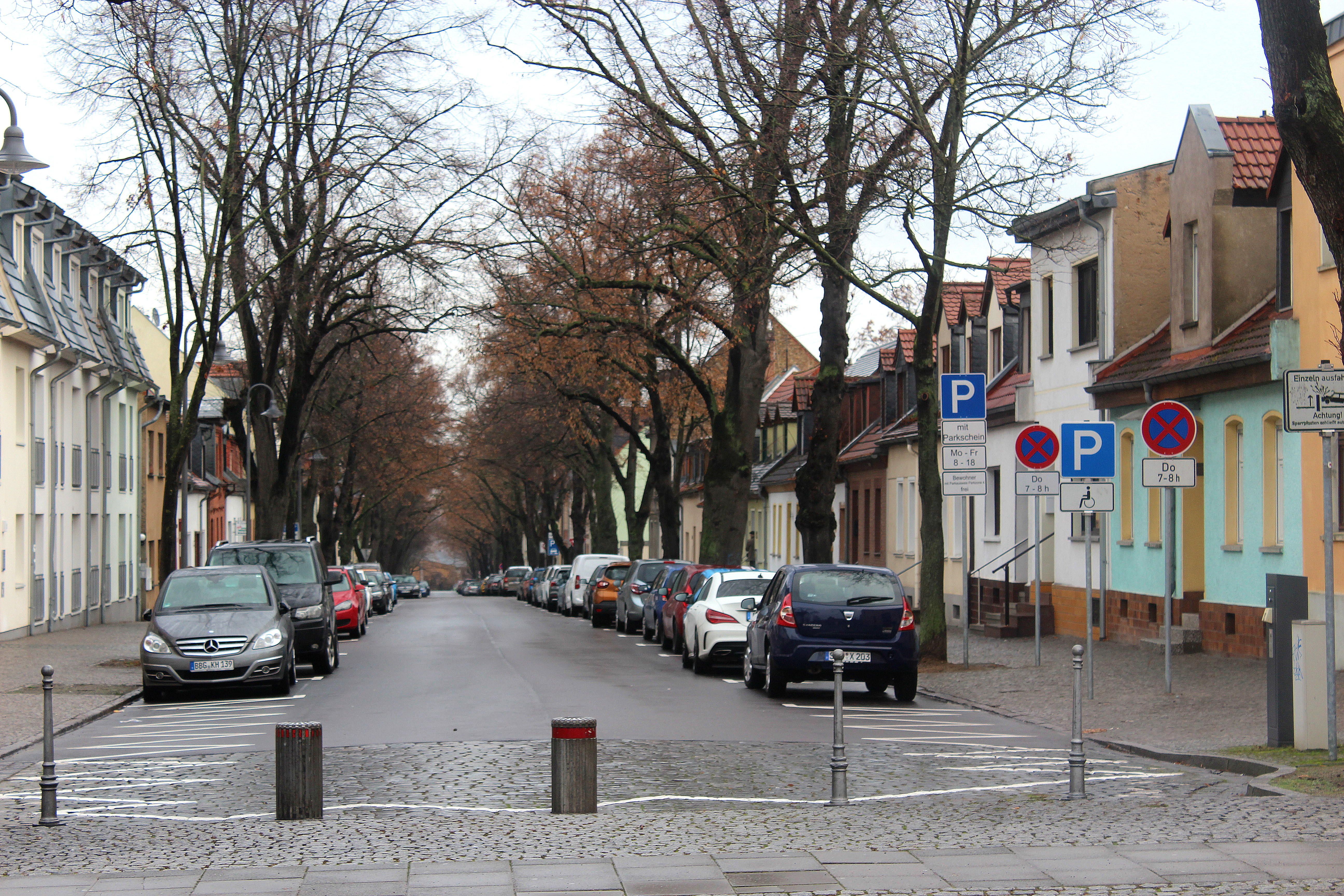
Neue Straße. Im Hinterhof der höheren Häuser am linken Bildrand gab es ab 1981 kurzzeitig eine illegale Disco

1981 wurde eine weitere Hinterhausdisco für die Bergstadt in der Neuen Straße gegründet, die aber durch den Verfolgungsdruck mehrfach verlegt werden musste. Auch hier traten Punkbands auf. Von Anfang an bestanden gute Verbindungen zu anderen Zentren des Punks in der DDR wie im nahen Halle, in Berlin und in Dresden. In Bernburg waren nach dem Motto Ruinen schaffen ohne Waffen genügend Freiräume entstanden.

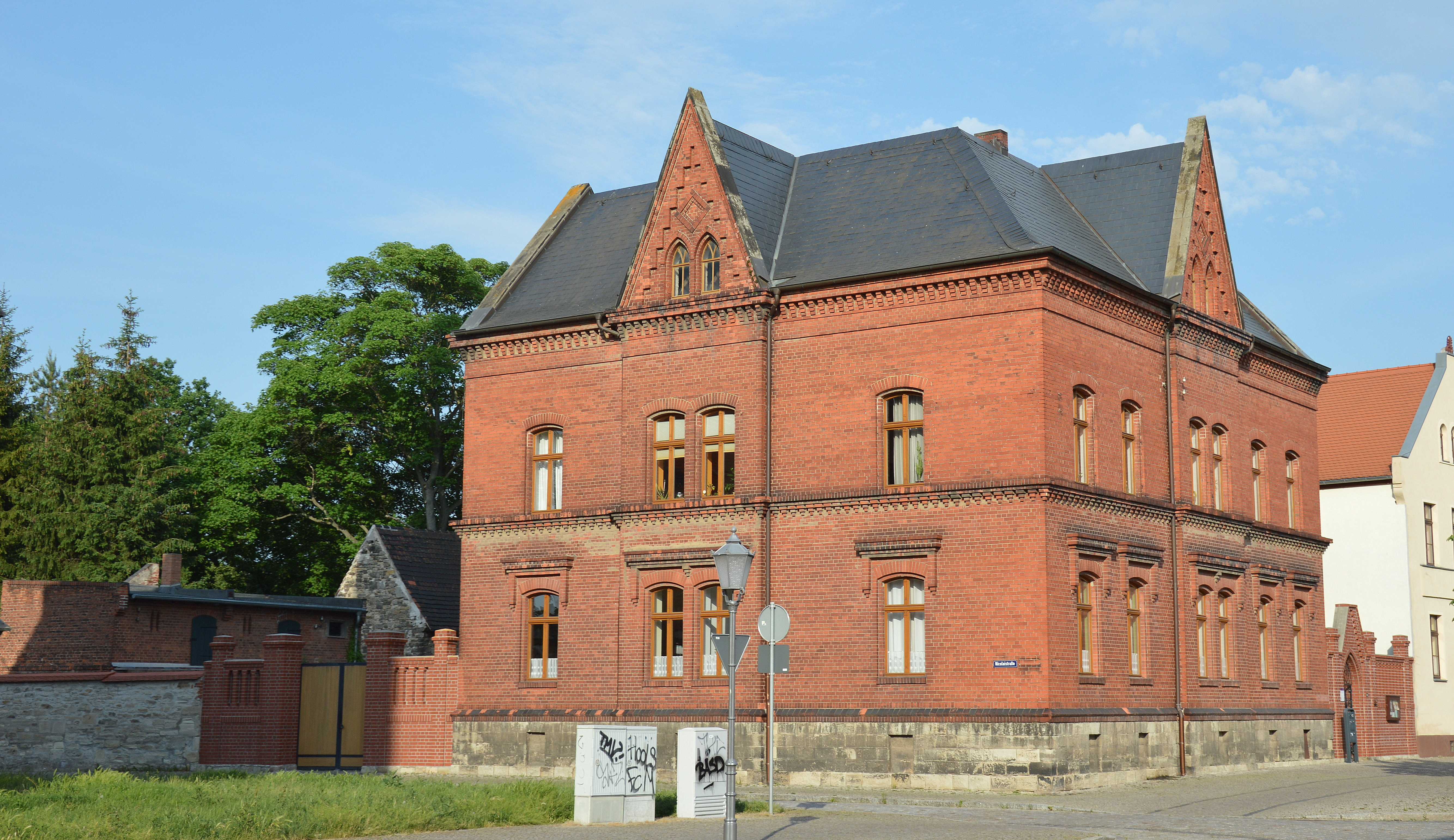
Breite Straße 81. Pfarrhaus. In den oberen Räumen fanden die DDR-weit beachteten Veranstaltungen der „Kirche unterm Dach“ statt

Von 1982 bis April 1988 organisierten ebenfalls in der Breiten Straße im Pfarrhaus der evangelische Pfarrer Jürgen Baumgart und seine Frau Konzerte mit Liedermachern, deren Auftritte von der Regierung verboten waren. Da sie darüber hinaus auch die Friedensbewegung und sogar Ausreisewillige unterstützten, mussten sie am 30. April 1988 selbst ausreisen. Auch von der westdeutschen evangelischen Kirche fallengelassen, musste die Familie im Herbst 1989 ihren kirchlichen Dienst im belgischen Malmedy fortsetzen, da „der lange Arm der Stasi“ bis ins westdeutsche Arbeitsamt reichte.
Von 1990 bis 1994 erschienen bei ATP die Tapes FUCK Nummer 1 bis 29 sowie etwa vier Tapes ohne Nummer. Der Sampler Störfaktor dokumentierte die DDR-Punkszene bis 1989 mit Titeln von Zwitschermaschine, Wutanfall, Paranoia, L’Attentat, Schleim-Keim und Kaltfront. Der Sampler Auf Safari in Ostdeutschland dokumentierte die Punkszene des Jahres 1990 mit Bands wie Müllstation und Die Zusamm-Rottung. 1991 folgte der Sampler Auf Safari in Ostdeutschland Vol. 2 mit Abfallsozialprodukt, Küchenspione, Tausend Tonnen Obst und Staatenlos. Zu diesem Zeitpunkt hatte der Nachholbedarf bei der Punk-Subkultur seinen Zenit bereits überschritten, außerdem waren die besonderen Zeiten des Überganges schon Geschichte. Zudem erlebte die Stadt Bernburg einen Aderlass, der sie bis heute (2024) mehr als die Hälfte ihrer Einwohner kostete, darunter insbesondere die alternativen und kreativen Menschen einschließlich vieler Punks.
1994 gründete der Betreiber von ATP die Bernburger Punkband Giftgas, aus der die Oi!- und Streetpunkband Erstschlag hervorging, die 1996 in Kampfzone umbenannt wurde.

## Wirtschaft und Infrastruktur

### Verkehr

#### Straße
Bernburg liegt an der Bundesautobahn 14, die Magdeburg im Norden mit Halle und Leipzig im Süden verbindet. Westlich der Stadt liegen an der A 14 die Anschlussstelle Staßfurt und das Autobahnkreuz Bernburg. An letzterem beginnt die Bundesautobahn 36 nach Braunschweig, die aus der B 185 übergeht. Die B 185 dient zur nördlichen Umfahrung Bernburgs und ist dreispurig ausgebaut.
In Bernburg kreuzen sich des Weiteren die Landesstraße 50 (Halle–Magdeburg, früher Teil der Bundesstraße 71) und die Bundesstraße 185 (Köthen–Aschersleben). Südlich von Bernburg ist der alte Verlauf der L 50 seit 2010 wegen eines Erdfalls an der Mülldeponie Zepzig gesperrt. Der Neubau der südlicheren Trasse der L 50 wurde 2015 freigegeben. Die Landesstraße 50 folgt dem Verlauf der ersten preußischen Fernchaussee von Magdeburg nach Leipzig, welche von 1788 bis 1801 als Kunststraße errichtet wurde. Die Bundesstraße 185 folgt westlich von Bernburg dem Verlauf einer Altstraße aus dem Harzgebiet, die schon im 8. Jahrhundert als Benediktinerweg diente.
Geplant war zudem, die Bundesautobahn 71 Schweinfurt–Sangerhausen bis nach Bernburg zur A 14 zu verlängern. Diese Pläne werden jedoch im Moment nicht weiter verfolgt.

#### Schiene

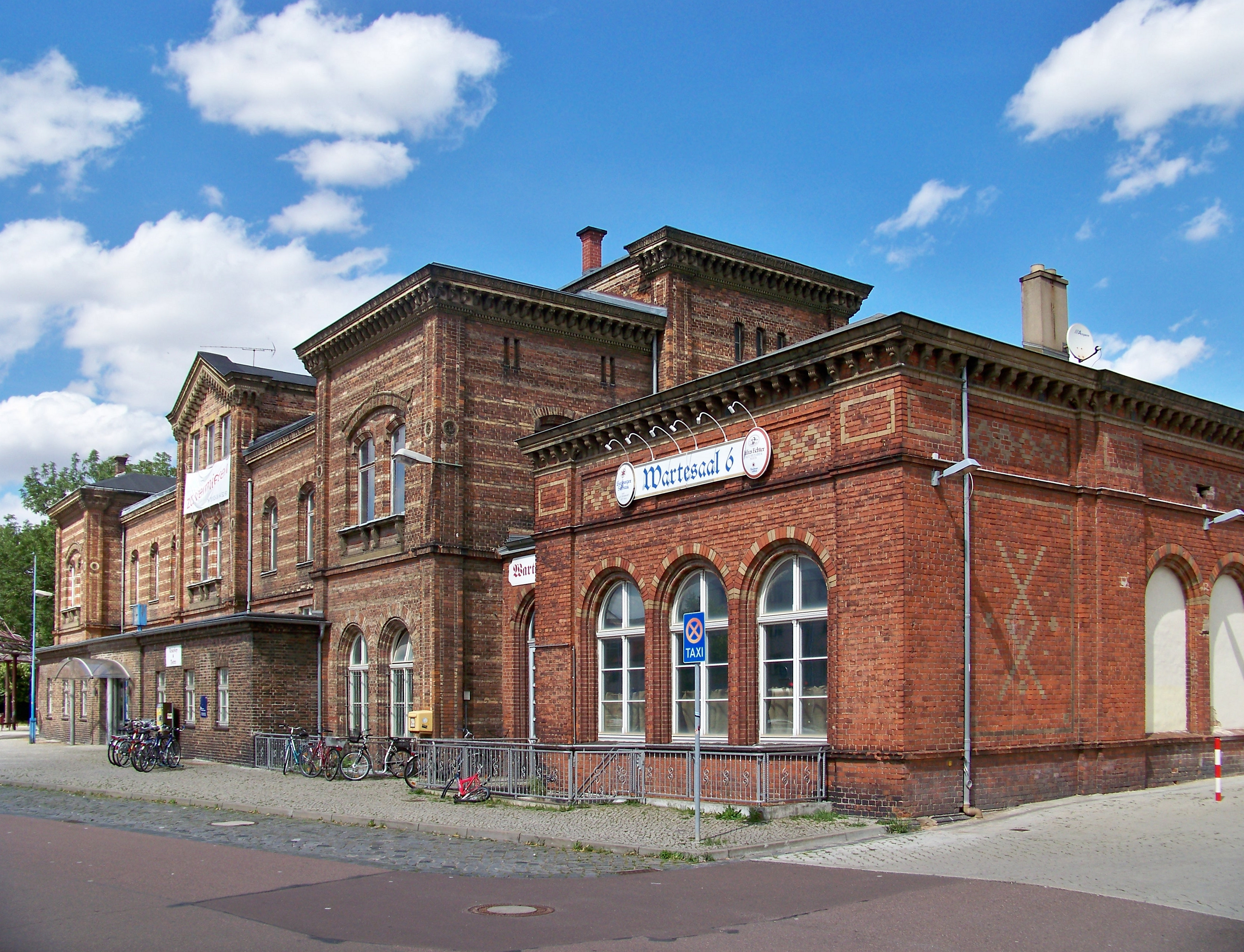
Bahnhof Bernburg 2009

Bernburg hat seit 1846 Bahnanschluss Richtung Köthen, nach der Streckenverlängerung ab 1865 auch nach Aschersleben. Das Bahnhofsgebäude stammt ebenfalls aus diesem Jahr. Seit 1889 besteht Verbindung über Baalberge nach Könnern sowie seit 1899 nach Calbe (Saale) Ost.
Der Bahnhof, welcher seit Dezember 2019 offiziell die Bezeichnung Hauptbahnhof trägt, wird stündlich von der Regionalbahn Aschersleben–Güsten–Bernburg–Köthen–Dessau bedient. Weiterhin verkehren im Zweistundentakt eine Regionalbahn nach Calbe (Saale) und Magdeburg Hbf sowie eine Regionalbahn über Könnern nach Halle (Saale) Hauptbahnhof. Bernburg hat somit einen direkten Bahnanschluss an alle drei Oberzentren von Sachsen-Anhalt. Der nächstgelegene Fernverkehrshalt ist der Bahnhof Köthen.
In den Jahren 2010 und 2011 wurde der Bahnhof modernisiert und barrierefrei; es wurde im Rahmen der Konjunkturprogramme aus Bundesmitteln die Personenunterführung erneuert und Aufzüge neu gebaut. Zusätzlich wurden die Bahnsteige 1 und 2/3 und deren Zugänge neu gebaut, das Dach des Bahnsteigs 1 saniert und die Beleuchtung der Bahnsteige 1 und 2/3 erneuert. Außerdem wurde der stadtfern gelegene Haltepunkt Friedenshall durch einen Haltepunkt in Roschwitz ersetzt.
Im Bernburger Krumbholz fährt eine Parkeisenbahn. Außerdem betreibt das ansässige Sodawerk eine eigene Werksbahn, die vor allem durch eine weitere Saalebrücke im Stadtbild auffällt.

#### ÖPNV
Zahlreiche Buslinien erschließen Bernburg und verbinden die Stadt mit der Region. Betrieben wird das Busnetz von der Kreisverkehrsgesellschaft Salzland mbH.
Den innerstädtischen Verkehr bediente von 1897 bis 1921 die Straßenbahn Bernburg.

#### Wasser
Weiterhin ist auch die Saale als Transportweg von Bedeutung. Die Stadt setzt sich für einen Ausbau der Saale insbesondere auf dem Abschnitt von der Schleuse in Calbe bis zur Elbe ein. Von Bernburg nach Calbe, Alsleben und Wettin fährt das Fahrgastschiff Saalefee.

#### Radwege
Durch den Ort verläuft der Europaradweg R1, der das französische Boulogne-sur-Mer mit Sankt Petersburg in Russland verbindet. Ebenfalls durch den Ort verläuft der Saaleradweg (von der Saalequelle bis zur Mündung in die Elbe), der Radweg Deutsche Einheit sowie der D11.

### Ansässige Unternehmen
Die größten Betriebe sind:

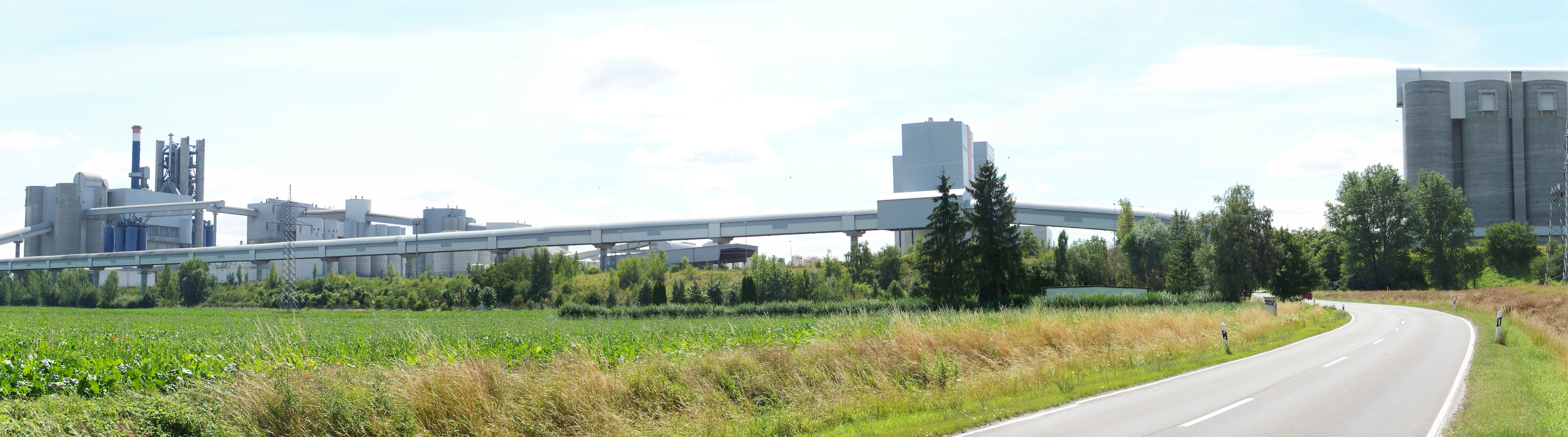
Schwenk-Zementwerk

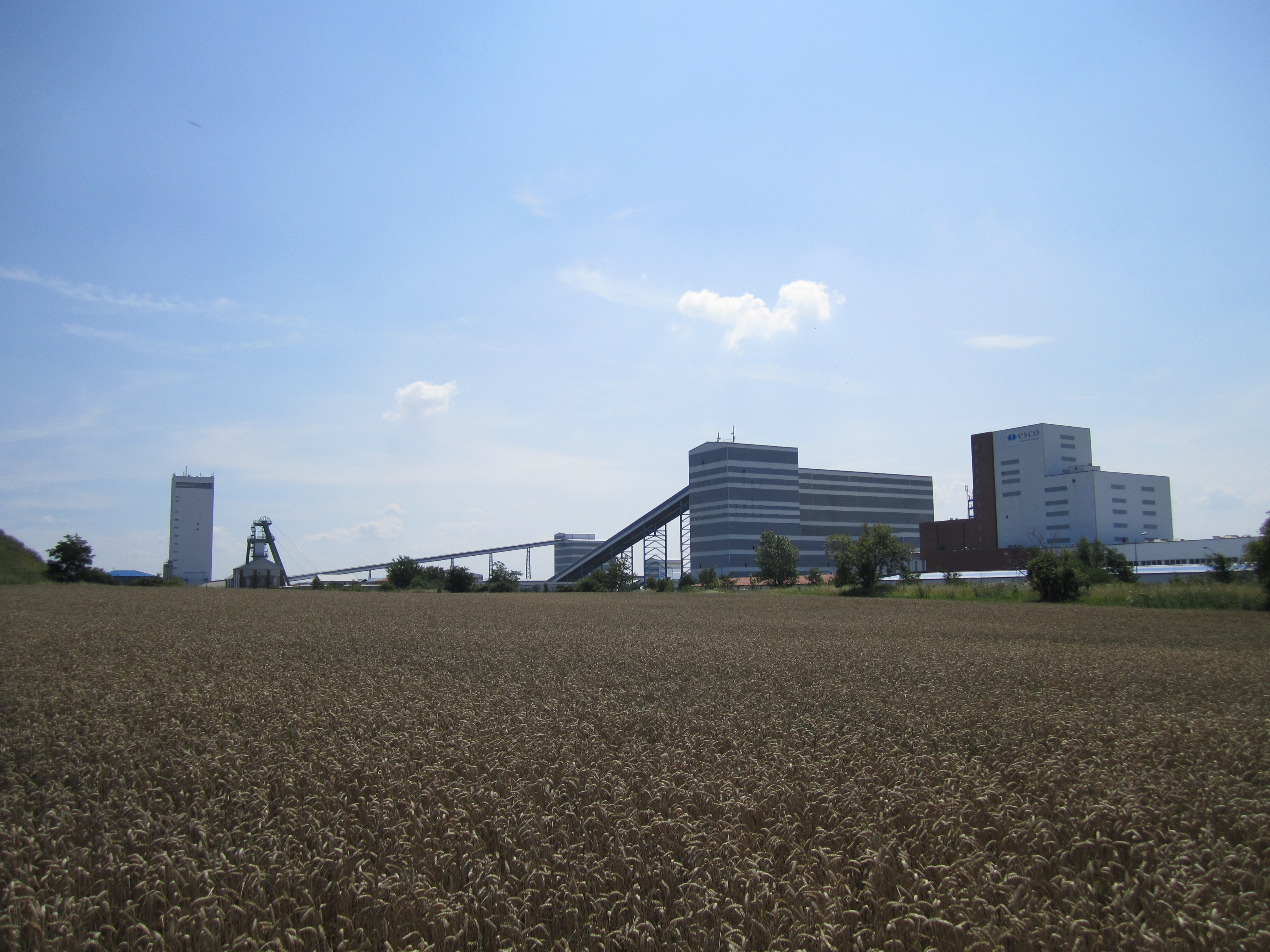
Das zur K+S AG gehörende Steinsalzbergwerk Bernburg

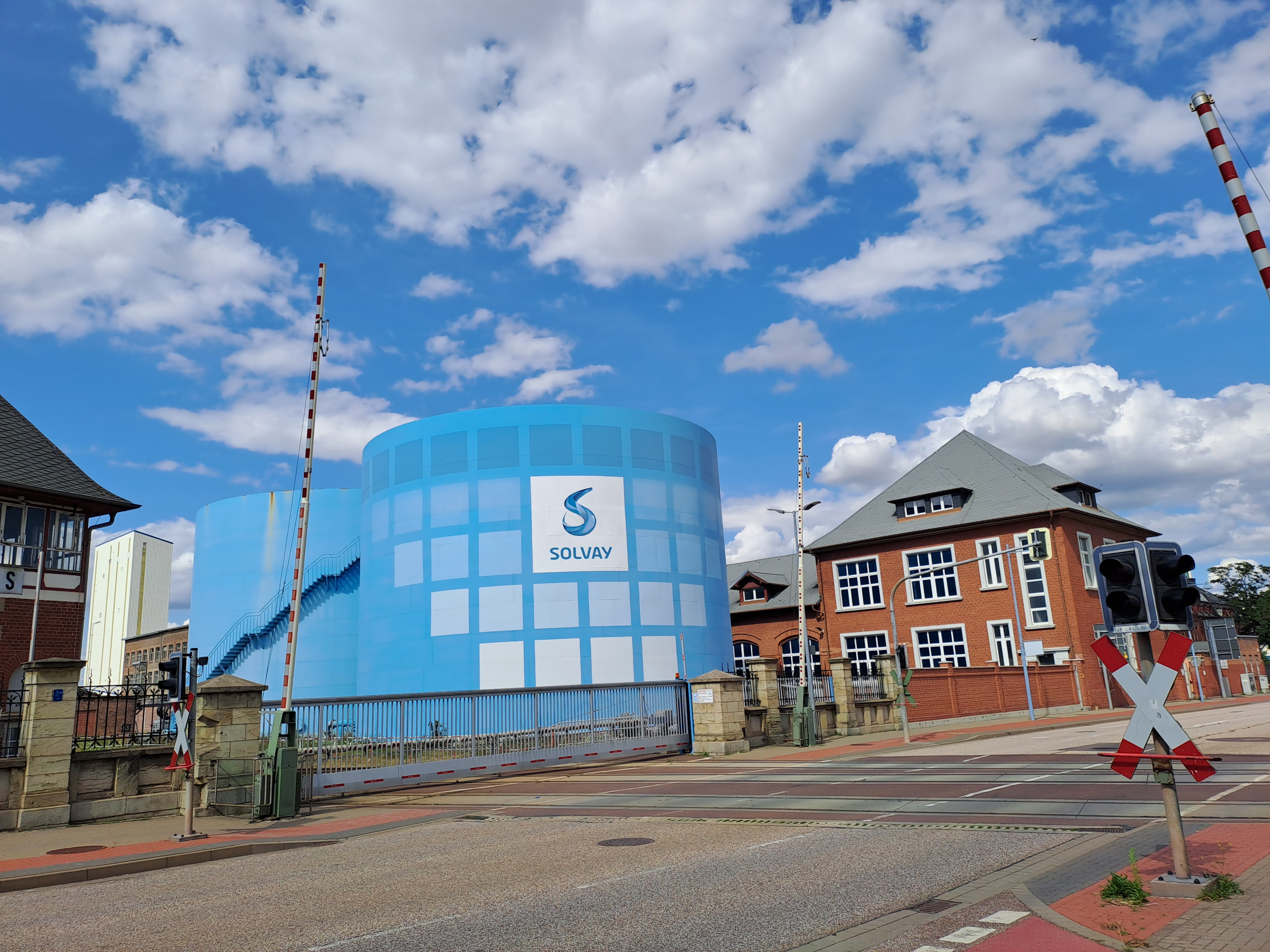
Sodawerk der Solvay GmbH

- ein Werk von Schwenk Zement („eines der größten und modernsten Zementwerke Europas“[122])
- das zur K+S AG gehörende Steinsalzbergwerk Bernburg mit etwa 425 Beschäftigten[123]
- ein Sodawerk der Solvay GmbH
- UGS Bernburg, ein Gasspeicher der VNG AG (mit einem nutzbaren Arbeitsgasvolumen von 865 Mio. Nm³ viertgrößter Kavernenspeicher Europas[124])
- die Serumwerk Bernburg AG[125] („Pulmotin“)
- die PÖTTINGER Landtechnik GmbH / PÖTTINGER Deutschland GmbH produziert in Bernburg Sämaschinen
- die Wohlgemuth Süßwaren GmbH (Schaumzucker, Kaugummikugeln)
- die Meisterbäckerei Steinecke betreibt in Bernburg einen ihrer größten Produktionsbetriebe
- die COIL GmbH, Tochterunternehmen der belgischen Gruppe United Anodisers SA, Aluminiumbeschichtungen
- ein Lidl-Logistikzentrum
- die ALMECO GmbH, ein Tochterunternehmen der italienischen ALMECO-Gruppe, Herstellung von Aluminiumprodukten für solarthermische Anlagen
- AUREC (Abfall-Bergversatz und Versatzbaustoffe), Tochtergesellschaft der REMEX Mineralstoff GmbH
- Befesa Aluminium Germany GmbH Bernburg, Recycling von Aluminiumreststoffen[126]
- die Schloßdomäne Zepzig GmbH ist ein Pflanzenbaubetrieb (Getreide, Hopfen)
- Agrargenossenschaft Baalberge eG
- Salus-Fachklinikum Bernburg, Zentrum für Psychiatrie, Psychosomatik, Psychotherapie

Bernburg ist darüber hinaus Sitz der Deutschen TierparkGesellschaft e. V.

### Medien
In Bernburg erscheint eine Lokalausgabe der Mitteldeutschen Zeitung (MZ) aus Halle. Weiterhin werden örtliche Ausgaben der kostenlosen Anzeigenblätter SuperSonntag und Wochenspiegel verteilt. Lokalnachrichten im TV sendet das Regionalfernsehen Bitterfeld-Wolfen (RBW).
Über den Sender Bernburg werden die Hörfunkprogramme von Radio SAW und Rockland Sachsen-Anhalt ausgestrahlt.

### Bildung

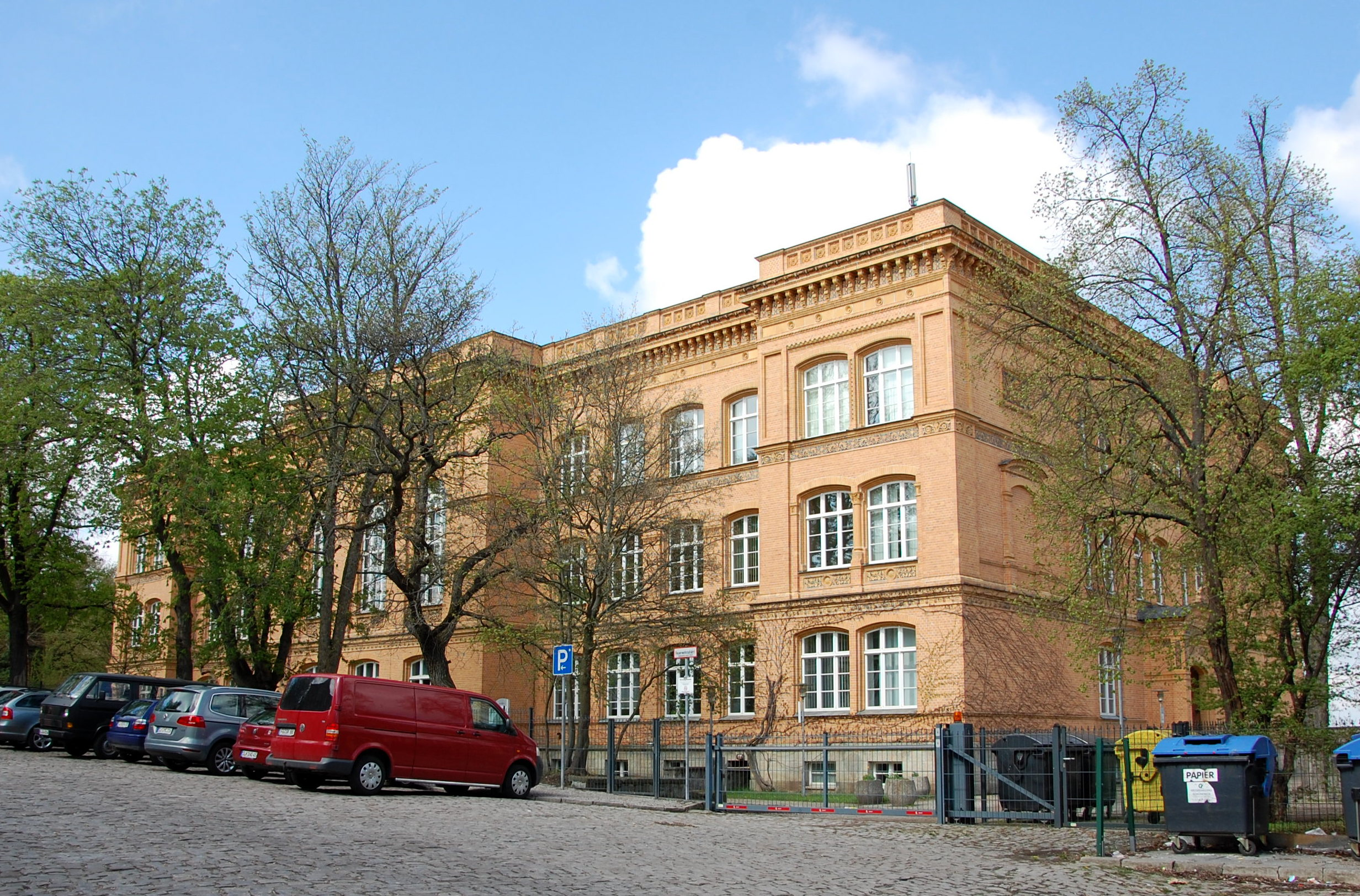
Gymnasium Carolinum Bernburg, Gebäude Schlossgartenstraße 14 (zugleich Verwaltungssitz)

In Bernburg gab es 2019 sechs Grundschulen, darunter eine evangelische Schule. Zwei der staatlichen Grundschulen – Franz Mehring-Schule und Grundschule „Adolph Diesterweg“ – nutzen denkmalgeschützte Gebäude. Weiter gibt es in Bernburg zwei Förderschulen, eine Freie Sekundarschule sowie die Sekundarschule „Campus Technicus“.
Bernburg hat ein Gymnasium, das Carolinum Bernburg. Zu Beginn des Schuljahres 2003/2004 wurden dazu das Friederiken-Gymnasium, das Hermann-Hellriegel-Gymnasium und das alte Gymnasium Carolinum verschmolzen.
Im Ortsteil Strenzfeld befindet sich die frühere Landwirtschaftliche Hochschule, die 1991 ein Teilbereich der Hochschule Anhalt wurde. Hier findet weiterhin die Forschung und Lehre im Bereich Landwirtschaft (insbesondere Forschung in Pflanzenbau und zu Bioeffektoren), Ökotrophologie, Naturschutz, Landschaftsarchitektur und Wirtschaftswissenschaften statt.

### Behörden und Gerichte
Bernburg ist Sitz des Amtsgerichts Bernburg und der Verwaltung des Landkreises.

### Gesundheitswesen
In Bernburg befinden sich neben zahlreichen Arztpraxen das AMEOS Klinikum Bernburg, die Waldklinik Bernburg für Parkinson-Betroffene, das Fachklinikum Bernburg für psychisch Erkrankte sowie der Maßregelvollzug Bernburg. Das Medizinische Versorgungszentrum des Städtischen Klinikums Dessau unterhält in Bernburg einen Nebenstandort.